# Frauenkirche (München)
Koordinaten: 48° 8′ 19″ N, 11° 34′ 26″ O

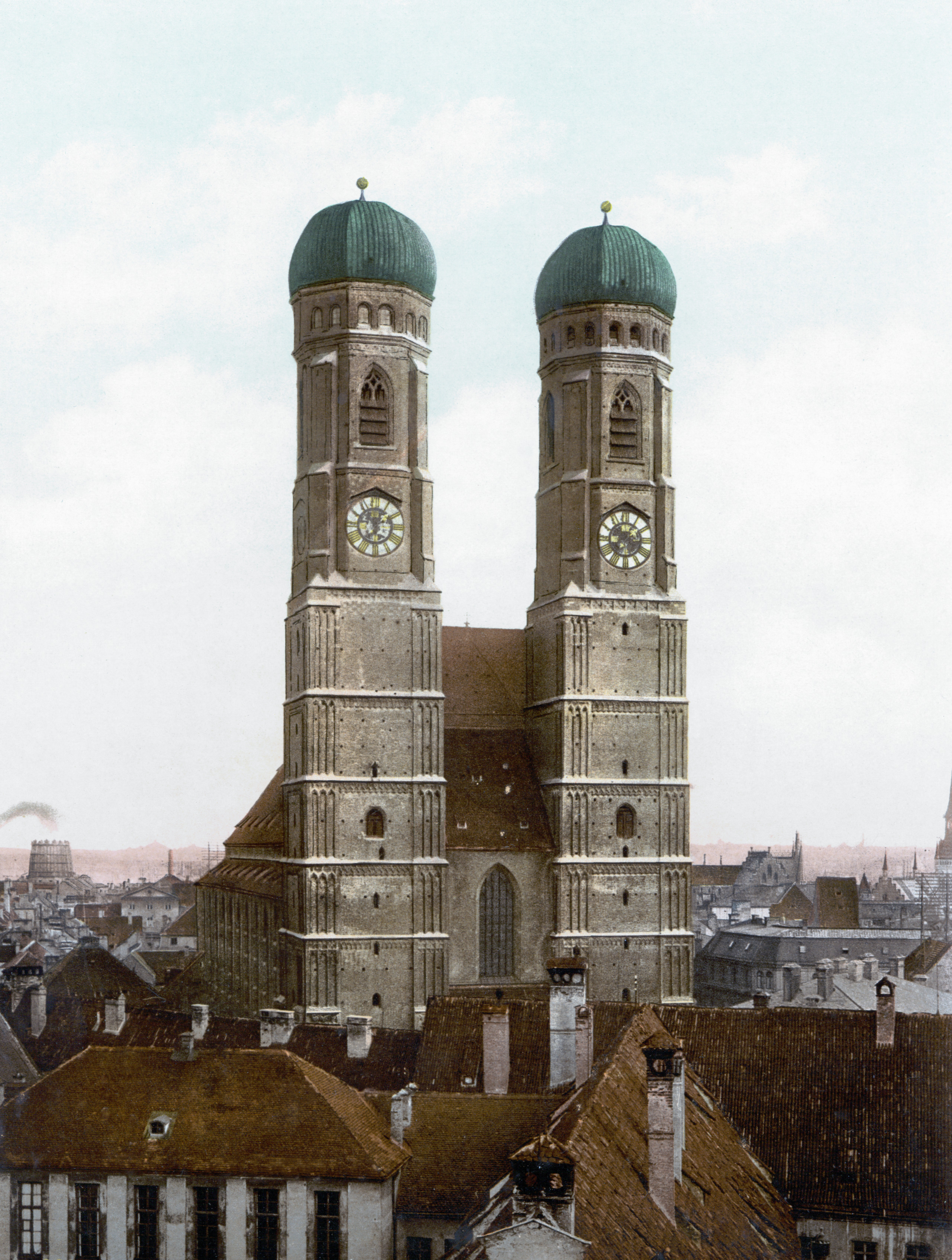
Frauenkirche um 1900

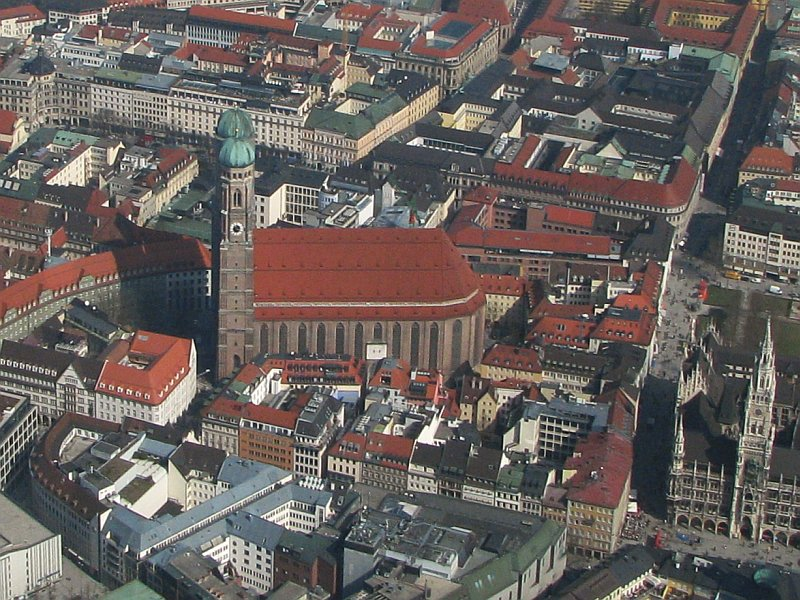
Frauenkirche nordwestlich des Marienplatzes mit Neuem Rathaus

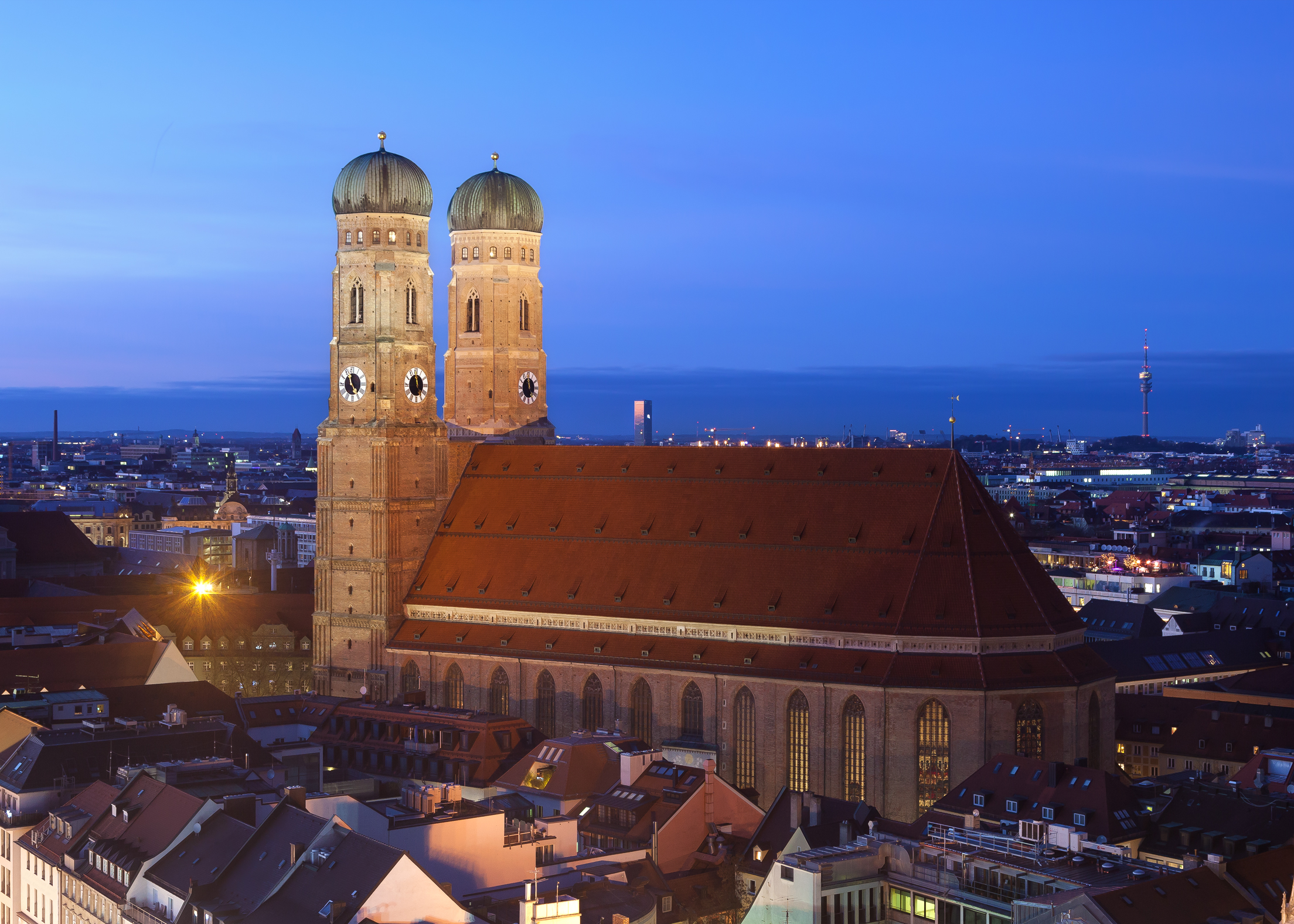
Beleuchtete Frauenkirche am Abend

Die Frauenkirche, offiziell der Dom zu Unserer Lieben Frau, kurz auch der Münchner Dom, ist ein spätgotisches Kirchengebäude in der Münchner Altstadt und zählt zu den Wahrzeichen der bayerischen Landeshauptstadt München. Seit 1821 dient das Bauwerk als Kathedralkirche des Erzbischofs von München und Freising.
Der dreischiffige Backsteinbau mit umlaufendem Kapellenkranz wurde 1468 von Jörg von Halspach begonnen und 1494 geweiht. Er ist 109 m lang und 40 m breit, das Mauerwerk des Kirchenschiffs etwa 37 m hoch. Entgegen einer weit verbreiteten Legende, die besagt, dass die beiden Türme mit ihren charakteristischen Hauben sich um genau einen Meter in der Höhe unterscheiden, sind diese fast gleich hoch: Der Nordturm misst 98,57 Meter, der Südturm 98,45 Meter. Da die Stadtverwaltung im Stadtzentrum innerhalb des Mittleren Rings keine Gebäude mit einer Höhe von über 100 Metern erlaubt und auch außerhalb dieses Rings seit einem entsprechenden Bürgerentscheid im November 2004 vorläufig keine höheren Gebäude im Stadtgebiet mehr gebaut werden dürfen, sind die Türme weithin sichtbar. Der Südturm kann per Aufzug besucht werden, der Nordturm ist nicht öffentlich zugänglich.
Die Kirche ist eine der beiden größten Hallenkirchen überhaupt und eine der drei größten Backsteinkirchen nördlich der Alpen. Die Grundfläche von Langhaus und Chor beträgt 3.548 m². Vom Hauptportal aus erscheinen die Säulenreihen wie durchlichtete Wände. Sie stützen die Sterngewölbe des Kirchenschiffs. Zur Raumwirkung der Kirche gibt es eine Legende, die mit einem „Fußabdruck“ in einer quadratischen Bodenplatte im Eingangsbereich des Kirchenschiffs verbunden ist, dem sogenannten Teufelstritt. Von der einst reichen Ausstattung des Innenraums zeugt noch das bedeutende Grabmal Ludwigs des Bayern von Hans Krumpper.

## Geschichte

### Vorgängerbauten

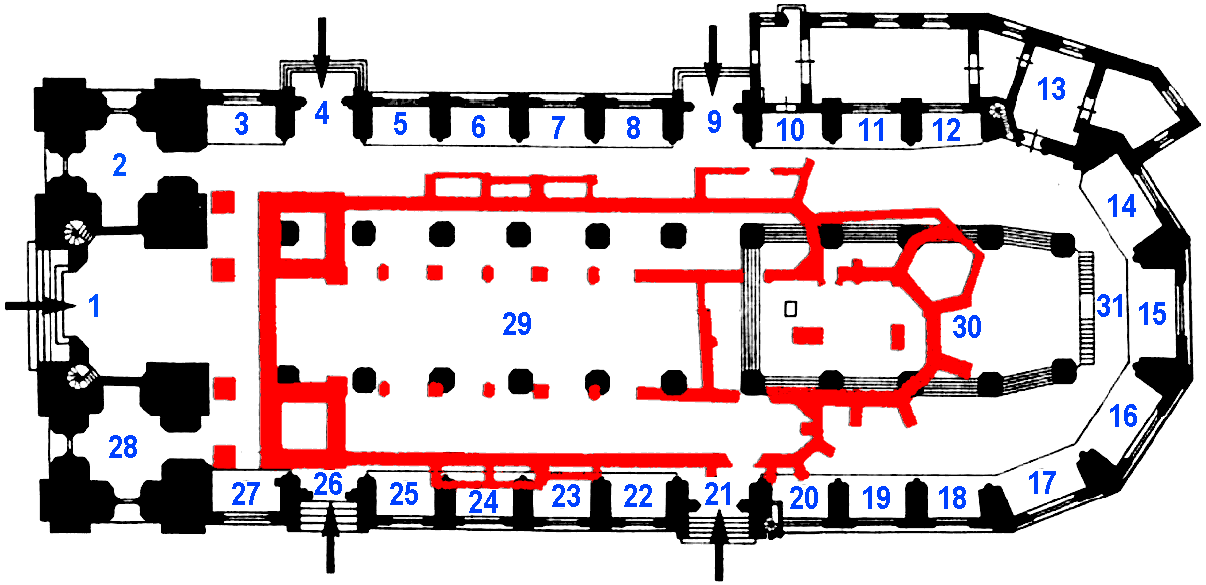
Grundrisse der alten und neuen Münchner Frauenkirche; 1 = Hauptportal, 4 = Sixtusportal, 9 = Bennoportal, 13 = Sakramentskapelle, 21 = Donatus- = Brautportal, 26 = Arsacius-/Arsatiusportal

Im 13. Jahrhundert errichteten die Wittelsbacher an der Stelle der heutigen Frauenkirche, damals am Rand der ummauerten Stadt, eine Marienkapelle. Diese bekam auf ihr Betreiben hin am 24. November 1271 durch den Freisinger Bischof Konrad II. das Pfarrrecht. Damit bestätigte Konrad aber eigentlich nur noch formal die von den Wittelsbachern geschaffenen Tatsachen. Die spätromanische dreischiffige Basilika hatte im Westen eine Doppelturmfassade mit Vorhalle und im Osten einen Chor. Ludwig der Bayer ließ den Chor im Stil der Gotik erneuern und stiftete dort ein Hochgrab für seine 1322 verstorbene Frau Beatrix von Schlesien-Schweidnitz, in dem 1347 auch er beigesetzt wurde. Seither diente die Kirche als Grablege der Münchner Linie der Wittelsbacher. In den etwa 200 Jahren ihres Bestehens wurde die Kirche durch die wohlhabenden Patrizierfamilien der Pfarrei reich mit Altären, Glasgemälden und Pfründen ausgestattet, die später auch auf die neue Kirche übertragen wurden.

### Bau der spätgotischen Kirche

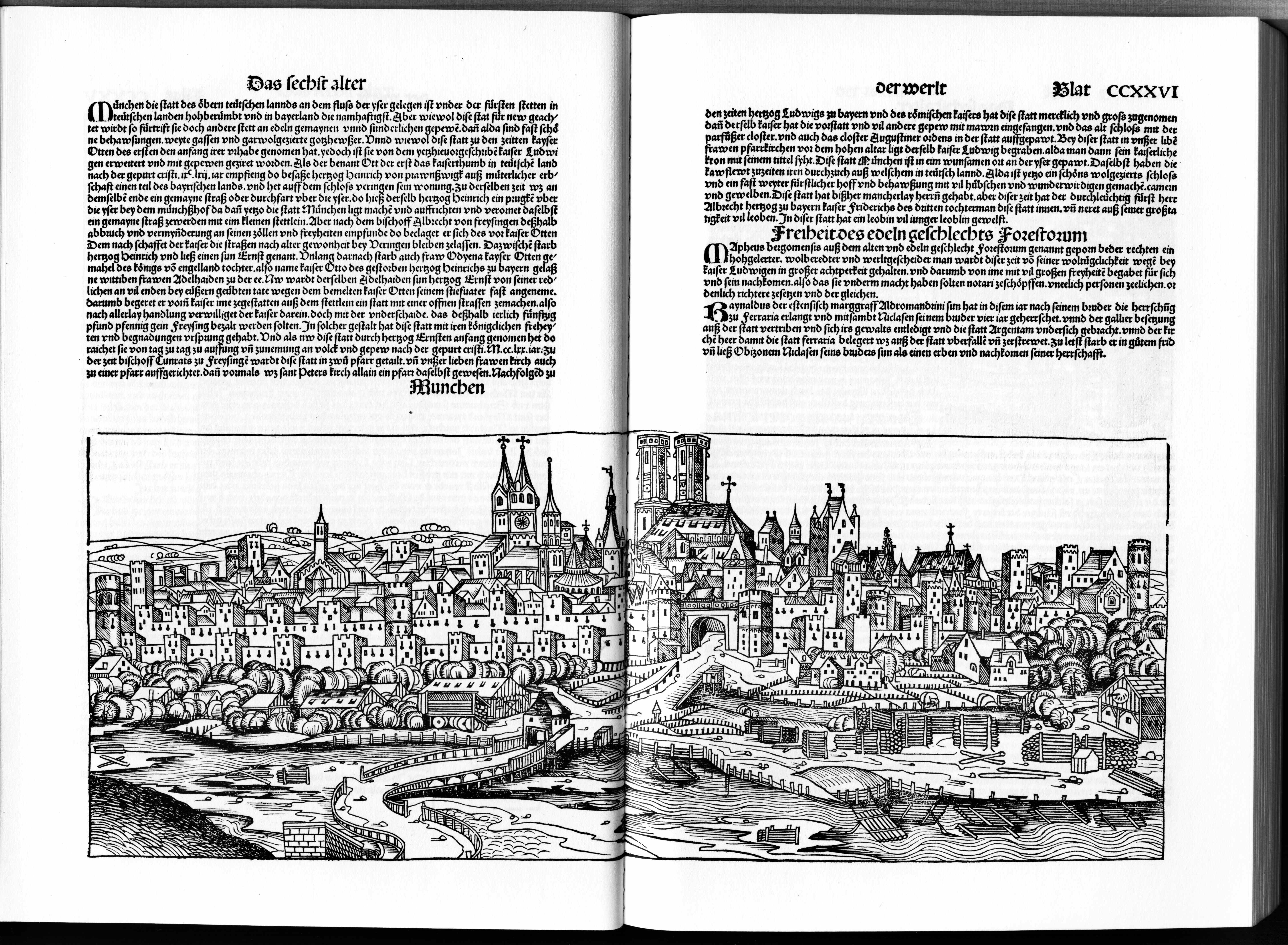
Schedelsche Weltchronik, 1494: München, Frauenkirche noch ohne Welsche Hauben

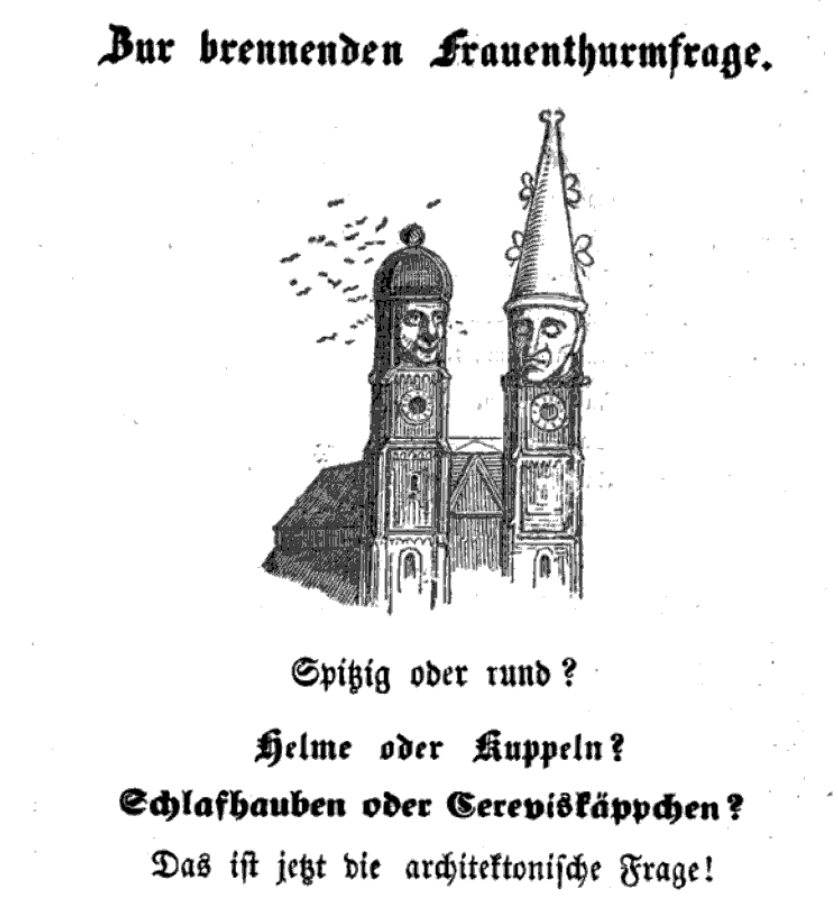
Karikatur im Satiremagazin Münchener Punsch (1853): „Zur brennenden Frauenturmfrage. Spitzig oder rund?“

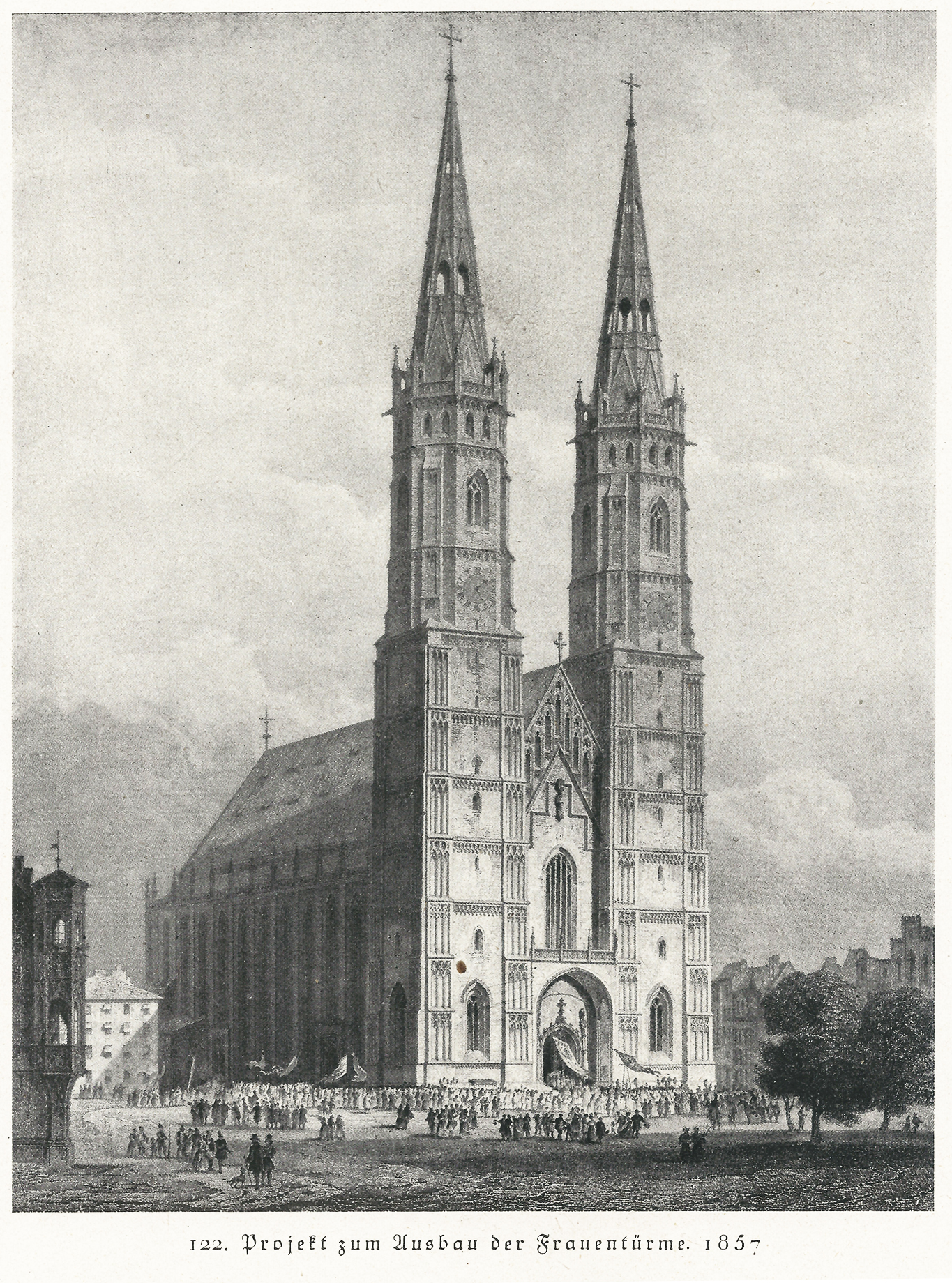
J. M. Kolb 1857: Entwurf zum Umbau der Türme und des äußeren Kirchenschiffs

Zum Grund des Neubaus gibt es mehrere Sagen, so, dass etwa Herzog Sigismund auf einer Jagd auf München sah und meinte, die Stadt brauche eine Kirche, die von weitem von ihr künde. Eine andere Erzählung spricht davon, dass während einer Messe in der alten Kirche ein Mädchen zusammengebrochen und gestorben sei, da man sie nicht aus der vollen Kirche schaffen konnte. Daraufhin habe der Herzog geschworen, eine neue und geräumigere Kirche zu bauen, damit so etwas nicht mehr passieren könnte. Eine ausführlichere Erzählung berichtet ähnliches: Im voll besetzten Vorgängerbau gab es eines Tages einen blinden Feueralarm. Das schönste Mädchen Münchens wurde in der Panik der aus der Kirche fliehenden Menschen zu Tode getreten. Herzog Sigismund war in seiner Jugend in ein Mädchen niederen Standes verliebt. Sie lehnte eine Ehe aber aus Angst ab, wie Agnes Bernauer behandelt zu werden, die wegen ihres niedrigen Standes von ihrem Schwiegervater Herzog Ernst grausam getötet worden war. Weil das in der Kirche verunglückte Mädchen Herzog Sigismund an seine unglückliche Liebe erinnerte und nicht sinnlos gestorben sein sollte, stiftete er in Gedenken an das Mädchen die Frauenkirche.
Tatsächlich aber gaben wahrscheinlich das Bevölkerungswachstum und das gestiegene Selbstbewusstsein der Münchner Bürger sowie ihr Repräsentationswille den Ausschlag zum Neubau. Dieser wurde von Jörg von Halsbach (auch Jörg Halspach oder Jörg Ganghofer) ausgeführt, der gleichzeitig (1470) das alte Münchner Rathaus erbaute. Er entschied sich für einen schlichten Bau mit einfachem Bildprogramm. Der Stadtrat hatte dem zugestimmt, da er ein Baumeister war, der sich aus Kosten- und Materialgründen für einen Ziegelsteinbau aussprach, nachdem es keinen nahegelegenen Steinbruch gab.

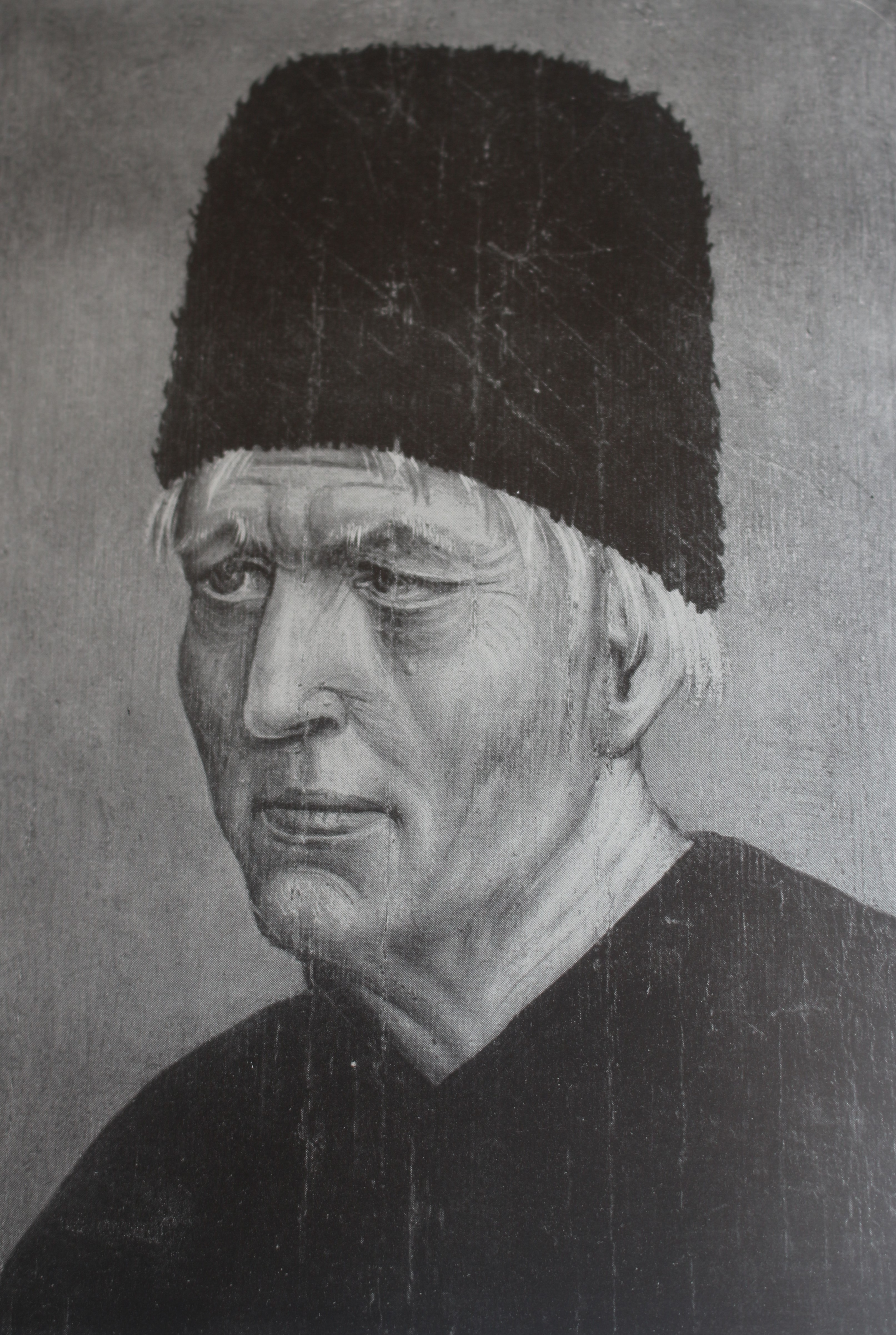
Maurermeister Jörg Ganghofer († 1488) aus Halsbach, Baumeister der Frauenkirche.

Zimmermeister Heinrich aus Straubing (ca. 1488) leitete den Holzbau.

Am 9. Februar 1468 wurde von Herzog Sigismund und Bischof Tulbeck der Grundstein zur neuen Marienkirche gelegt, 1472 wurde die alte Kirche abgerissen. Der Bau schritt vergleichsweise zügig voran. Der riesige Dachstuhl wurde noch vor der Auswölbung des Baus von Meister Heinrich von Straubing aufgesetzt. Zimmermeister Heinrich benötigte für den Dachstuhl 147 schwerbeladene Bauholzflöße, davon 49 Zimmer- und 43 Schnittholzflöße mit zusammen etwa 630 Festmeter Rundholz. Die Türme wurden, abgesehen von den Turmspitzen, bereits 1488 fertiggestellt. Man war also nach nur 20 Jahren fertig geworden, was im Vergleich zu anderen großen Kirchen eine sehr kurze Bauzeit war. Kurz nach der Fertigstellung verstarb Jörg von Halsbach und wurde in der Kirche begraben.
Zur Finanzierung des Baus konnte die Kirche zuerst auf die schon reichlich vorhandenen Stiftungen der alten Kirche zurückgreifen, indem sie z. B. Grund und Gebäude verkaufte. Als die Mittel im Jahr 1479 erschöpft waren, gewährte Papst Sixtus IV. einen vollständigen Ablass denjenigen, die in den Jahren 1480 bis 1482 jeweils in der Woche von Sonntag Laetare bis Judica nach München pilgerten, dort ihre Sünden beichteten und einen Wochenlohn spendeten. Die so eingenommenen Gelder, über 15000 rheinische Gulden, wurden zur Finanzierung des Baus eingesetzt. Die Einweihung des Gotteshauses, das als letztes Hauptwerk in der Tradition der spätgotischen bayerischen Stadtpfarrkirchen mit ihrem schlichten, verhaltenen Stil gilt, erfolgte wahrscheinlich am 14. April 1494 durch den Freisinger Fürstbischof Sixtus von Tannberg oder einen Vertreter. Sixtus hatte sich lange gegen die Zusammenlegung der Stifte Ilmmünster und Schliersee gewehrt (siehe unten) und war deswegen dem Neubau nicht gewogen. Die Seitenaltäre waren schon vor der Weihe in die Kirche gebracht und neu geweiht worden (der Katharinenaltar der Goldschmiede wurde z. B. schon 1471 wieder liturgisch verwendet), damit die Messe dort gefeiert werden konnte. Die Türme wurden erst um 1525 mit dem Aufsetzen der charakteristischen „Welschen Hauben“, vollendet, nachdem einige Jahre zuvor, während des Landshuter Erbfolgekrieges, Kanonen auf den haubenlosen Türmen aufgestellt gewesen waren, die der Verteidigung Münchens dienen sollten.
Um die Marienkirche gegenüber der alten Pfarrkirche St. Peter aufzuwerten, gründete Herzog Albrecht IV. 1492/95 das Kollegiatstift Zu Unserer Lieben Frau durch Vereinigung der Stifte Ilmmünster und Schliersee, die auch Reliquien der neuen Nebenpatrone mitbrachten, die heiligen Arsacius aus Ilmmünster und Sixtus aus Schliersee. Bei der Überführung von Arsatius kam es zu schweren Auseinandersetzungen mit der heimischen Bevölkerung, die „ihren“ Heiligen nicht weggeben wollte.
Zum Zeitpunkt der Weihe waren auch die Fenster unter Verwendung alter Teile als Stiftung der Wittelsbacher und die wichtigsten Altarretabel fertiggestellt. 1502 wurde das Chorgestühl durch Erasmus Grasser fertig gestellt. Im 16. Jahrhundert kamen neue Stiftungen hinzu.

### Frühe Neuzeit
Im Zuge der Reformation wurden die Reliquien des im Jahr 1523 heiliggesprochenen Benno von Meißen 1576 aus Meißen gerettet, da diese dort sonst vernichtet worden wären. Die Gebeine wurden nach München in die Neue Veste überführt. Dies sah das Haus Wittelsbach als persönlichen Triumph im Kampf gegen die Protestation an. 1580 schließlich kamen die Reliquien in die Frauenkirche. Es kam zu einer großen Verehrung, die zu einer vom Hofe betriebenen Neuausstattung ab dem Jahr 1601 führte. Der Raum wurde barockisiert und neu ausgemalt. 1604 wurde vom Bildhauer Hans Krumpper der Bennobogen geschaffen, ein Triumphbogen am Eingang zum Chor, der fünf Altäre überspannte, darunter den des heiligen Benno. Ein Triumphkreuz schloss den Bogen an der Spitze ab. 1620 kam der monumentale Hochaltar, der die Himmelfahrt Mariens darstellte und ein Werk Peter Candids war, hinzu. Das Grabmal von 1622 für Ludwig den Bayern aus schwarzem poliertem Kalkstein und Bronze, unter anderem geschmückt mit Bronzefiguren von einem nicht realisierten Grabmal für Albrecht V., wurde in der Geschichte mehrmals versetzt und stammt von Hans Krumpper. Nach und nach wurden im 17. und 18. Jahrhundert alle Altäre mit neuen Gemälden und Retabeln ausgestattet. 1770/72 fertigte Ignaz Günther neue Türflügel und neue Reliefs fürs Chorgestühl. 1780 kam schließlich noch eine Kanzel von Roman Anton Boos hinzu.

### 19. Jahrhundert
Von 1801 bis 1927 bildete die Helmstange des nördlichen Turms der Frauenkirche den Nullpunkt für die erste bayerische Landesvermessung nach dem bayerischen Soldner-Koordinatensystem.
Im Zuge der Säkularisation in Bayern 1802/1803 wurde das Stift aufgehoben und wurden Teile der Ausstattung zerstört oder vom bayerischen Staat beschlagnahmt. Jedoch wurde München in der darauffolgenden Reorganisation der Kirchenverwaltung Erzbischofssitz, seither ist die als Pfarrkirche errichtete Frauenkirche auch Kathedrale.
Im Jahr 1821 wurde die Fürstengruft vergrößert, was eine Höherlegung des Altarraumes bedeutete. Für das Äußere gab es Pläne von Ludwig Lange und Matthias Berger, die Kuppelhauben der beiden Kirchtürme zu ersetzen, entweder durch neogotische Achteckspitzhelme oder durch ebenfalls veränderte Renaissancehauben. Beides blieb unausgeführt. Jedoch kam es zu einer konsequenten Regotisierung des Inneren der Kirche. Der von 1858 bis 1868 andauernden neogotischen Purifizierung des Domes, bei der ein Großteil der bisherigen Renaissance- und Barockausstattung entfernt wurde, fiel im Jahr 1858 als eine der ersten Maßnahmen der Bennobogen zum Opfer. Die radikale Regotisierungsmaßnahme wurde ab dem Jahr 1858 zunächst durch den Architekten Matthias Berger begonnen und nach einem Streit mit dem zuständigen Bauausschuss dann seit 1863 durch Ludwig Foltz weitergeführt, bis zu dessen Tod im Jahr 1867. Die Regotisierungsmaßnahme war aus kunstgeschichtlicher und denkmalpflegerischer Sicht ein historistischer Kahlschlag, dem wichtige Kunstwerke der vorherigen Epochen zum Opfer fielen. Sie entsprach jedoch der europaweit von den Vorstellungen Eugène Viollet-le-Ducs geprägten Restaurierungspraxis des 19. Jahrhunderts. Zudem sah man damals die Gotik als den kirchlichsten aller Stile an. Die Ausstattung der Frauenkirche wurde deswegen in einer überreichen Neogotik ausgeführt, die verschiedene Zeitstufen der Gotik vermischte. Der Hochaltar des Spätmanierismus des flämischen Malers Peter Candid wurde durch einen neogotischen Flügelaltar (Fertigung von Anselm Sickinger nach einem Entwurf von Matthias Berger) mit reichem Gesprenge und Flügelbildern des Malers Moritz von Schwind ersetzt, der das Marienleben thematisierte. Ebenfalls wurden auch alle Seitenaltäre ausgetauscht. Eine neue Kanzel von Anselm Sickinger, die mit einem reich verzierten Schalldeckel bekrönt wurde, ersetzte die Kanzel mit der Schalldeckelfigur von Roman Anton Boos. Das Gewölbe wurde als Sternenhimmel farbig ausgemalt. Veranlasst hatte die Umgestaltung der Kirche Erzbischof Gregor von Scherr.

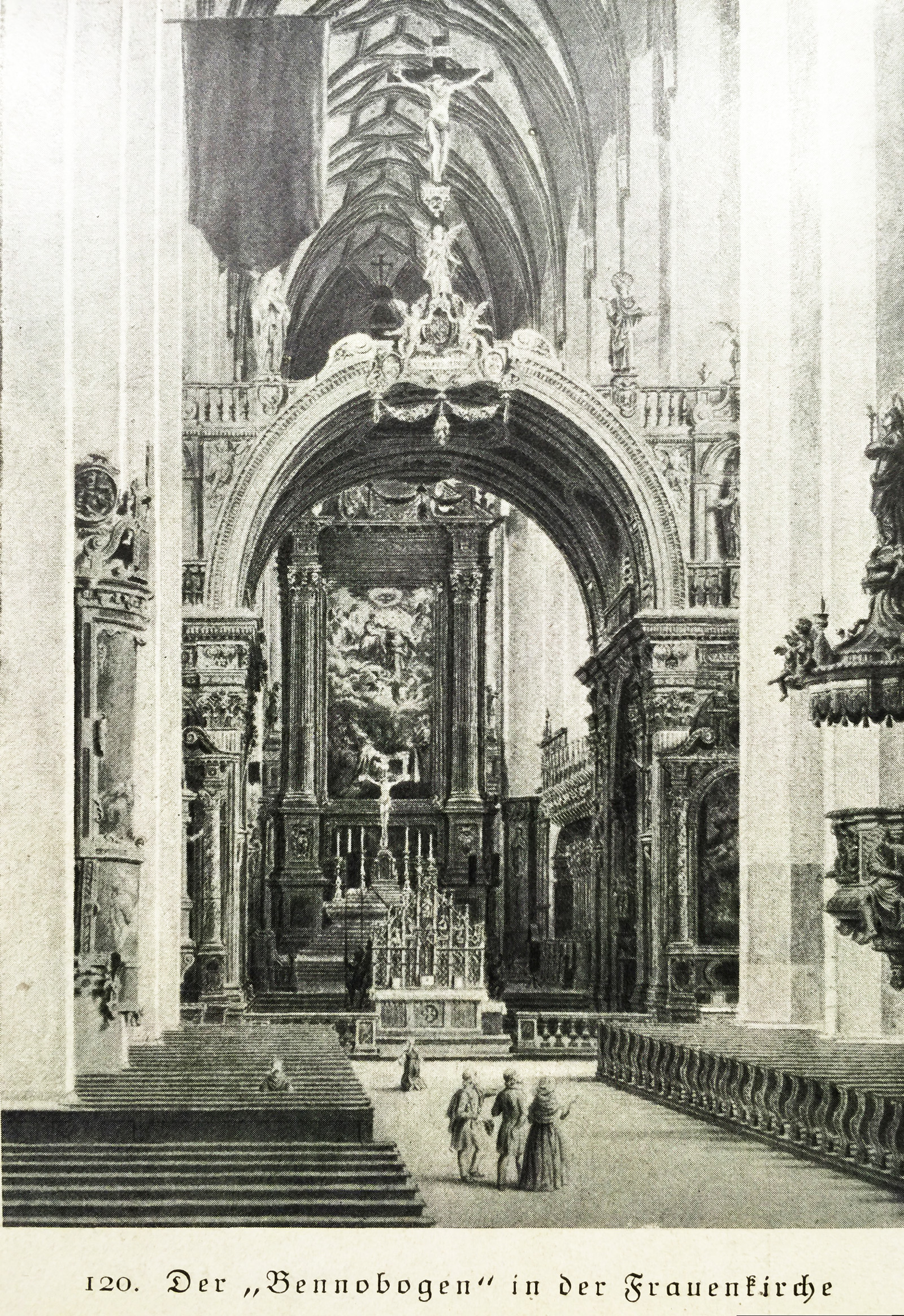
Inneres der Kirche vor dem Umbau von 1858–1868
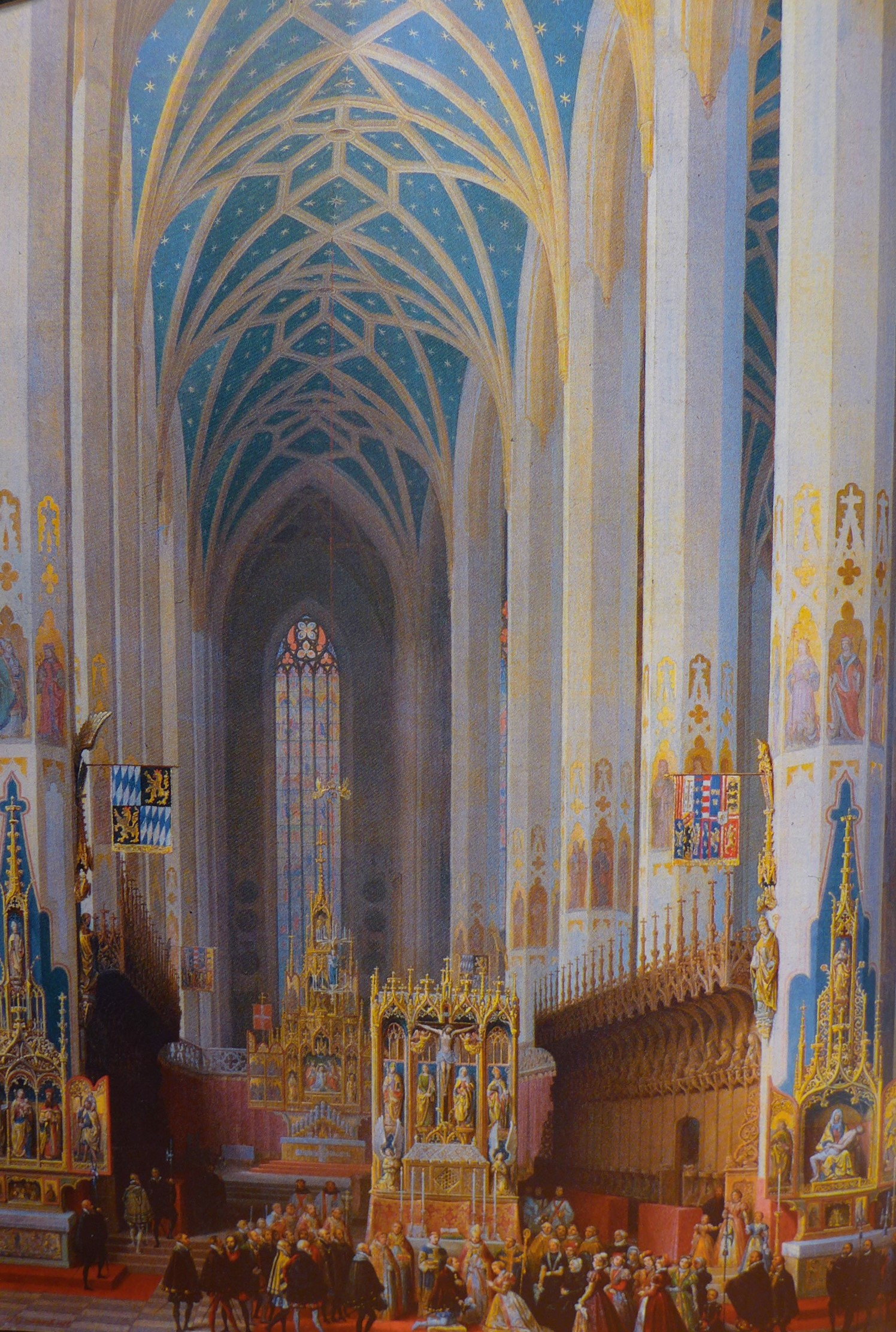
Max Ainmiller u. Moritz von Schwind 1854: Trauung von Herzog Wilhelm V. und Renata von Lothringen (Münchner Stadtmuseum). Das Bild mit dem Versuch der Rekonstruktion des gotischen Innenraumes beeindruckte das Dombau-Comité derart, dass ab 1858 das Kircheninnere regotisiert wurde und Schwind den Auftrag für die Hochaltarbilder erhielt.
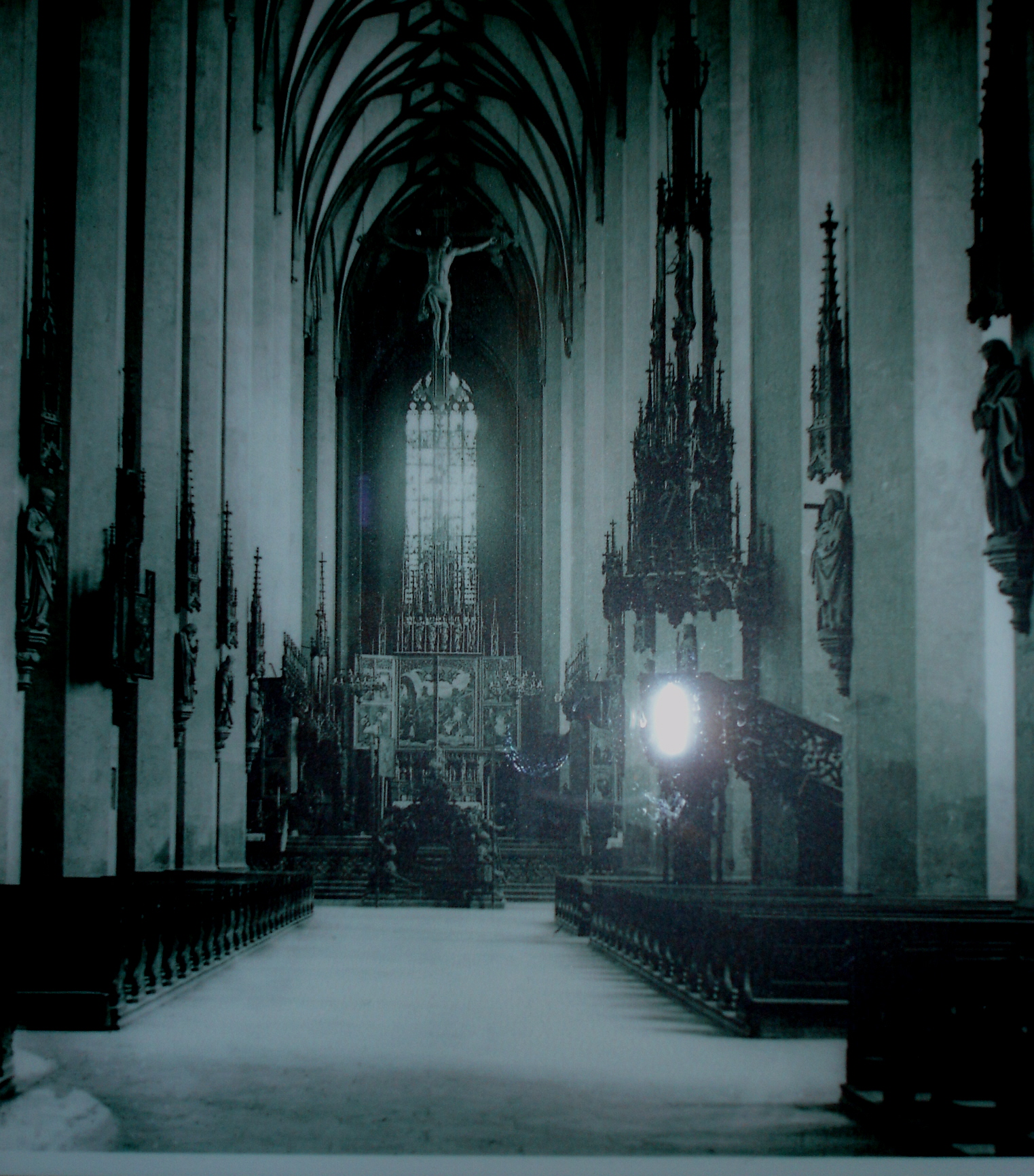
Inneres der Kirche nach der neogotischen Umgestaltung 1858–1868: neue Kanzel, Grabmal Ludwigs des Bayern, im Hintergrund der neue Marienaltar des Bildhauers Anselm Sickinger (mit den Flügelbildern von Schwinds), Heiligenfiguren an den Pfeilern mit neogotischen Baldachinen.
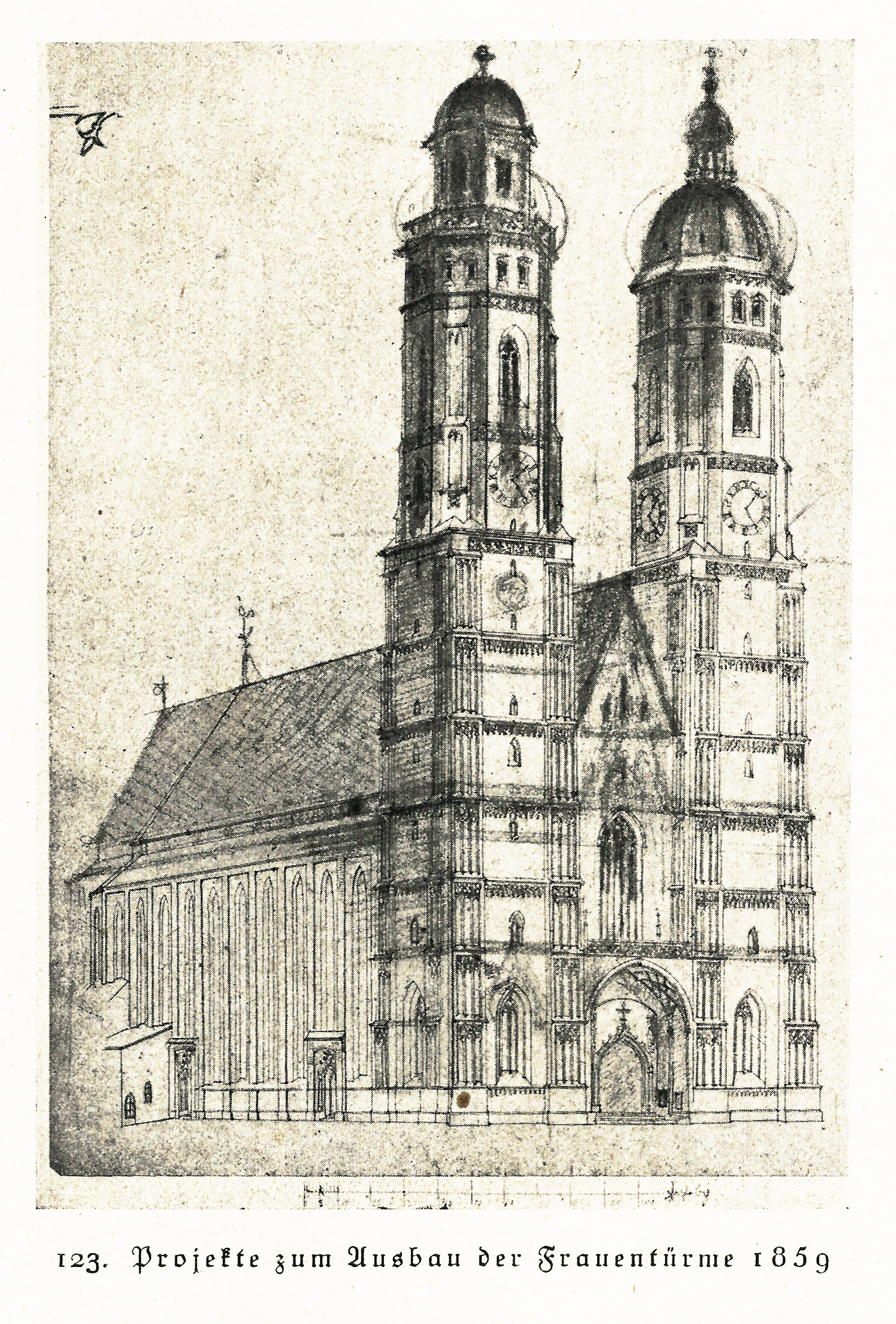
Matthias Berger (Restaurator der Kirche) 1859: Linker Turmentwurf mit laternenartigem Aufsatz über dem letzten gotischen Gesimskranz mit umlaufender Galerie und durch einen Knopf abgeschlossene Kuppel, rechter Turmentwurf gotisierte Kuppel mit offener Laterne, ähnlich der des Bartholomäusdoms in Frankfurt

### 20. Jahrhundert
In den Jahren 1930 bis 1932 wurde die neogotische Ausstattung einer umfassenden Restaurierungsmaßnahme unterzogen. Dabei veränderte man die Farbgestaltung der Wände und Gewölbe, während die Ausstattung aber weiterhin beibehalten wurde.
Im Zweiten Weltkrieg wurde die Frauenkirche durch Luftangriffe 1943 bis 1945 schwer beschädigt, das Hallengewölbe stürzte teilweise ein und Teile der Einrichtung wurden zerstört.
Die neogotische Ausstattung wurde während der Kriegszeit nicht aus der Kirche geborgen, da ihr nicht die historische Bedeutung mittelalterlicher Originale zugesprochen wurde. Erst als die ersten schweren Schäden eingetreten waren, versuchte man wenigstens die Schwindschen Flügelbilder zu bergen, die allerdings beim folgenden Bombenangriff vernichtet wurden. Nach dem Ende des Krieges waren von der neogotischen Ausstattung noch ein Großteil der Seitenaltäre erhalten, dennoch wurden sie bei den Aufräumarbeiten zersägt und weggeräumt. Ebenso geschah es auch mit dem originalen gotischen Chorgestühl, von dem man nur die Plastiken des Erasmus Grasser barg und nach dem Krieg wiederverwendete.

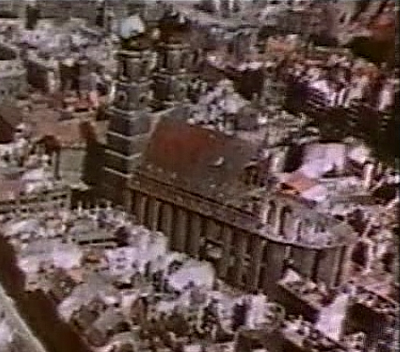
Luftaufnahme kurz nach Kriegsende 1945
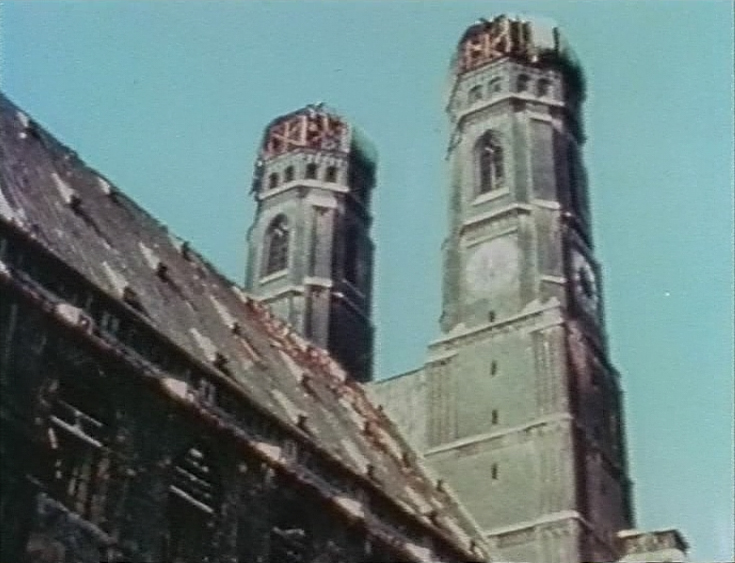
Beide Kirchtürme 1945

Beim Wiederaufbau wurde das original-gotische Achsfenster mit reichem Maßwerk ausgebaut und an die südliche Polygonseite gesetzt. An seine Stelle rückte man das sogenannte Scharfzandtfenster, dessen gotische Glasgemälde erhalten geblieben waren, in die Mitte des Chores, um mit einem schlichten Hochaltar keine Leere entstehen zu lassen.
Dem Geschmack der Nachkriegsjahre entsprechend erfolgte der Wiederaufbau der Kirche in den Jahren 1948 bis 1955 (1. Phase, nach C. Th. Horn) erst in nüchterner und schmuckloser Form. Bis zum Jahr 1957 baute man die beiden Grüfte aus und gestaltete sie neu.
In den Jahren 1971 bis 1972 gestaltete man nach den Vorgaben des Zweiten Vatikanischen Konzils den Altarbereich um und senkte ihn ab. In den Jahren 1980 bis 1981 wurde der Innenraum neu gefasst und die Gewölberippen in einem Ockerton gestrichen. In den Jahren nach 1984 wurden im Kirchendach wieder die ursprünglichen Schleppgauben eingebaut, auf die man in der ersten Aufbauphase verzichtet hatte. Die ca. 120 Epitaphien vom ehemaligen Friedhof der Salvatorkirche an den Außenmauern der Frauenkirche wurden 1982/83 mit Acrylharz konserviert. Viele stammen von reichen Münchner Familien und sind mehrere Jahrhunderte alt.
Im Vorfeld des 500-jährigen Weihejubiläums der Kirche im Jahr 1994 wurden ab dem Jahr 1989 die Türme und der Innenraum restauriert. Von der ursprünglichen Ausstattung sind einzig die Glasgemälde der Chorfenster und einzelne Gemälde und Skulpturen erhalten, die durch andere Stücke, die nach der Purifizierung in das Diözesanmuseum Freising verbracht worden waren, ergänzt wurden. So ist das Kircheninnere seit der durchgreifenden Restaurierung von 1989 bis 1994 heute wieder reicher ausgestattet als in den ersten Jahrzehnten nach dem Krieg.

## Architektur und Ausstattung

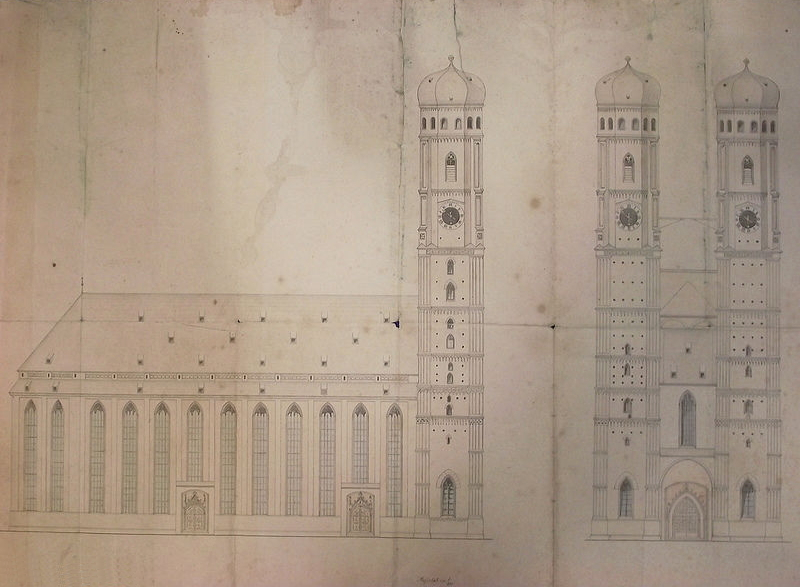
Seitenriss und Westfassade, Zeichnungen vor 1900, nicht ganz maßgenau: Türme höher als Gebäudelänge

### Typus

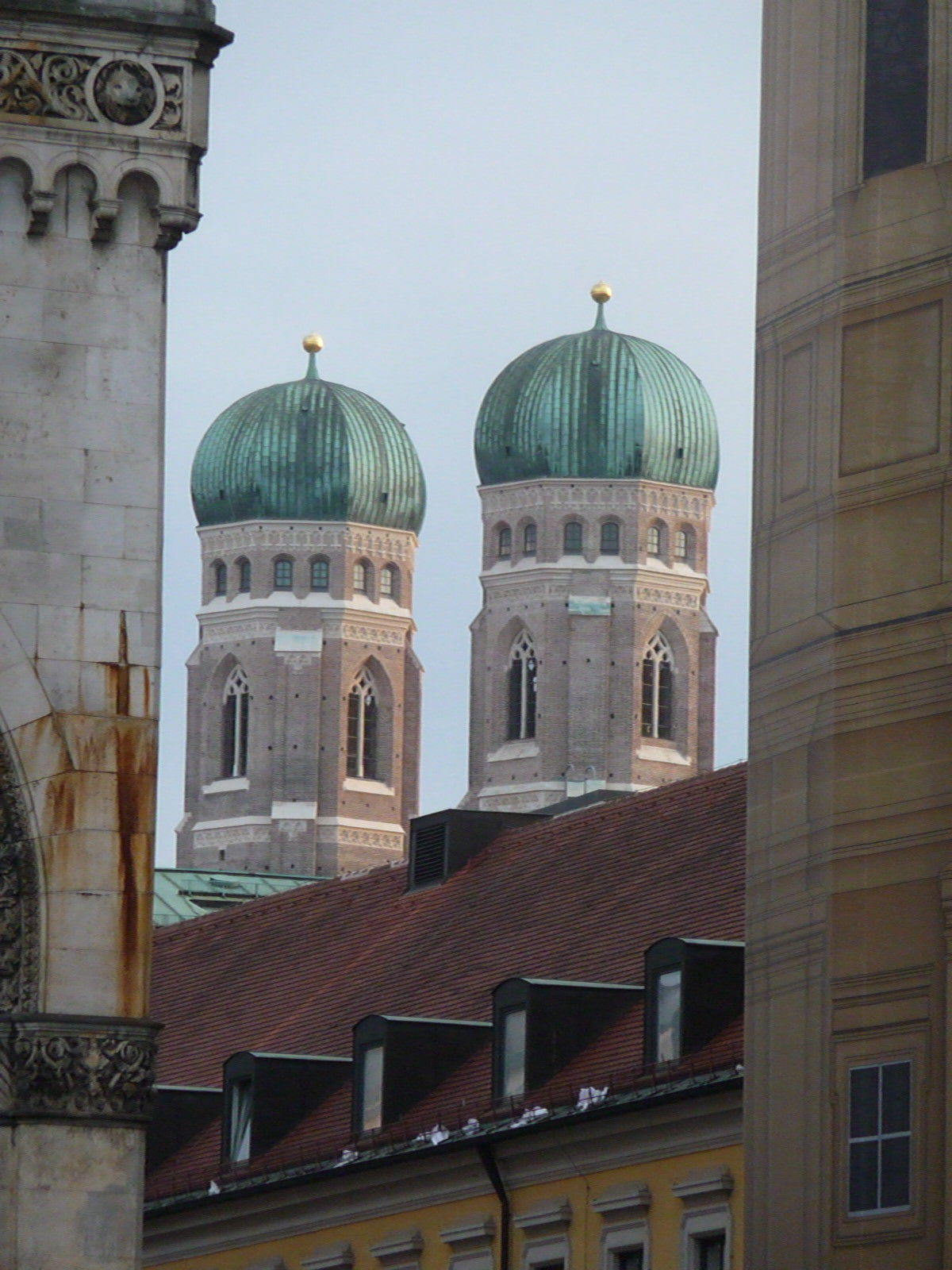
Blick auf die Türme der Frauenkirche vom Odeonsplatz aus

Das Bauwerk ist eine nahezu ausschließlich aus Backstein errichtete spätgotische, dreischiffige Hallenkirche mit polygonalem Umgangschor, stabilisiert durch Seitenkapellen an Längsseiten und Chorumgang. Die Gesimse, die das Bauwerk gliedern, bestehen aus Pollinger Kalktuff. Sie ist die letzte und gleichzeitig größte Hallenkirche, die in den Residenzstädten der Wittelsbacher errichtet wurde.
Die Kirche ist in sich geschlossen und von außen schlicht gehalten – das bei den meisten gotischen Kirchen übliche Strebewerk verlegte Jörg von Halsbach in den Innenraum. Die einzelnen Pfeiler sind als durchgängiges Mauerwerk ausgeführt und fungieren als Trennwände der Seitenkapellen. Nach dem gleichen Prinzip ist die Statik der Danziger Marienkirche und der Kathedrale von Albi konstruiert, beide ebenfalls Backsteinarchitektur. Die Türme wirken mächtig und ziehen den Blick auf sich, da sie den First des Schiffes deutlich überragen. Ihre viereckigen Basen verjüngen sich nach oben leicht bis auf die Höhe des Dachfirsts. Dort gehen sie in Oktogone über und werden von den sogenannten Welschen Hauben abgeschlossen, die aber erst 1525 aufgesetzt wurden. Man betrachtete sie eine Zeit lang als Produkt der frühen Renaissance, doch gehen die ‚Zwiebelhauben‘ möglicherweise auf den vermeintlichen Tempel Salomos in Jerusalem zurück. Dieser ist jedoch in Wahrheit der Felsendom, den man zu dieser Zeit für den antiken Tempel hielt; indem man dessen Dachform kopierte, wollte man den Gläubigen einen Hinweis auf das Himmlische Jerusalem geben. Bekannt wurden Bilder des Felsendoms im Reich durch die Holzschnitte in dem Werk Peregrinatio in terram sanctam von Bernhard von Breidenbach aus dem Jahr 1486 und durch die Schedelsche Weltchronik von 1493.

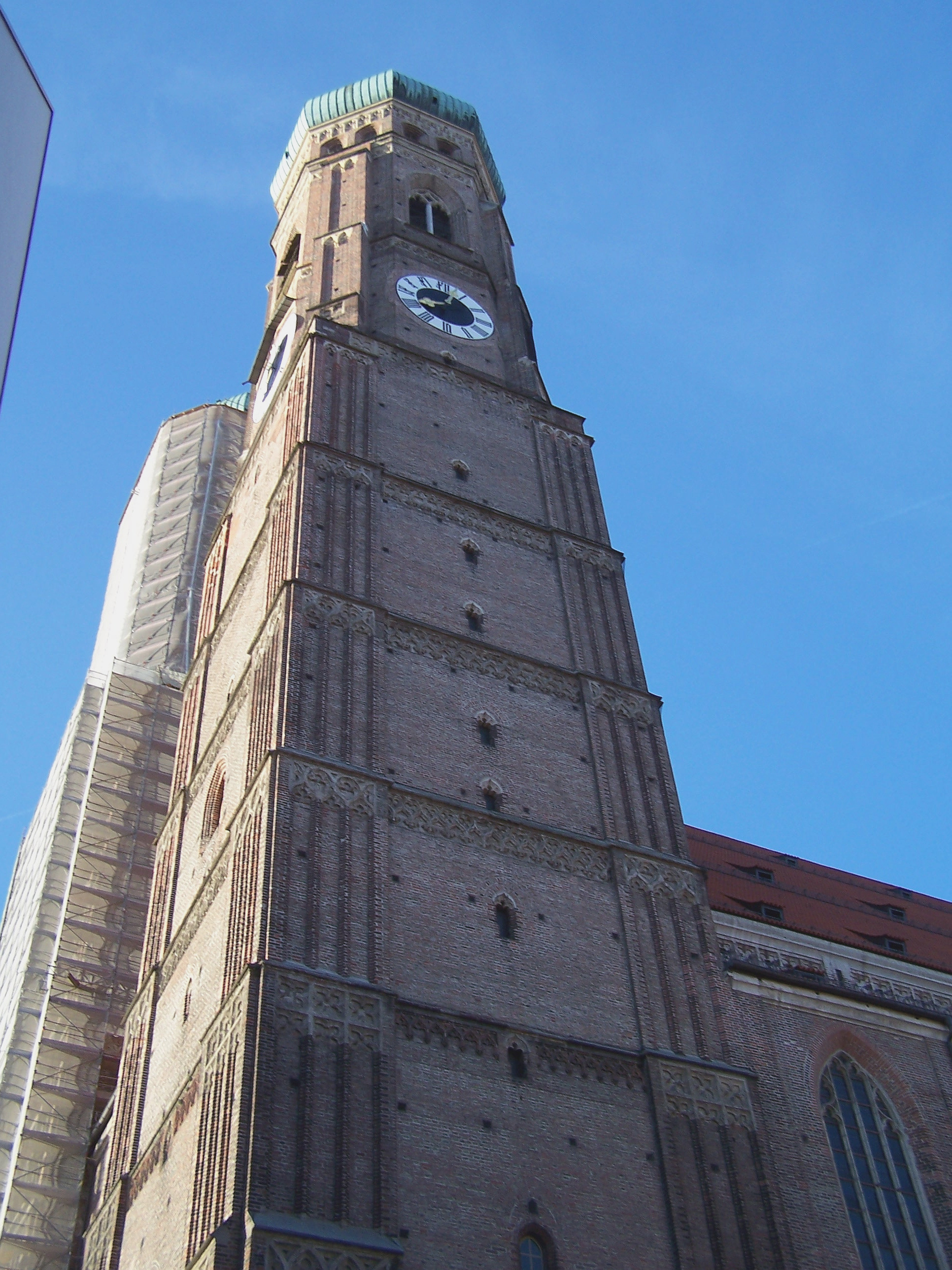
Südturm
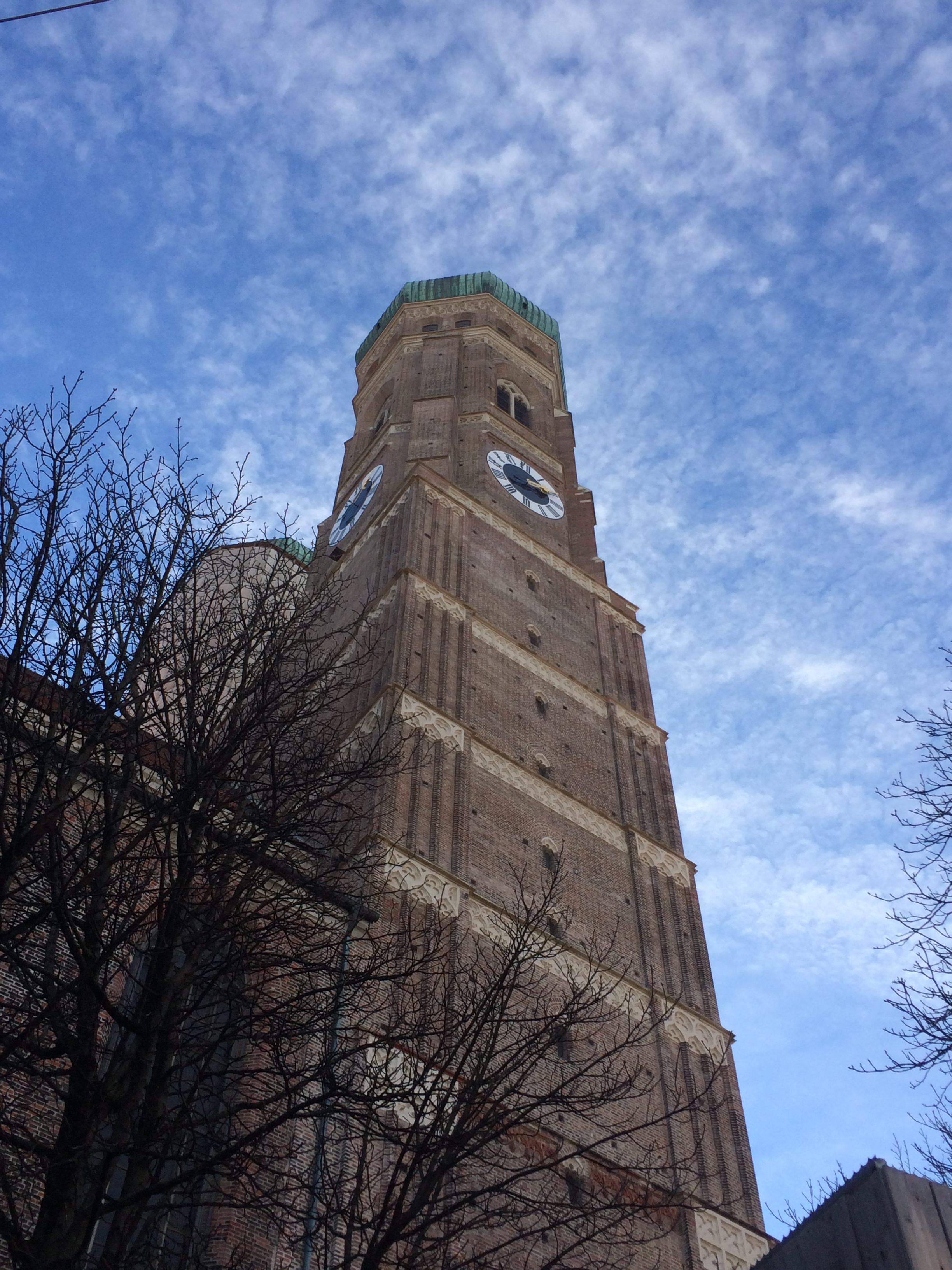
Nordturm
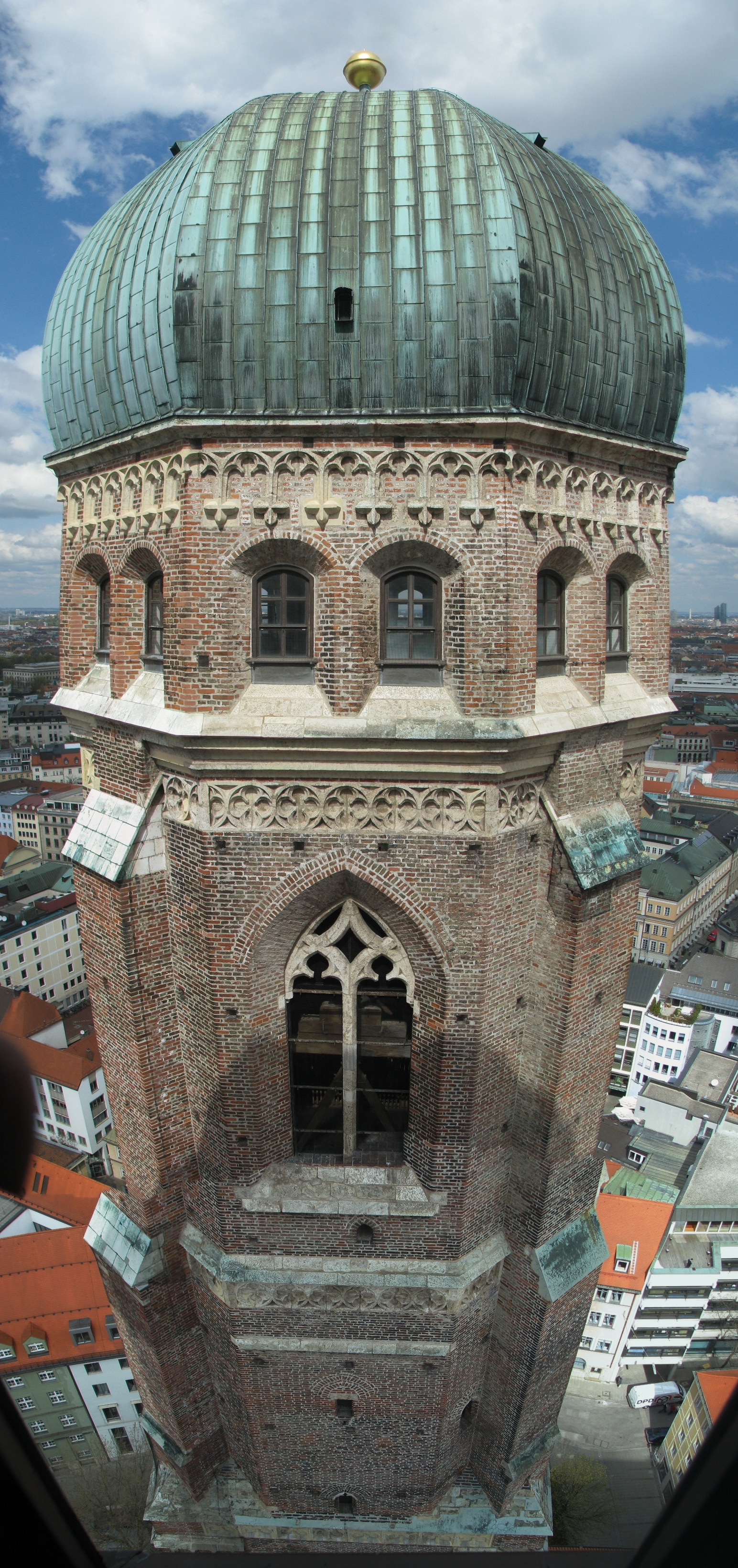
Nordturm vom Südturm aus

### Außengestaltung

#### Fassade

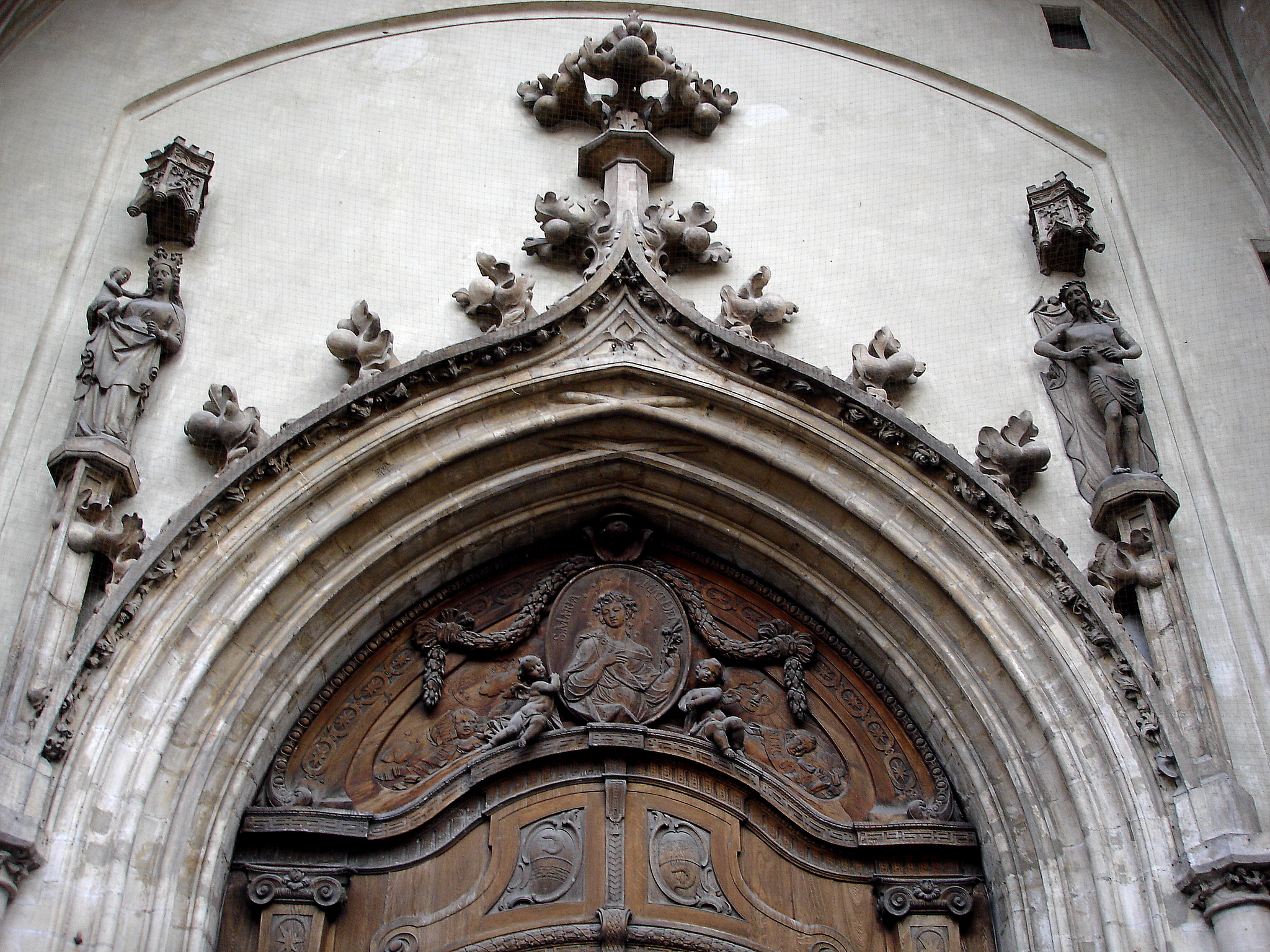
Haupteingang mit großen Krabben und sparsamem Figurenschmuck (Maria und der Erlöser)

Das Äußere des Gebäudes weist im Vergleich zu in Bruchstein errichteten Kirchen der Gotik wenig Verzierung auf. Sogar im Vergleich mit der Backsteingotik des Ostseeraums sind Wandgestaltung und Gesamtstruktur einfach und klar. An den Ecken der Türme ist einfachstes Blendmaßwerk in Form von Drei- und Vierpässen angebracht, Reliefs aus Formziegeln findet man an den Seitenschiffaußenwänden. Aber gerade diese würdevolle Schlichtheit lässt den Bau gewaltiger und imposanter erscheinen, als dies eine üppige Verzierung leisten könnte. Pablo de la Riestra schreibt in dem Zusammenhang: „In der Tat hat eine Verdichtung des Entwurfs stattgefunden. Der Verzicht auf formalen Reichtum lief nicht auf ästhetische Verarmung hinaus; ganz im Gegenteil erhöhte sich dadurch die ungeheure Macht, die diese Architektur ausstrahlt. Diese Vorgehensweise ähnelt in gewisser Hinsicht der Moderne des 20. Jahrhunderts, die mit dem Motto ‚weniger ist mehr‘ antrat.“ Den umfangreichsten, aber gleichermaßen dezenten Zierrat bilden die Tuffsteinfriese, das lang umlaufende, welches das Schleppdach über dem Kapellenkranz vom übrigen Dach des Kirchenschiffs trennt, sowie diejenigen der Geschossgliederung der Türme.
Wie die Backsteinkirchen des Ostseeraums und die der südfranzösischen Gotik tragen die Fassaden der Münchener Frauenkirche kaum Figurenschmuck. Hier konzentriert er sich räumlich auf die Sandsteinportale und inhaltlich auf zwei Motive, die an allen Eingängen wiederkehren, nämlich die Gottesmutter und Christus als Schmerzensmann. Die Figuren sind an den Türen auf Konsolen angebracht.
Unten an den Außenwänden sind im Norden, Osten und Süden zahlreiche Epitaphe angebracht. Sie erinnern an den Friedhof, der die Kirche umgab. Aus Gründen der Hygiene sollte der Friedhof verlegt werden, aber mehrmals wehrten sich die Bürger erfolgreich dagegen. Seit 1773 durfte jedoch nur noch in Familiengräbern beerdigt werden und 1800 erfolgte die Pflasterung. An der Wand sind die noch erhaltenen steinernen Epitaphien der wohlhabenderen Bürger angebracht. Sie sind teilweise figürlich geschmückt, manche Texte sind kaum oder gar nicht mehr lesbar. 1984/85 wurden sie mit Hilfe der Messerschmitt Stiftung konserviert. Einer der erhaltenen Grabsteine ist z. B. der des Cosmas Damian Asam.

#### Portale
Die Kirche hat fünf Portale, das Hauptportal zwischen den Westtürmen und jeweils zwei Portale an den Längsseiten des Kirchenschiffs. Alle sind von Kielbögen umrahmt. Die von Westportal und Südostportal tragen Krabben. Die Tympana über den beiden Nordportalen sind mit Maßwerk bedeckt. Sämtliche Türflügel wurden 1772 von Ignaz Günther geschaffen.

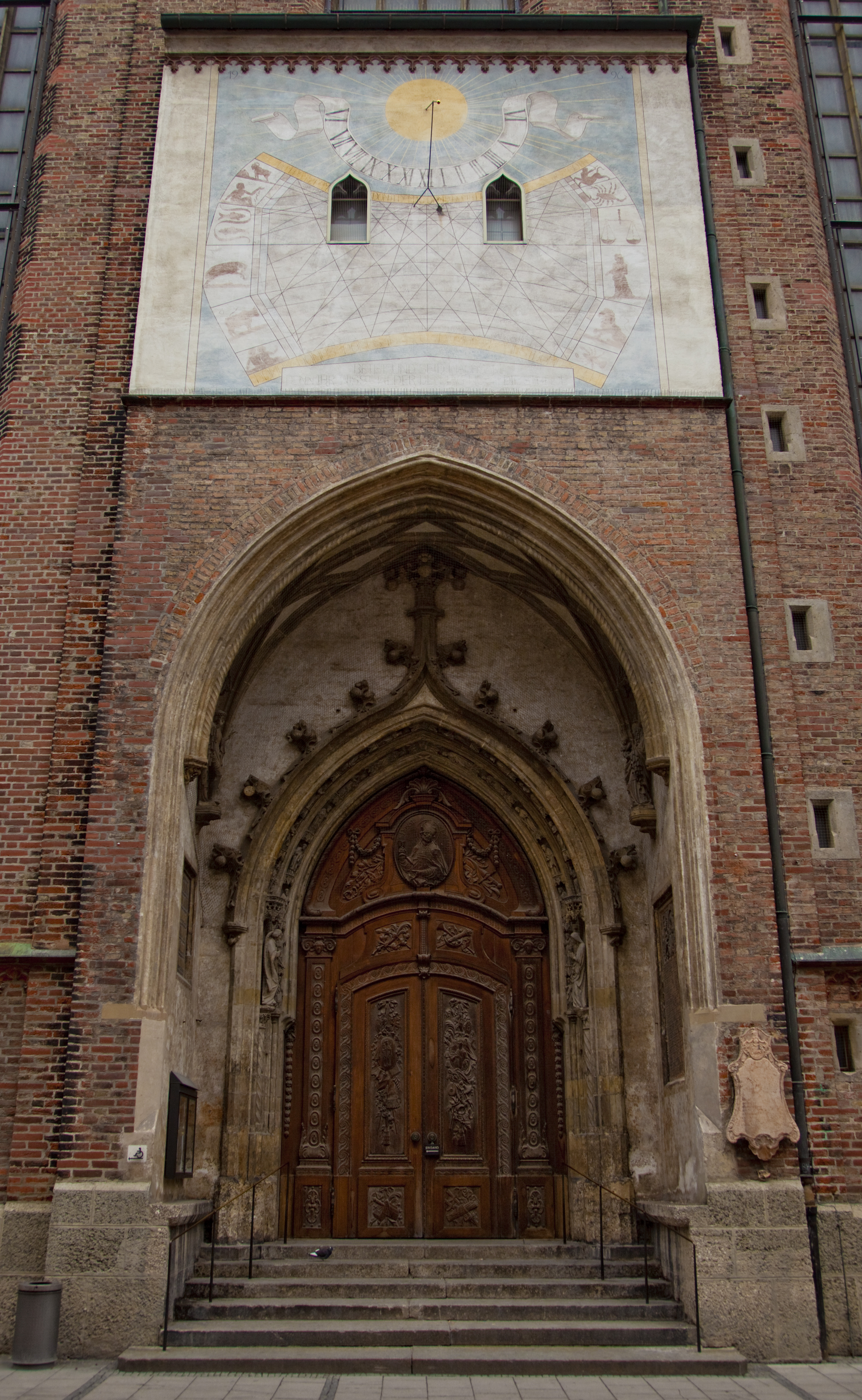
Donatusportal (Brautportal) mit Sonnenuhr

##### Hauptportal
Das Hauptportal ist der Mutter Gottes geweiht. Der Kielbogen mit Krabben mündet in einer Kreuzblume. Den figürlichen Schmuck bilden die beiden Figuren von Christus als Schmerzensmann und von Maria. Sie stammen noch aus der alten Kirche und entstanden um 1330/40. Die Türflügel wurden nach dem Zweiten Weltkrieg vereinfacht rekonstruiert. Sie zeigen in einem Medaillon im oberen Teil der Tür, der tympanonartig ausgeführt ist, im Relief Maria als unbefleckt Empfangene und als apokalyptische Frau. Der Rest der Tür ist mit verschiedenen Motiven verziert, die unter anderem Bezug auf den dargestellten Heiligen nehmen, bzw. auf die Bereiche der Kirche, die man durch sie erreicht. Die zwei Seiten der Türflügel werden durch ionische Säulen begrenzt. Diesem Schema folgen die anderen Türen auch, nur werden die jeweiligen Heiligen, nach denen das Portal genannt wird, im Medaillon ergänzt. Rechts der Tür befinden sich der Aufgang zum Südturm und ein Relief mit der Ölbergszene (Jesus betet, während seine Jünger schlafen). Dieses Relief diente als Asylzeichen (s. Hausmarke) für Verfolgte.

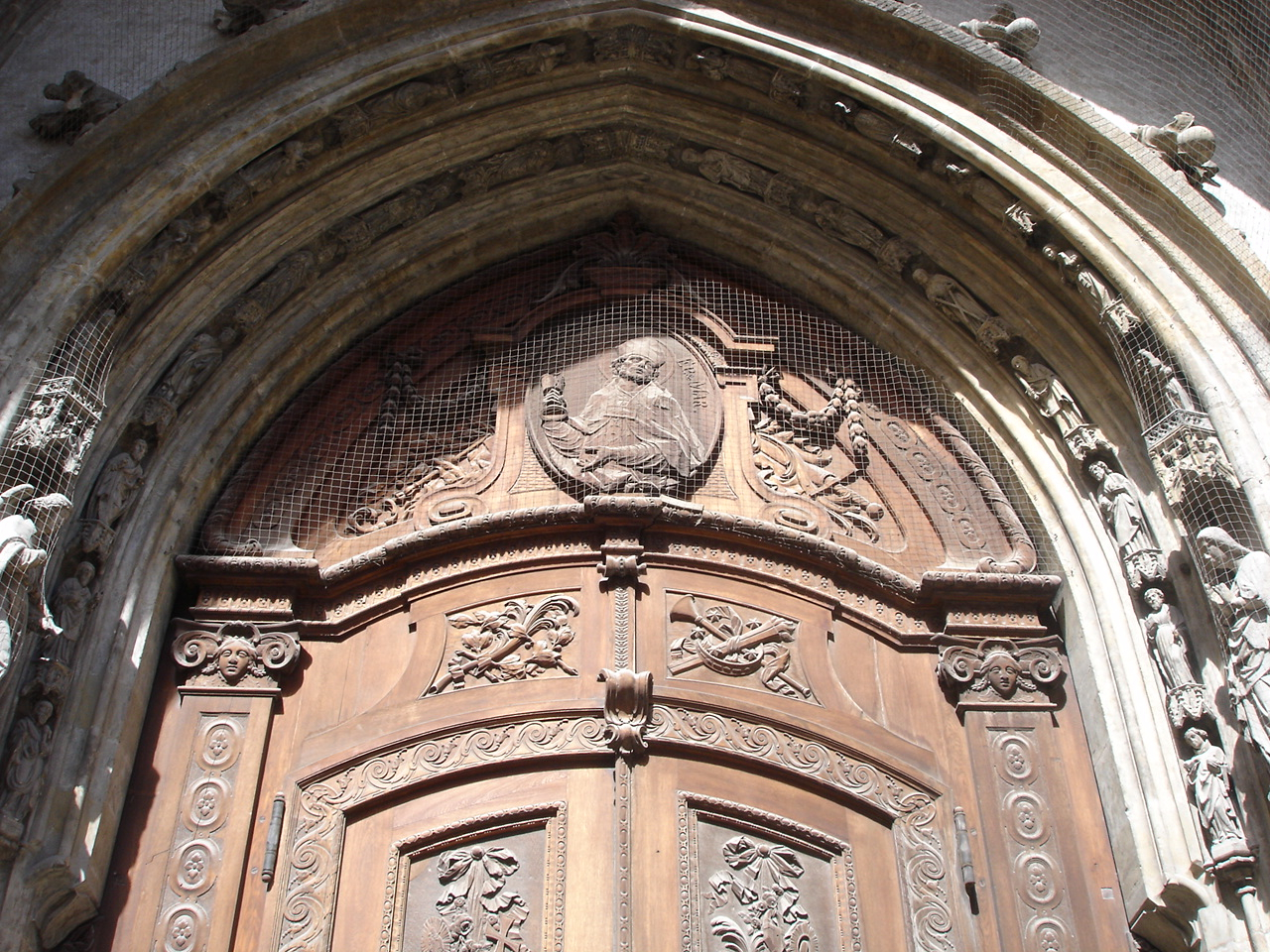
Donatusportal (Brautportal), Detail

##### Südwestportal
Die südwestliche Tür ist dem hl. Arsacius von Mailand geweiht, einem Nebenpatron der Kirche und Patron des Stifts Ilmmünster, der seine Reliquien 1492/95 bei der Zusammenlegung mit dem Stift Schliersee „mitbrachte“. Als Figurenschmuck dient an diesem Portal eine Verkündigungsszene. Auf der linken Seite steht der Engel, der sein Ave spricht; rechts empfängt Maria diese Worte. Ansonsten ist es das schlichteste der Portale. Die Figuren sind Kopien. Die Originale von etwa 1400 sind heute im Freisinger Dommuseum zu sehen.

##### Brautportal und Grundstein
Das südöstliche Tor wird „Brautportal“ oder „Donatusportal“ genannt. Früher hieß es auch „Schrannentor“. Zeitweise war es der meistbenutzte Eingang, da es dem Schrannenmarkt (Kornmarkt) zugewandt ist, dem heutigen Marienplatz. Geweiht ist es dem hl. Donatus von Arezzo, dem Mitpatron des Meißner Doms, aus dem die Reliquien des hl. Benno übertragen wurden. Möglicherweise wegen seiner verkehrsgünstigen Lage bekam es als einziges der Kirchenportale ein reich profiliertes gotisches Gewände mit kleinteiligem Figurenschmuck in zwei Archivolten, entstanden um 1480 und 1860 ergänzt. Die Gewändefigürchen sind im äußeren Ring weibliche Heilige und im inneren männliche. Im äußeren Archivolt ist außerdem eine Verkündigung dargestellt. Der Engel, der auf der linken Seite steht, stammt allerdings nicht aus der Zeit des Kirchenbaus, sondern wurde 1896 geschaffen. An den Portalseiten sind Darstellungen der Gottesmutter und des Schmerzensmanns zu sehen, die um 1430 entstanden. Rechts des Portals befindet sich eine Votivtafel mit der Grundsteinlegungsinschrift von 1468.

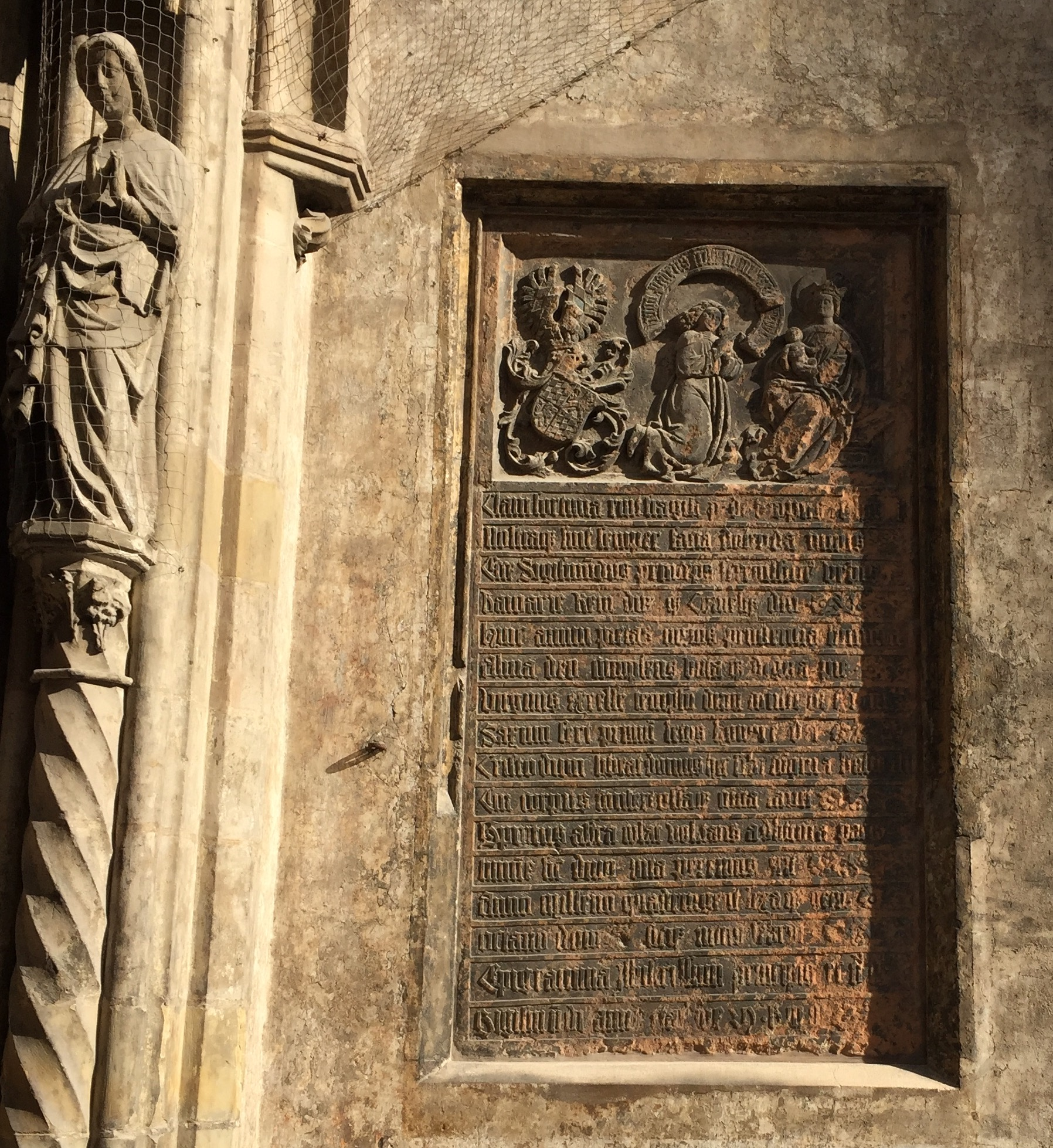
Grundsteinlegungsinschrift: Über dem Text links Herzog Sigmunds Wappen, in der Mitte er selbst, die Mutter Gottes auf der rechten Seite anbetend

Text der Grundsteinlegungsinschrift in Lateinisch und deutscher Übersetzung:

| Clam fortuna ruit fragili pede tempus et hora      | Heimlich enteilen mit gebrechlichem Fuß Schicksal, Zeit und Stunde                               |
| Nostraque sint semper facta dolenda nimis          | und unsere Taten dürften wohl immer allzu beklagenswert sein!                                    |
| Ecce Sigismundus princeps serenissimus urbis       | Seht her, Sigmund, der durchlauchtigste Fürst der Stadt,                                         |
| Bawarie Reni duxque comesque diu                   | Herzog von Bayern und Pfalzgraf bei Rhein, lang möge er es sein!                                 |
| Huic animi pietas virtus prudentia summa           | Diesem sind höchste Frömmigkeit der Seele, Tugend und Weisheit zu eigen.                         |
| Alma deo complens votaque digna pie                | Fromm erfüllt er segensreiche und erhabene Wünsche:                                              |
| Virginis excelse templum dum construi cernit       | Kaum hat er beschlossen, dass der hochheiligen Jungfrau eine Kirche gebaut werde,                |
| Saxum fert primum letus honore Dei                 | legt er den ersten Stein, erfreut über die Ehrung Gottes.                                        |
| Cristo dum libeat domus hec sibi congrua busto est | So Gott will, ist ihm dieses Haus zur Grabstätte passend,                                        |
| Cui corpus confert ossaque cuncta favet            | dem er seinen Leib beiträgt und alle seine Gebeine anvertraut.                                   |
| spiritus astra colat volitans ad littora pacis     | Sein Geist aber möge die Sterne bewohnen und sich bis zu den Gestaden des Friedens aufschwingen. |
| Lumine sic divo vita perennis erit                 | So wird in göttlichem Glanz sein Leben ein ewiges sein.                                          |
| Anno milleno quadringent sexaque geno              | Im eintausendvierhundertachtundsechzigsten Jahr.                                                 |
| Octavo dom[ini] sicque nono febrio                 | des Herrn, und zwar am neunten Februar.                                                          |
| epigramma illustrissimi principis et d' d'         | Epigramm auf den durchlauchtigsten Fürsten und Herrn                                             |
| Sigismundi anno etatis sue 29 • Smd.               | Sigmund in seinem 29. Lebensjahr. Smd.                                                           |

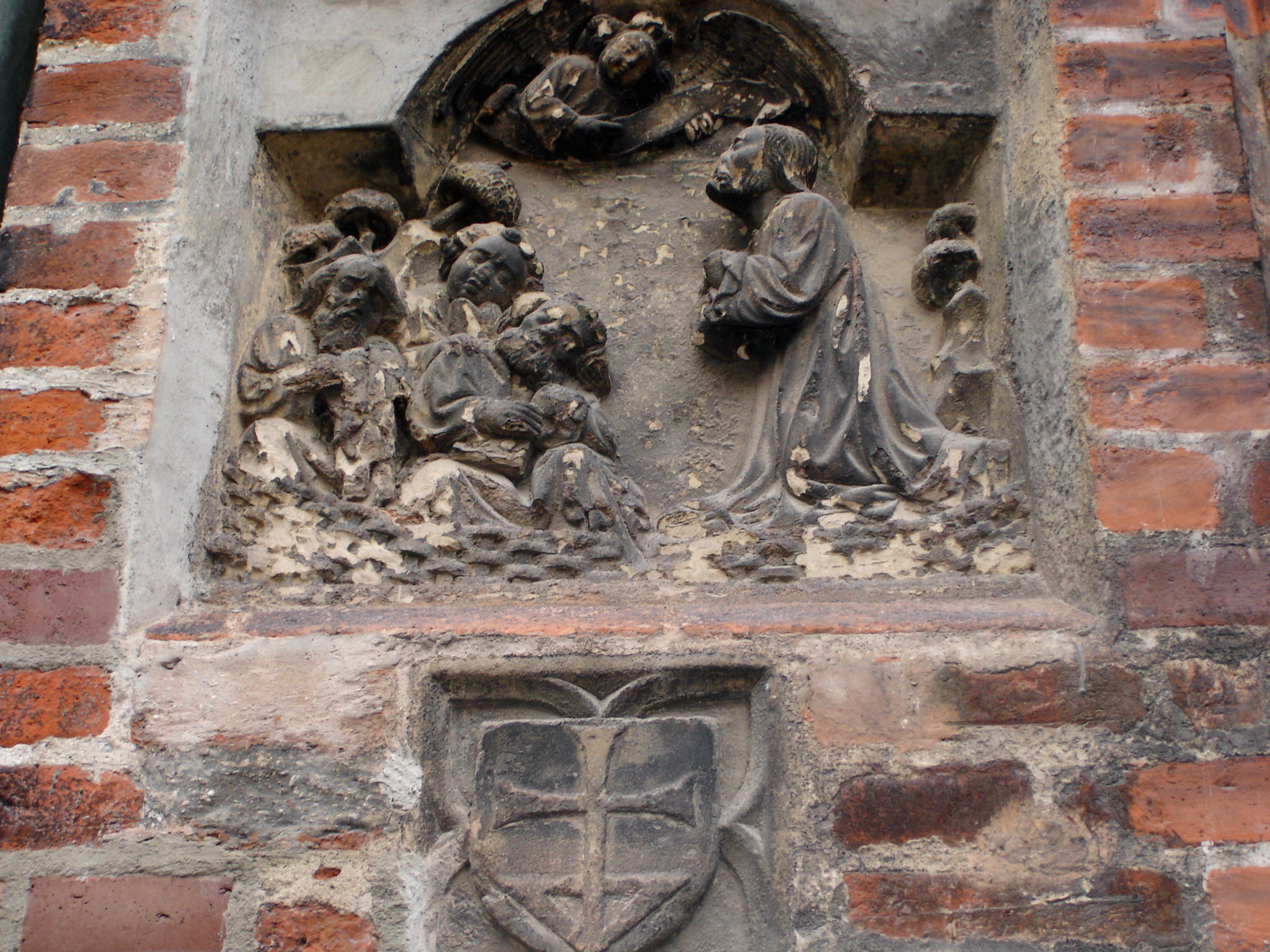
Asylzeichen am Sixtusportal

Über dem Text befindet sich ein Relief, das links das Wappen Herzog Sigmunds (1439–1501) und ihn selbst kniend in der Mitte zeigt, die Madonna anbetend, die sich rechts von ihm befindet. Sigmund hatte sich 1467 aus den Herrschaftsgeschäften zurückgezogen. Die Regierung übernahm Albrecht IV., genannt der Weise. Sigmund hingegen verbrachte seine Zeit mit Müßiggang, behielt sich jedoch das Patronat über die Frauenkirche vor, weshalb auch er auf der Grundsteininschrift porträtiert ist.
Über dem Portal ist eine Sonnenuhr auf der Mauerfläche aufgemalt, die dort leicht hervortritt.

##### Bennoportal
Im Nordosten hat das Schiff zwei Sakristeianbauten: Die ehemalige gotische Sakristei unter dem nördlichsten Chorfenster beherbergt heute einen Gebetsraum, die Sakramentskapelle. Westlich schließt die im Barock errichtete heutige Sakristei an, nach dem benachbarten Portal Bennosakristei genannt. Dieses Bennoportal ist dem Stadt- und Landespatron Benno von Meißen geweiht, dessen Reliquien im Zuge der Gegenreformation nach München kamen.

##### Nordwestportal
Das nordwestliche Portal ist dem hl. Sixtus geweiht. Dieser Papst und Märtyrer ist der Patron des Stifts Schliersee und seit der Gründung des Stifts unserer lieben Frau Mitpatron der Kirche. Die Figuren, die das Portal ehemals schmückten, sind nicht mehr bekannt, jedoch könnte ein Steinbildnis des Erlösers in der Sakramentskapelle ursprünglich hier gestanden haben. Links neben dem Portal befindet sich ein interessantes Detail. Ein Asylzeichen (Kreuzkopfschaft mit gestürztem Dreiecksfuß (s. Hausmarke), wie am Hauptportal), das Verfolgten Schutz signalisierte. Diese Praxis geriet lange Zeit in Vergessenheit, ist aber in letzter Zeit wieder präsent geworden, indem die Kirche Personen aufgenommen hat, die abgeschoben werden sollten. Gegenüber dem Portal steht das Bennobrünnlein, ein Werk Josef Henselmanns von 1972, das den alten, im Krieg zerstörten Brunnen ersetzte.

### Innenraum

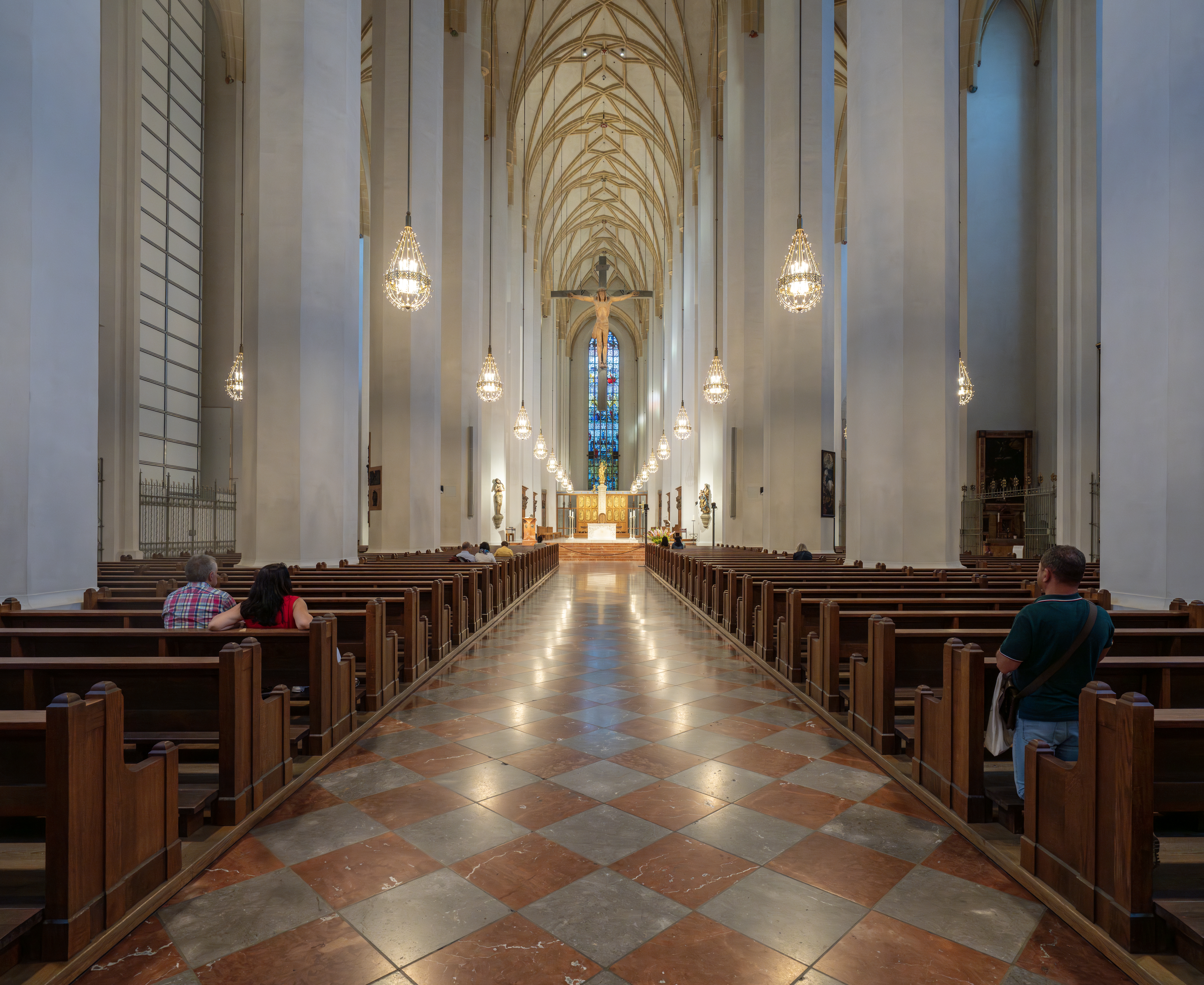
Zentrales Kirchenschiff.

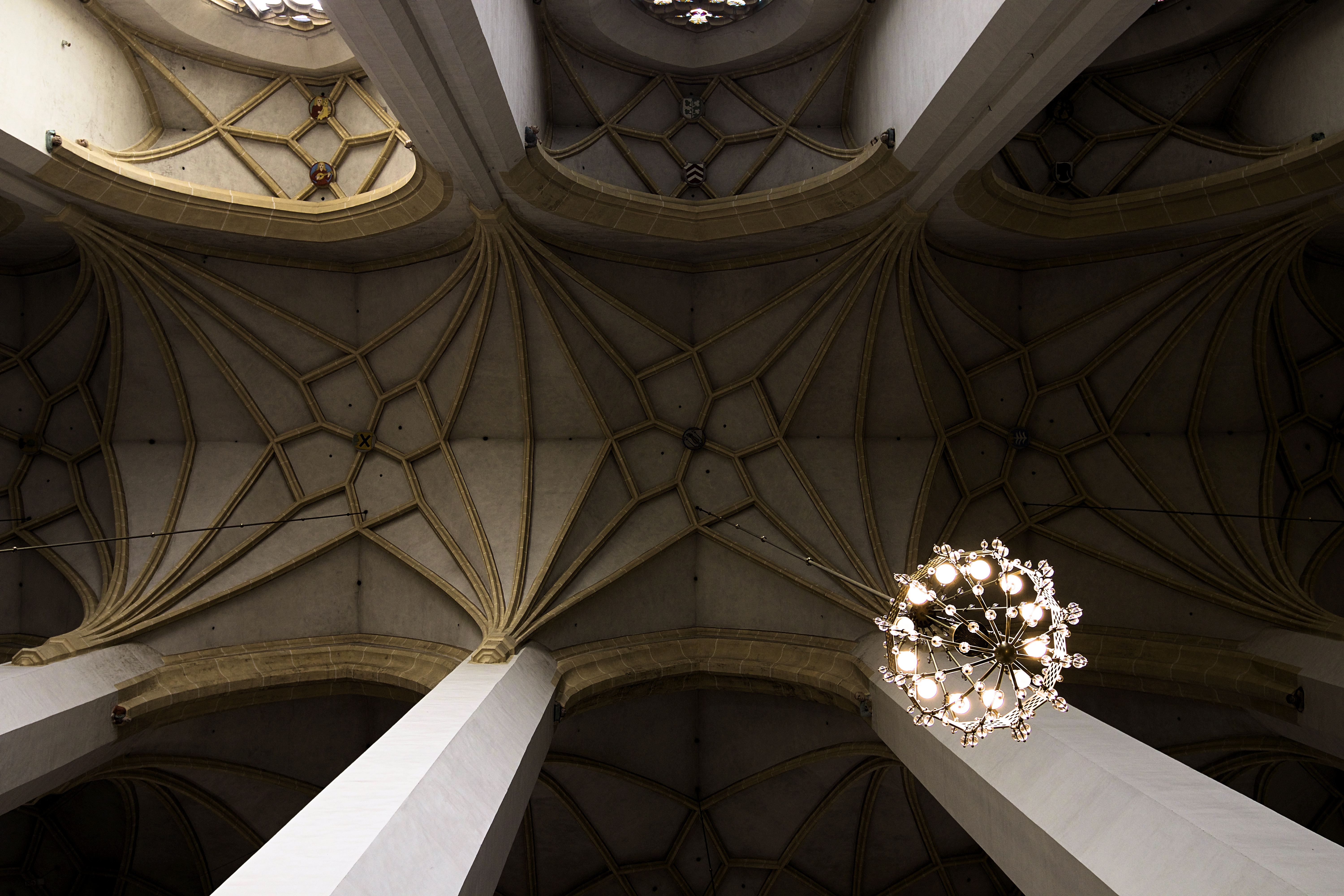
Rechtes Seitenschiff, Gewölbeansicht

#### Gesamtgestalt
Die hohen Fenster der Längsseiten und des Chorumgangs und die Schlankheit der Pfeiler geben ebenso wie der helle Wandanstrich der Kirchenhalle eine lichte Atmosphäre. Beim Betreten der Vorhalle sieht man die elf Pfeilerpaare als weiße Wand. Diese achteckigen, schmucklosen Pfeiler gliedern den Raum in drei Schiffe. Der Boden ist von einem Rautenmuster, bestehend aus einem grün-bläulichen und einem rötlichen Stein bedeckt. Die Decke ist in schönster spätgotischer Manier als Sterngewölbe ausgeführt. Die Dienste dieses Gewölbes setzen sehr hoch an und sind nach der Restaurierung 1989/94 wieder in dem originalen zarten Ockerton gehalten. An den Anfängen der Dienste sind viele kleine Konsolfigürchen zu erkennen, einige Fratzen schneidend. Diese Porträts der Handwerker, die am Bau der Kirche beteiligt waren, drücken das gestiegene Selbstbewusstsein des Bürgertums im Spätmittelalter aus. Die Figuren sind farbig gefasst. Die Gewölbescheitel von Mittelschiff und Seitenschiffen liegen etwa auf der Höhe des umlaufenden Tuffsteinfrieses, wie an Abbildungen der zerstörten Kirche 1945/1946 zu erkennen ist. Nach Aufnahmen aus mittlerer Höhe, etwa vom Rathausturm, ist das gut ein Drittel der Turmhöhe. Die 21 Kapellen an den Seiten und am Chorumgang sind, wie schon erwähnt, durch das nach innen verlegte Strebewerk voneinander getrennt. Ihre Gewölbescheitel liegen wenige Meter niedriger.
Der Nachhall im Münchner Dom beträgt seit dem Einbau eines polierten Marmorfußbodens während der Renovierung von 1990 bis 1994 etwa 11,5 Sekunden.

#### Eingangshalle
In der bei der Restaurierung 1989 bis 1994 in ihrer ursprünglichen Baugestalt wiederhergestellten Vorhalle befindet sich links das Epitaph des ersten Erzbischofs von München und Freising, Lothar Anselm Freiherr von Gebsattel (1761–1846), von Ludwig Schwanthaler. Unterhalb davon steht ein Modell der Kirche und ihres Grundrisses, 1997 durch den Lions Club gestiftet. Rechter Hand sind die Gemälde „Vermählung Mariens“ und als Oberbild „Hl. Christophorus“ von Andreas Wolff aufgehängt.

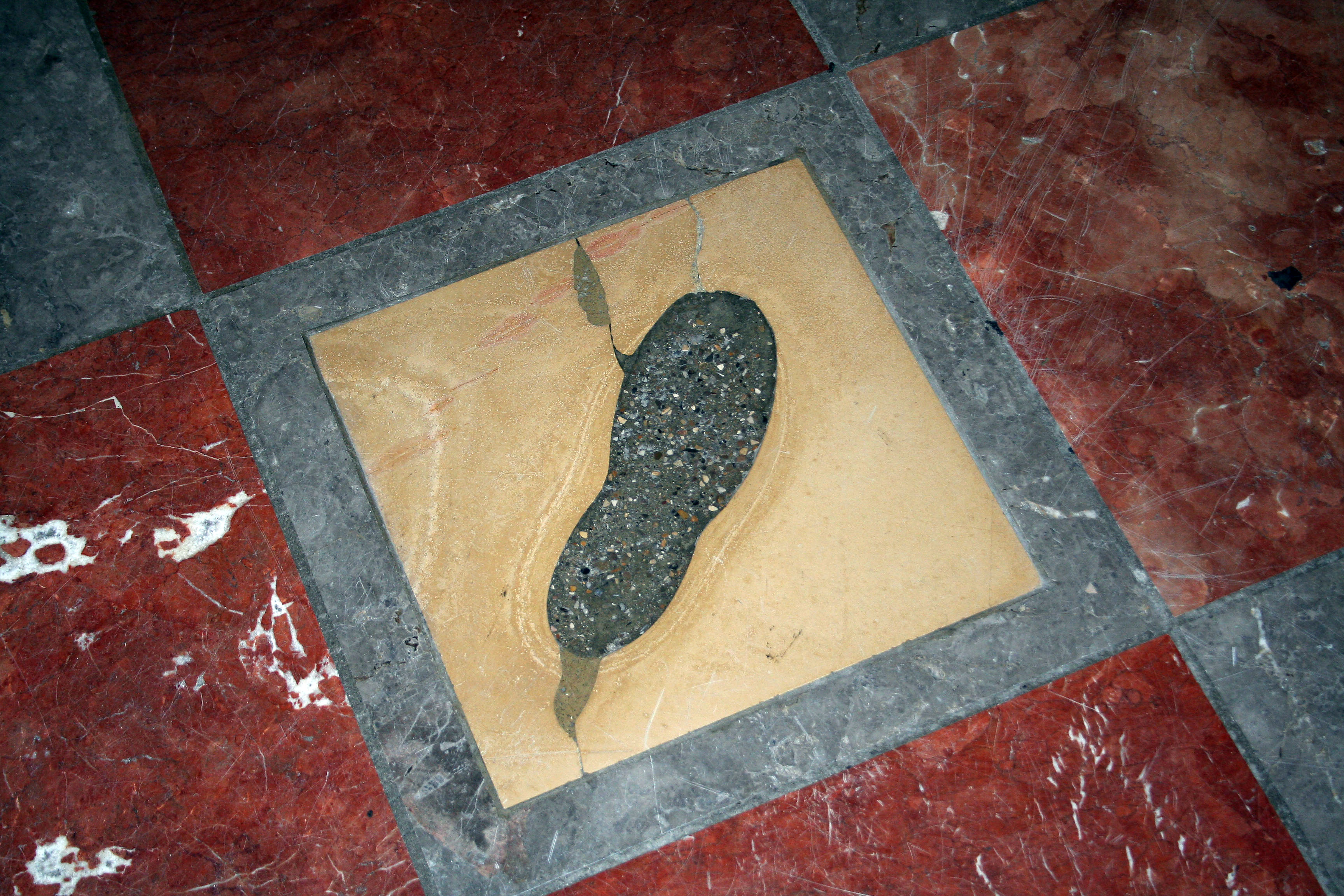
Teufelstritt

In der Raummitte befindet sich der Teufelstritt. Die Stelle des Tritts markiert den Punkt, von dem aus 1620–1858 kein Fenster zu sehen war (das Chorfenster, das man heute von dort sieht, wurde durch den Bennobogen und den Hochaltar verdeckt). In dieser Zeit erfand man eine Legende zur Erklärung des – sorgfältig gestalteten – Abdrucks: Der Baumeister suchte angesichts der anspruchsvollen Aufgabe, eine so große Kirche zu errichten, die Unterstützung des Teufels. Dieser sagte unter der Voraussetzung, dass die Kirche fensterlos sein soll, zu. Der Teufel sei nach ihrer Fertigstellung hineingegangen. Als er nun am Ort des Abdrucks gestanden habe und kein Fenster für ihn sichtbar war, habe er vor Lachen aufgestampft, wobei der Tritt entstanden sei. Doch als er noch einen Schritt nach vorne gegangen sei, seien die vielen Fenster zum Vorschein gekommen und er hätte einsehen müssen, dass er sich getäuscht habe.
Der Raum ist in Zellentechnik gewölbt (d. h. ohne Rippen), sein Gitter am Übergang zum Kirchenraum ist 2000 gefertigt worden. An ihm steht das Lateinische Motto des seit 2008 emeritierten Erzbischofs Friedrich Wetter: Pax Vobis („Friede sei Euch“). Die anderen Kapellengitter wurden 1993 gefertigt (einige auch schon 1985).

#### Chorraum

##### Innere Gestaltung
Den Eingang zum Chorraum flankiert auf der linken Seite ein farbig gefasstes Steinbildwerk des Auferstandenen aus der Zeit Kaiser Ludwigs des Bayern (um 1320) noch aus der alten Kirche. Christus präsentiert seine Wundmale, die in Form von Blüten gestaltet sind. Bei der Restaurierung der Figur in den 80er Jahren wurden die originalen Farbschichten freigelegt.
Am Pfeiler gegenüber befindet sich eine Maria mit Kind aus der Zeit um 1520. Das farbig gefasste Holzbildwerk, das sich an der Grenze zur Formensprache der Renaissance befindet, stammt aus der Hand eines passauischen Meisters. Zusammen bilden die beiden Figuren wiederum das ikonografische Thema der Kirche.
Die heutige Gestaltung des Chors ist ein Resultat der Renovierungs- und Restaurierungsarbeiten zu Beginn der 1990er. Elmar Hillebrand entwarf den neuen Hauptaltar, den Ambo, das Chorgestühl, einen Steinintarsienteppich, der den Altar mit der Kathedra verbindet (als symbolische Verbindung der Eucharistie mit dem Bischof) und zum Abschluss am Chorhaupt eine Mariensäule. Der Altar ist so im Presbyterium angelegt, dass der Priester die Heilige Messe versus populum (zum Volke gerichtet) als auch versus absidem (mit dem Rücken zum Volke) zelebrieren kann.
Für die täglichen Chorgebete, die das Domkapitel mit dem Propst, dem Dekan und zwölf Chorherren verrichtete, schuf Erasmus Grasser 1495 bis 1502 ein Chorgestühl mit Büsten von Aposteln und Propheten sowie kleineren Statuetten. Das Gestühl blieb auch im Barock erhalten, überstand die Purifizierung der Neugotik, verbrannte jedoch im Zweiten Weltkrieg, die Figuren aber waren ausgelagert worden und blieben erhalten. Daher besitzt die Frauenkirche das größte erhaltene Figurenensemble der Spätgotik in Deutschland. Ein Großteil des erhaltenen spätgotischen Figurenschmucks wurde auch am neuen Chorgestühl wieder verwendet. Über den Sitzen sind die Büsten der zwölf Apostel versammelt, von denen jedem ein Prophet des Alten Testaments zugeordnet ist. Unter den Büsten ist je ein lateinischer Text aus dem Alten und dem Neuen Testament angebracht, der zeigt, worüber die Vertreter der beiden Bücher der Bibel diskutieren.
Den optischen Abschluss des Chorraumes bildet auf einer Säule die Marien-Statue von Roman Anton Boos, die er 1780 für den Schalldeckel der damaligen Kanzel ausführte. Diese vergoldete Figur stellt zusammen mit dem zu ihren Füßen knienden Putto ein äußerst qualitätvolles Beispiel des frühen Klassizismus dar. Seitlich darunter sind 12 der 16 vergoldeten Holzreliefs von Ignaz Günther mit Szenen aus dem Marienleben angebracht. Sie wurden 1774 zur Ergänzung des Chorgestühls geschaffen und waren ursprünglich unter den Figuren des Chorgestühls angebracht. Die vier fehlenden Tafeln befinden sich heute im Bayerischen Nationalmuseum.

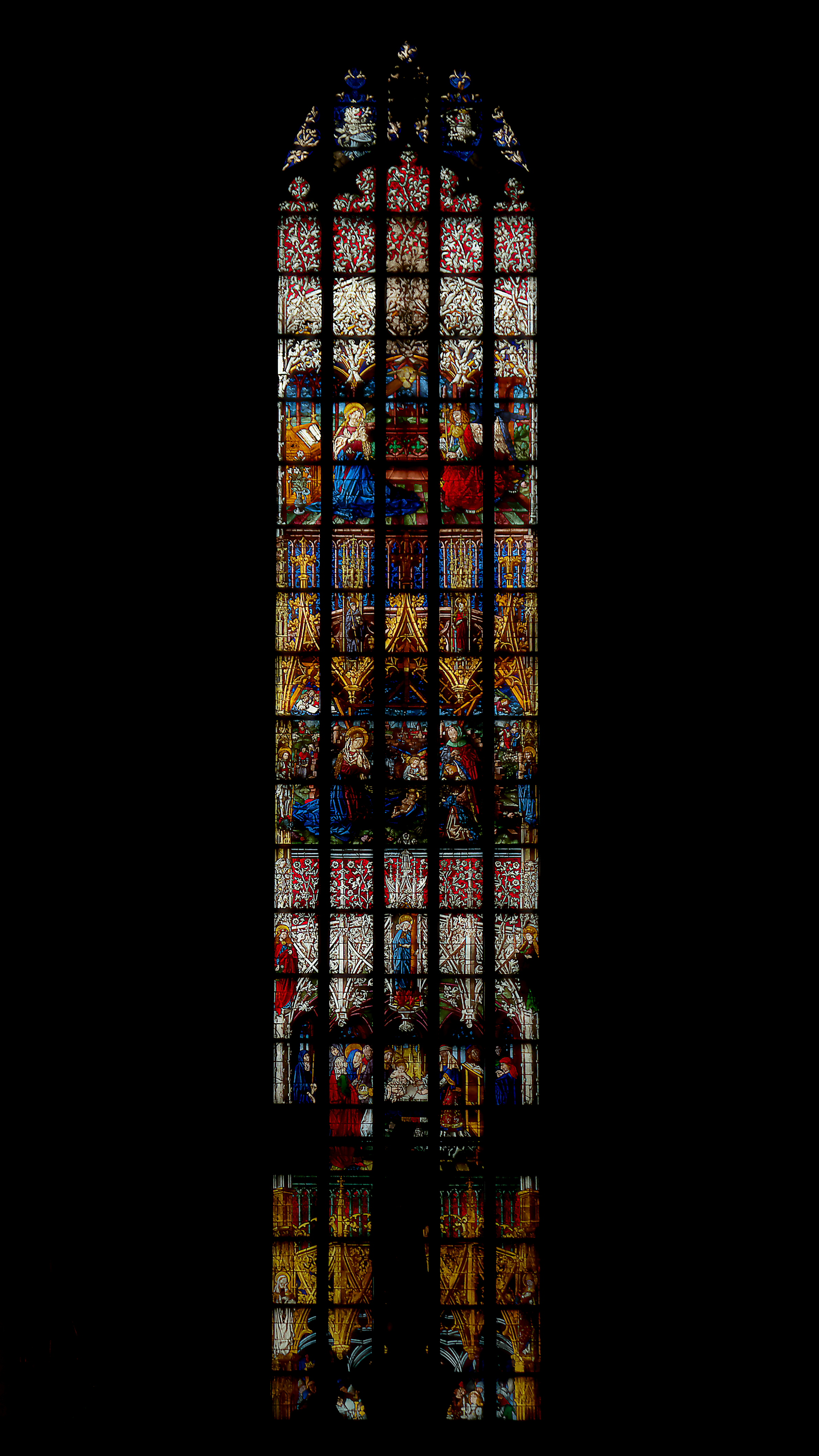
Glasfenster am Ende des Chores mit Verkündigungsszene (oben), Geburtsszene (mittig) und Beschneidungsszene (unten)
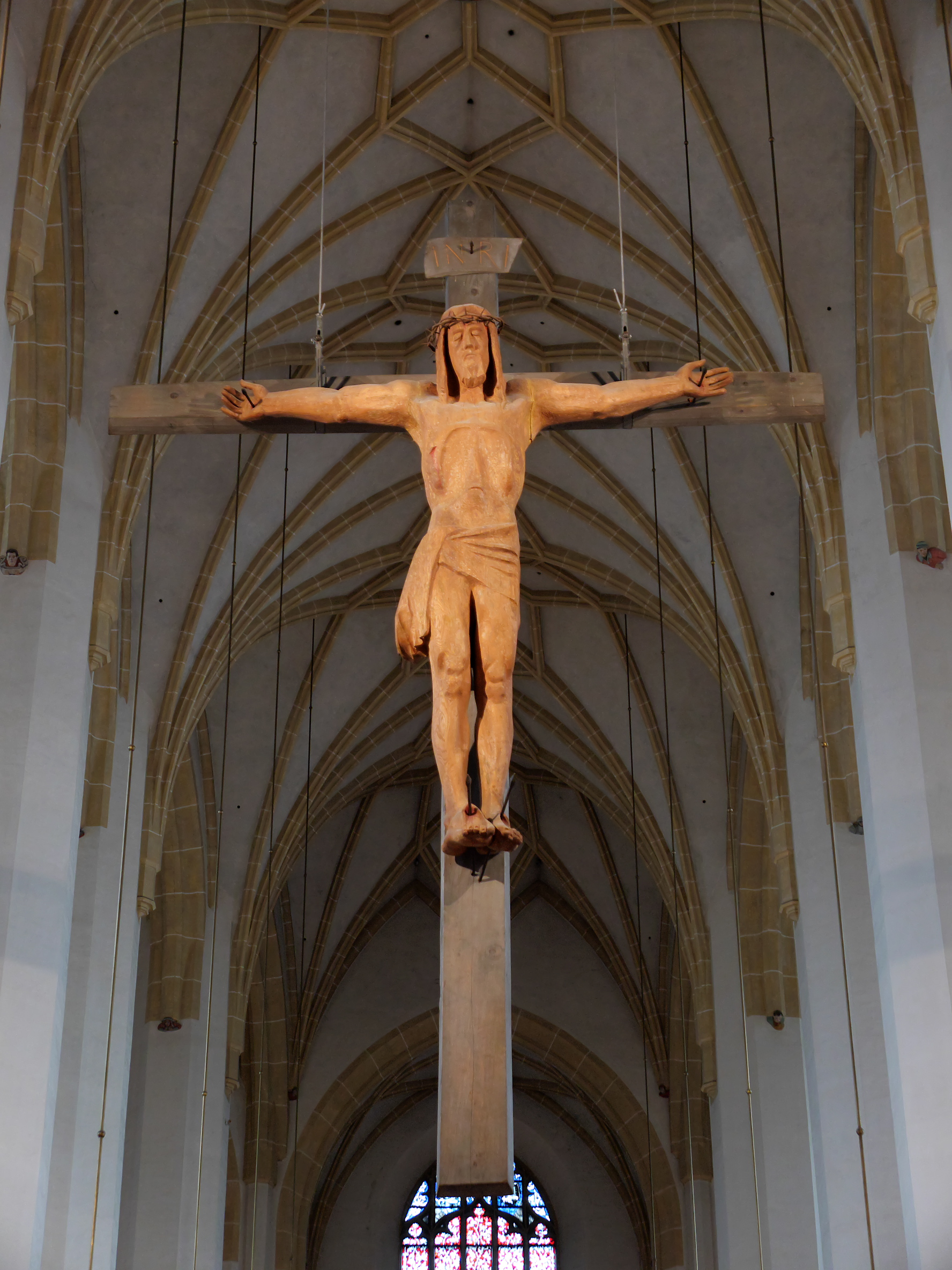
Kruzifix am Übergang vom Hauptschiff zum Chor
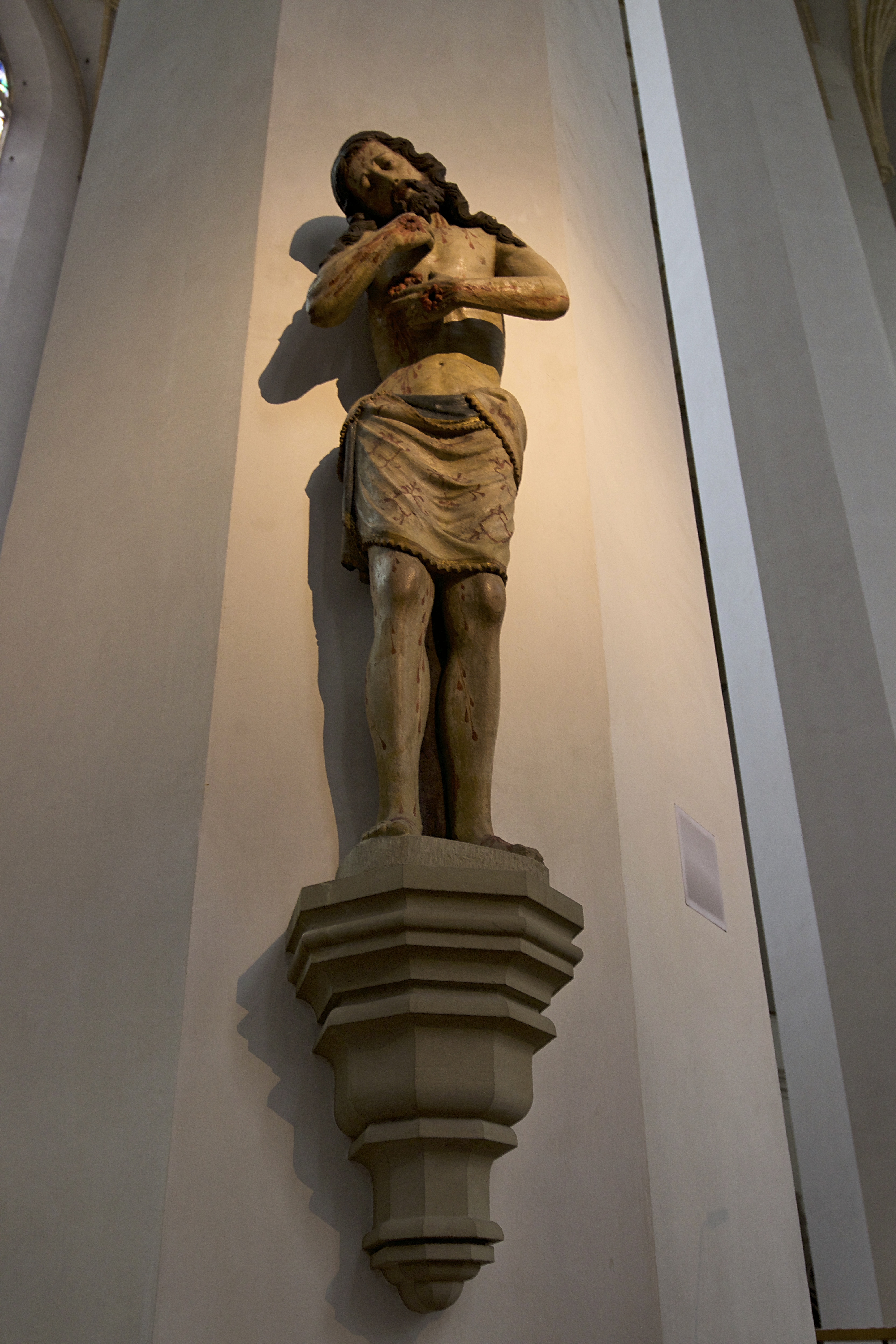
Christusstatue
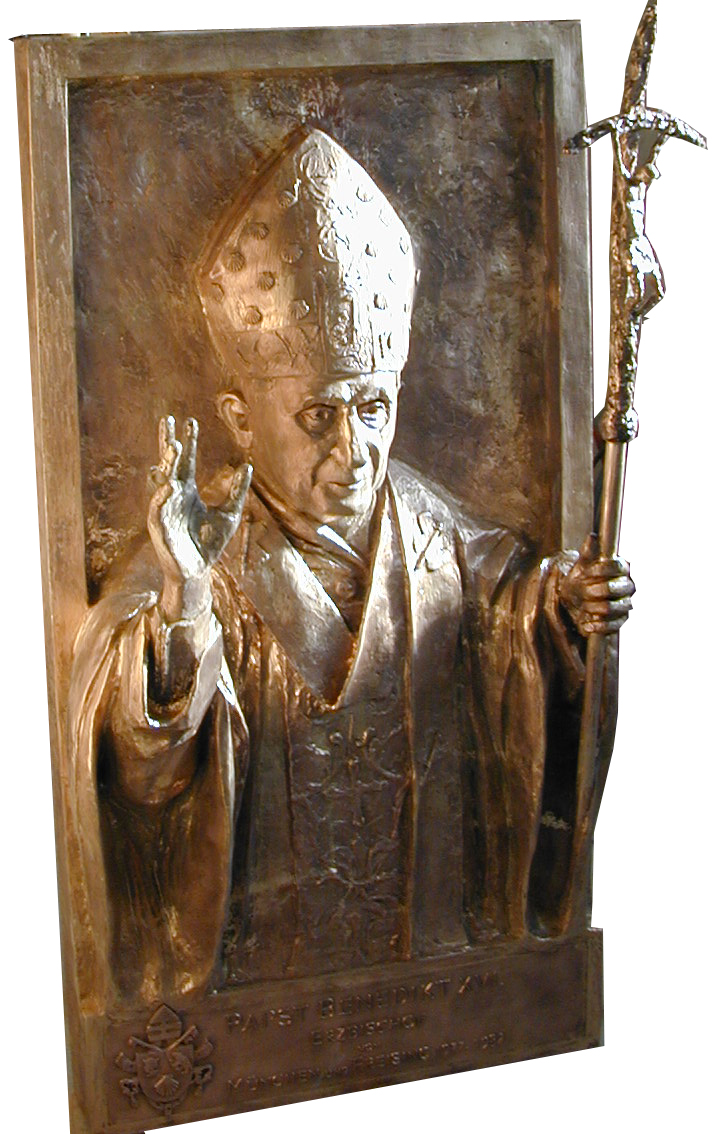
Bronzerelief von Papst Benedikt XVI. von Josef Alexander Henselmann am hinteren linken Pfeiler

##### Äußeres des Chores

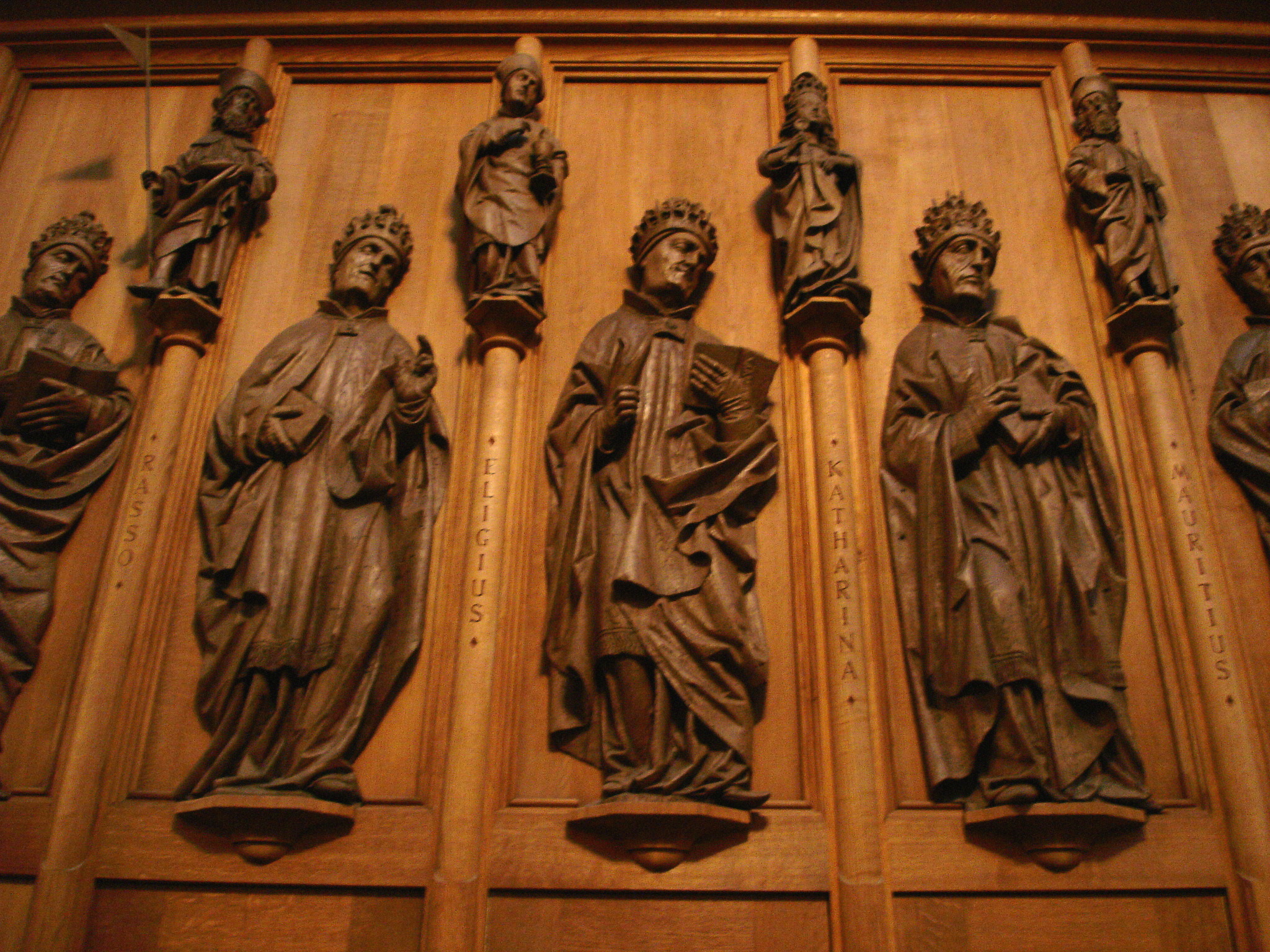
Detail des äußeren Chorgestühles

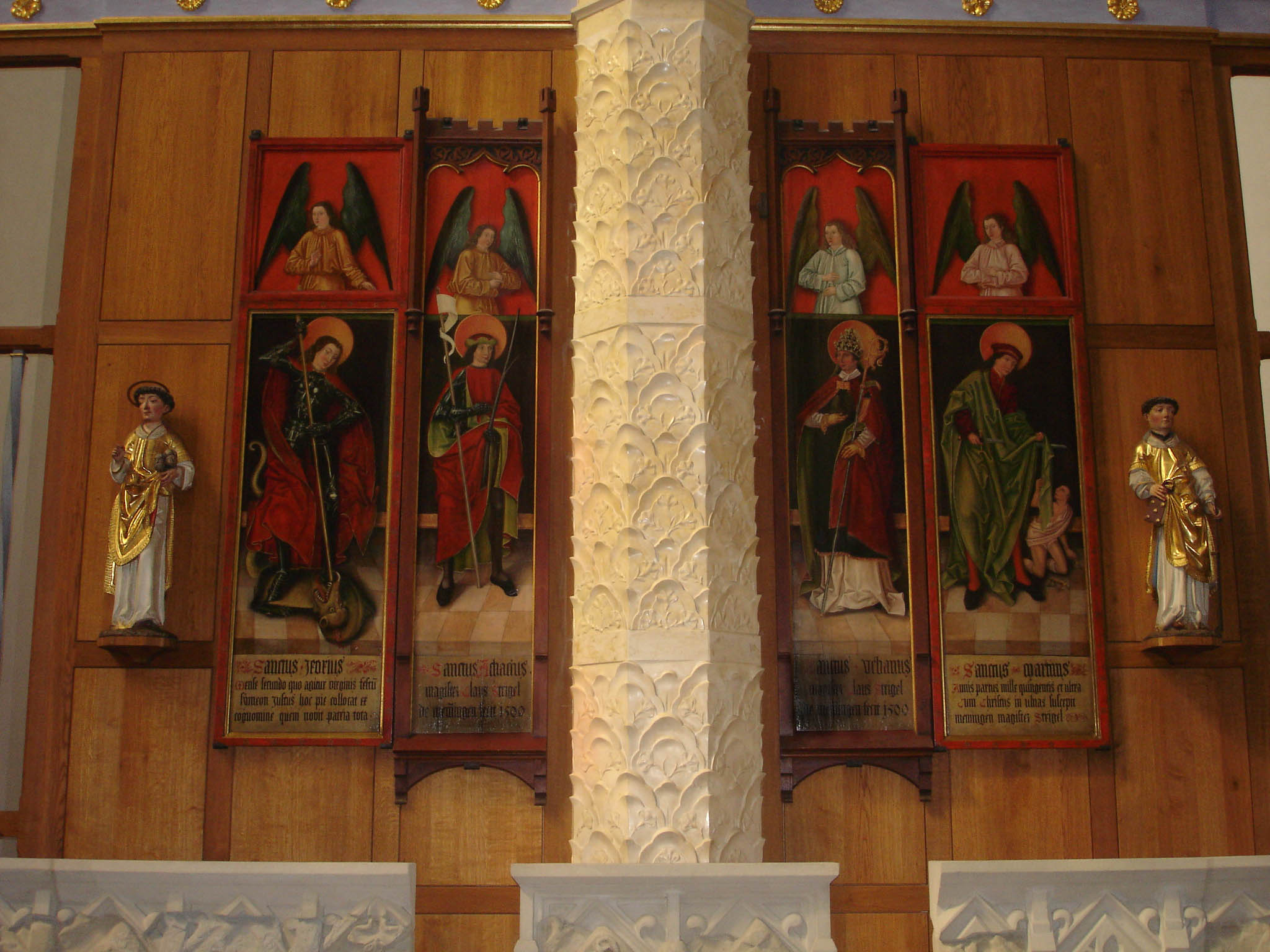
Mittelteil des Memminger Altares

Am Außenteil des Chorgestühls und der Chorgitter sind Figuren und Reliefs des spätgotischen Chorgestühls von Erasmus Grasser angebracht, die er 1495 bis 1502 fertigte. Die kleinen Statuetten, die rund um den Chor zu sehen sind, repräsentieren alle Heiligen, die in der Kirche mit ihren Reliquien vertreten sind. Das sind: Korbinian, Lucia von Syrakus, Ottilia, Felix von Rom, Adauctus, Apollonia, Agatha, Helena, Blasius von Sebaste, Mauritius, Katharina, Eligius, Rasso, Agnes von Rom, Quirin, Oswald, Martha, Leonhard, Florian, Juliana, Sebastian, Wunibald, Maria Magdalena, Antonius der Große, Achatius, Severianus, Severus, Victorianus, Carpophorus, Christina, Rochus, Christophorus, Bernhard von Clairvaux, Ägidius, Barbara, Afra von Augsburg, Justina, Georg, Margaretha, Elisabeth, Veit, Dorothea, Laurentius von Rom, Ulrich von Augsburg, Sigismund, Wolfgang von Regensburg.
Unter dem zweiten Chorjoch sind an beiden Seiten unter den Statuetten die Wappen aller bisherigen Erzbischöfe von München und Freising aufgemalt. Unter dem dritten Joch sind links Reliefs von heiligen Päpsten und rechts von heiligen Bischöfen und eines Papstes unter ihnen zu sehen. Am Chorschluss sind beiderseits der Mariensäule Teile des Memminger Altares aufgehängt. Dieser Altar, ein Flügelretabel aus der Werkstatt von Claus Strigel, das im Jahr 1500 entstand, wurde von der Priesterbruderschaft 1860 zur Ergänzung des Domes nach der Restaurierung erworben. Der Altar besteht aus Tafelmalerei, Figuren und Reliefs. Neben der Säule sind links Bilder der hll. Georg und Achatius aufgehängt, rechts Bilder von Urban und Martin von Tours. Unter den Bildern stehen lateinische Bittgebete, und über den Heiligen sind Engel abgebildet. Neben dem Hauptteil sind links die Figur des hl. Stephanus und rechts des hl. Laurentius auf Konsolen aufgestellt. An der rechten Säule des Chorabschlusses sind ein Relief von Petrus sowie Bilder der hll. Margarethe und Antonius des Großen aufgehängt, an der anderen Säule ein Relief von Thomas und Darstellungen der hll. Maria Magdalena und Nikolaus.

#### Kapellen

##### Stiftungen
Durch die Spende eines bestimmten Betrages erwarb man das Recht eines Grabes in der Kirche. Dies war sehr begehrt, da die Menschen in früheren Jahrhunderten bei den Segen spendenden Reliquien liegen wollten. Dies war auch ein Grund, dass sich die Bürger lange, und das erfolgreich, gegen die Verlegung des Friedhofes von der Kirche wehrten.
Durch Stiftung einer Ewigmesse konnte man sich das Recht auf eine Privatkapelle erwerben. Diese waren noch begehrter als nur eine einzelne Grabstelle und teilweise Jahrhunderte in der Hand einer Familie. Viele Stiftungen wurden auch von der alten auf die neue Kirche übertragen, sodass die Kapellen oft analog zu der Lage der früheren Kapelle liegen und die alten Patrozinien erhalten blieben. Die Kanoniker, die in einer Kapelle die Messe hielten, lebten von diesen Stiftungen und deren Erträgen (wenn Grund gestiftet wurde). Man nennt diese Kanoniker Benefiziaten. Diese Praxis des Pfründewesens wurde nach der Reformation langsam eingestellt, und man ging dazu über, die Kanoniker zu bezahlen. Die Ewigmessen wurden bis zur Säkularisation des Stifts 1803 vollzogen.
Der helle Innenraum entsteht dadurch, dass die Kapellen nur zum Teil farbig verglaste Fenster aufweisen, eine Tendenz der spätgotischen Hallenkirchen.

##### Nordturmkapelle/Tulbeckkapelle

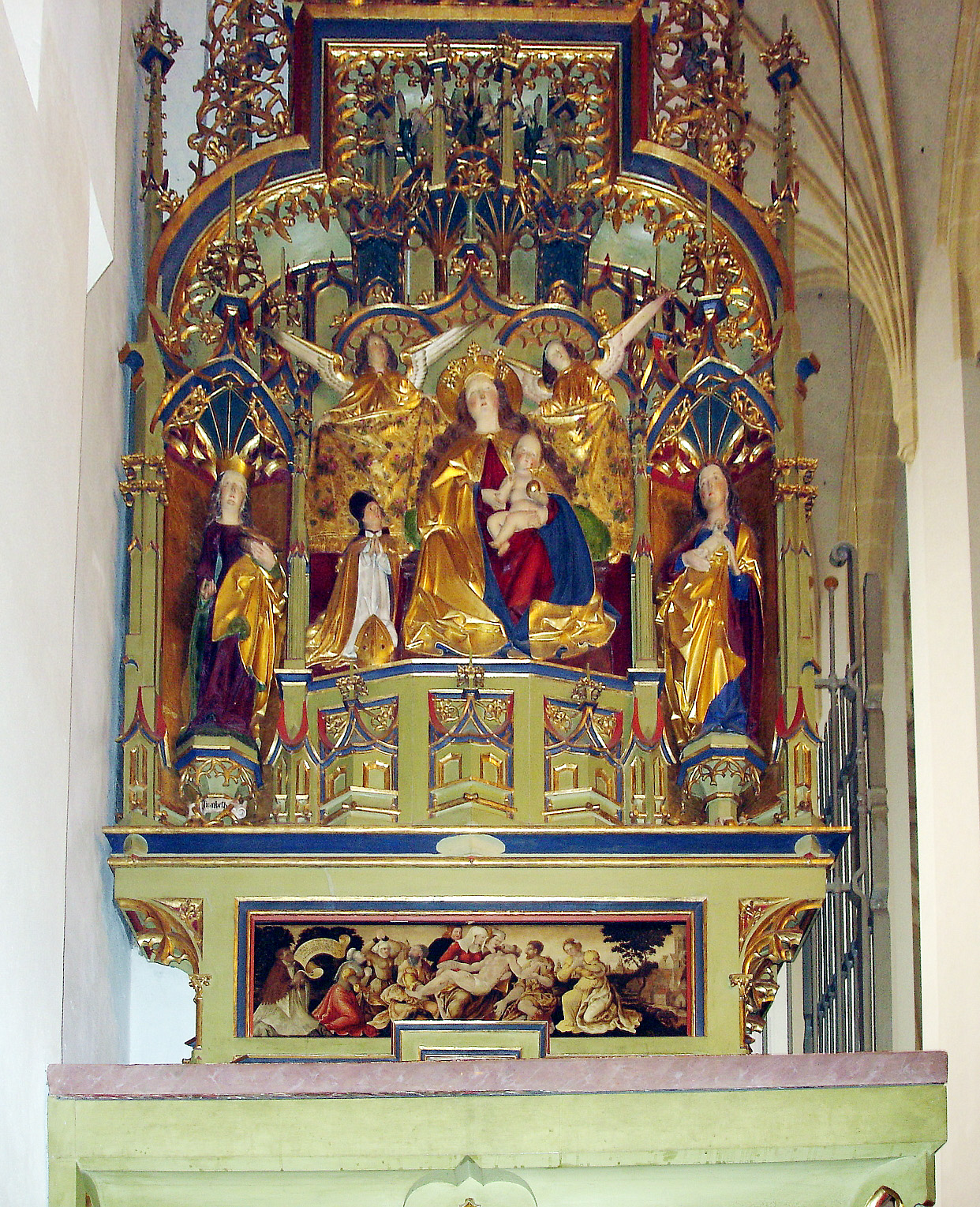
Seitenaltar in der Tulbeckkapelle

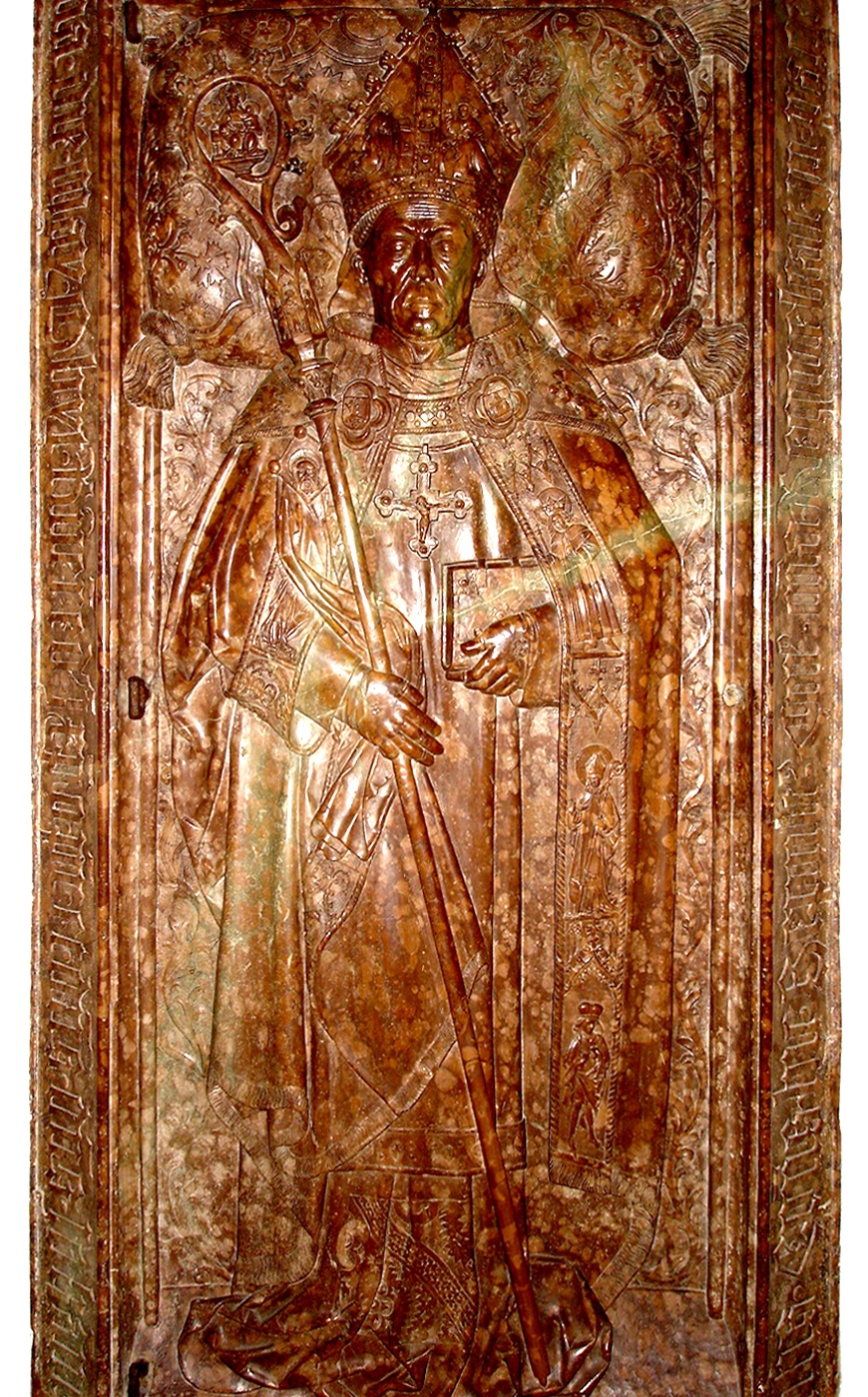
Grabstein von Johannes Tulbeck (nach 1476), ein bedeutendes spätgotisches Werk der Bildhauerei

Im Durchgang von der Eingangshalle befinden sich unter dem Scheidbogen an der Westwand das Epitaph des Chorherren Bernhard Eisenreich, gestorben 1584 und an der Ostwand das des Lucas Wagner, gestorben 1567. In der Kapelle selbst steht an der Ostwand, auf der linken Seite am Durchgang zum Kircheninneren, der einzige erhaltene neogotische Seitenaltar, 1863 von J. Wirth gefertigt. Dieser ist vor allem in grün und gold gehalten und hat ein reich gearbeitetes Gesprenge.
Als Aufsatz enthält er ein Marienrelief mit Stifterbild des Bischofs Johannes Tulbeck aus rotem Adneter Marmor, einem österreichischen Kalkstein. Der Altaraufsatz enthält ein Marienrelief (um 1475). Auf diesem betet der Stifter, der Bischof Johannes Tulbeck, Maria an, die Christus in Armen hält. Dieser trägt in der einen Hand einen Reichsapfel, als Herrschaftszeichen, der Apfel steht aber auch dafür, dass Maria die neue Eva ist, die die Sünde tilgt und dass er der neue Adam ist. Flankiert wird das Relief von den hll. Elisabeth und Agnes. Im Gesprenge steht der heilige Friedrich und an der Seite die heilige Ottilia, alles spätgotische Figuren, die aber, wie auch das Relief, nach dem Geschmack der Neogotik gefasst sind. Die Predella des Altars enthält eine Beweinung Christi der Renaissance, die von einem Stiftskanoniker, der auch darauf abgebildet ist, in Auftrag gegeben wurde.
Auf der gegenüberliegenden Seite steht der letzte erhaltene spätgotische Fahnenschrank einer Münchner Zunft. Dieser Schrank (um 1470) gehörte der Zunft der Wein- und Brandweinausschenker, was an den aufgemalten Zinnkrügen erkennbar ist. Die Zunftschränke enthielten deren Fahne, die bei kirchlichen Prozessionen von einem Mitglied getragen wurde.
Vor dem Altar ist der Grabstein von Johannes Tulbeck, von seinem ehemaligen Hochgrab in der Kapelle an der Wand angebracht. Dieser ist eine bedeutende Münchner Arbeit, entstanden nach 1476, gefertigt aus rotem Marmor. Der Tote wird schlafend, sein Kopf auf einem Kissen ruhend, dargestellt. An seiner Kleidung kann man wieder das Bildprogramm, also Maria und den Erlöser, finden.
Das Fenster über dem Grabstein ist ein Glasgemälde mit Szenen aus dem Wirken des hl. Benno und des hl. Korbinian von Richard Holzner (1931). Über dem Fenster sind als Relief links das Wappen der Familie Tulbeck (eine Art Fass) und rechts das bischöfliche Wappen Johannes Tulbecks (das Fass und der Freisinger Mohr) angebracht.

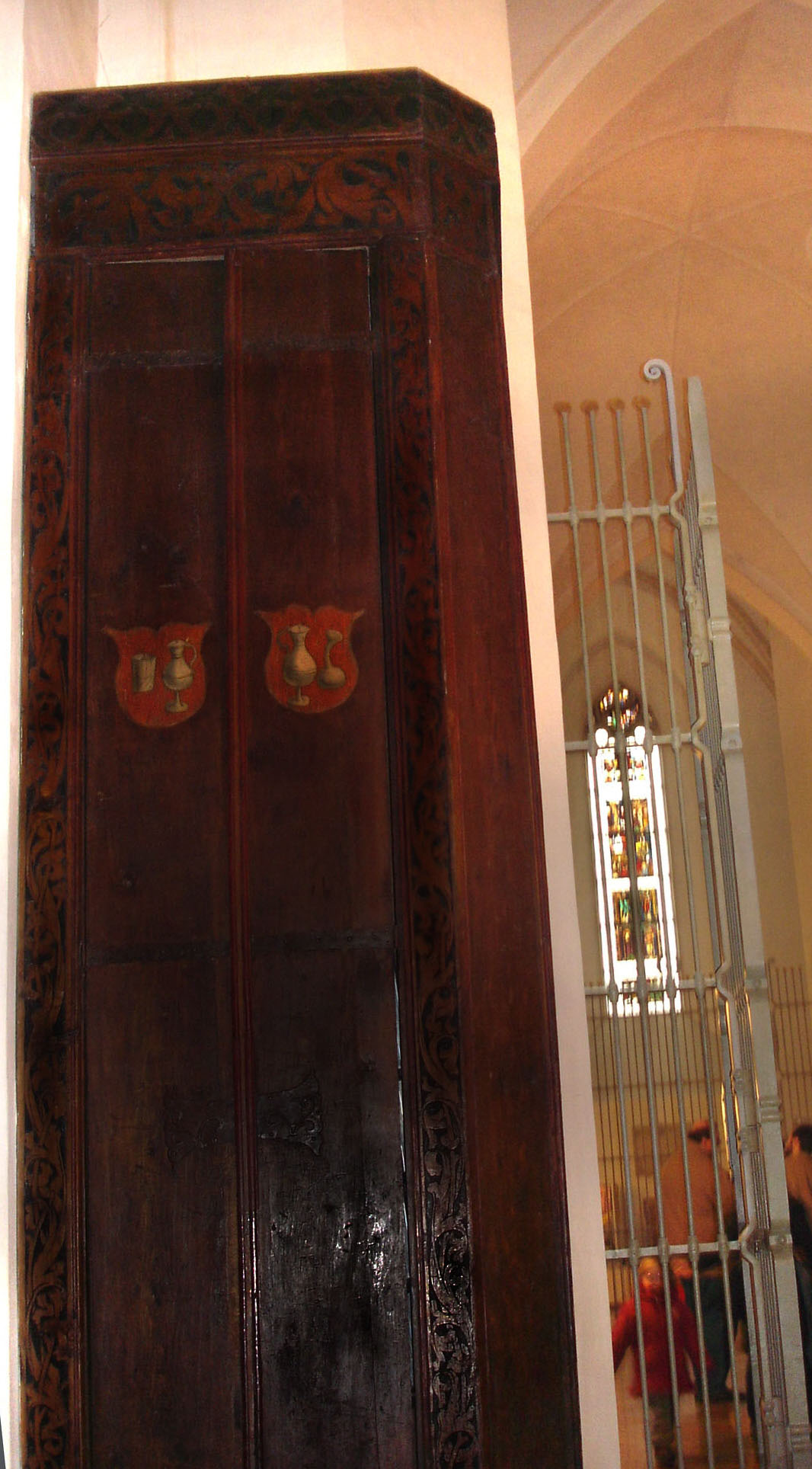
Der Fahnenschrank der Zunft der Wein- und Brandweinausschenker

Unter dem Scheidbogen zum nördlichen Seitenschiff kann man an der Nordseite die Epitaphien des Kammerherren Joh. P. Bianchi († 1615) und darunter das des Chorherren Franz Tichtl († 1520) sehen. Gegenüber hängen ein Altarbild mit dem Auferstandenen aus einem früheren Retabel der Tulbeckkapelle, die dessen Benefiziat, der Chorherr Henry Anslew, um 1600 errichten ließ, und das Epitaph des Chorherren Joh. P. Pronner († 1618).

##### Ehemalige Apolloniakapelle
Im Jahr 1416 stiftete die Münchner Familie Tichtl ein immerwährendes Messstipendium, das Begängnis eines Jahrtages und ein ewiges Licht, was alles 1432 durch Franz Tichtl um eine eucharistische Donnerstagsprozession ergänzt wurde. Die Prozession hatte bis ins 19. Jahrhundert Bestand. Als Patrone der Kapellen sind von 1416 die hl. Margareta und die Heiligen Drei Könige überliefert, 1442 um die hll. Korbinian, Apollonia, Felix und Adauctus als Mitpatrone ergänzt.
In der Kapelle befindet sich heute ein Beichtraum, der 1993 eingefügt wurde. Über diesem hängt das Altarblatt des alten Altares von 1690, ein Werk des Münchner Hofmalers Franz Degler. Die Glasgemälde im Fenster der Kapelle stellen die Rosenkranzgeheimnisse dar und wurden 1961 durch Josef Auer nach Kartonentwürfen von Alois Miller, entstanden 1934, ausgeführt. An der Eingangswand gegenüber hängt das Epitaph des Kardinals Franziskus von Bettinger, das aus rotem Marmor gefertigt wurde, daneben ist eine Liste von gefallenen Adligen im Ersten Weltkrieg angebracht. Am Pfeiler gegenüber dem Epitaph hängt eine bronzene Immaculata von Elmar Dietz, die 1959 durch den bayerischen Adel gestiftet wurde.

##### Dreikönigskapelle

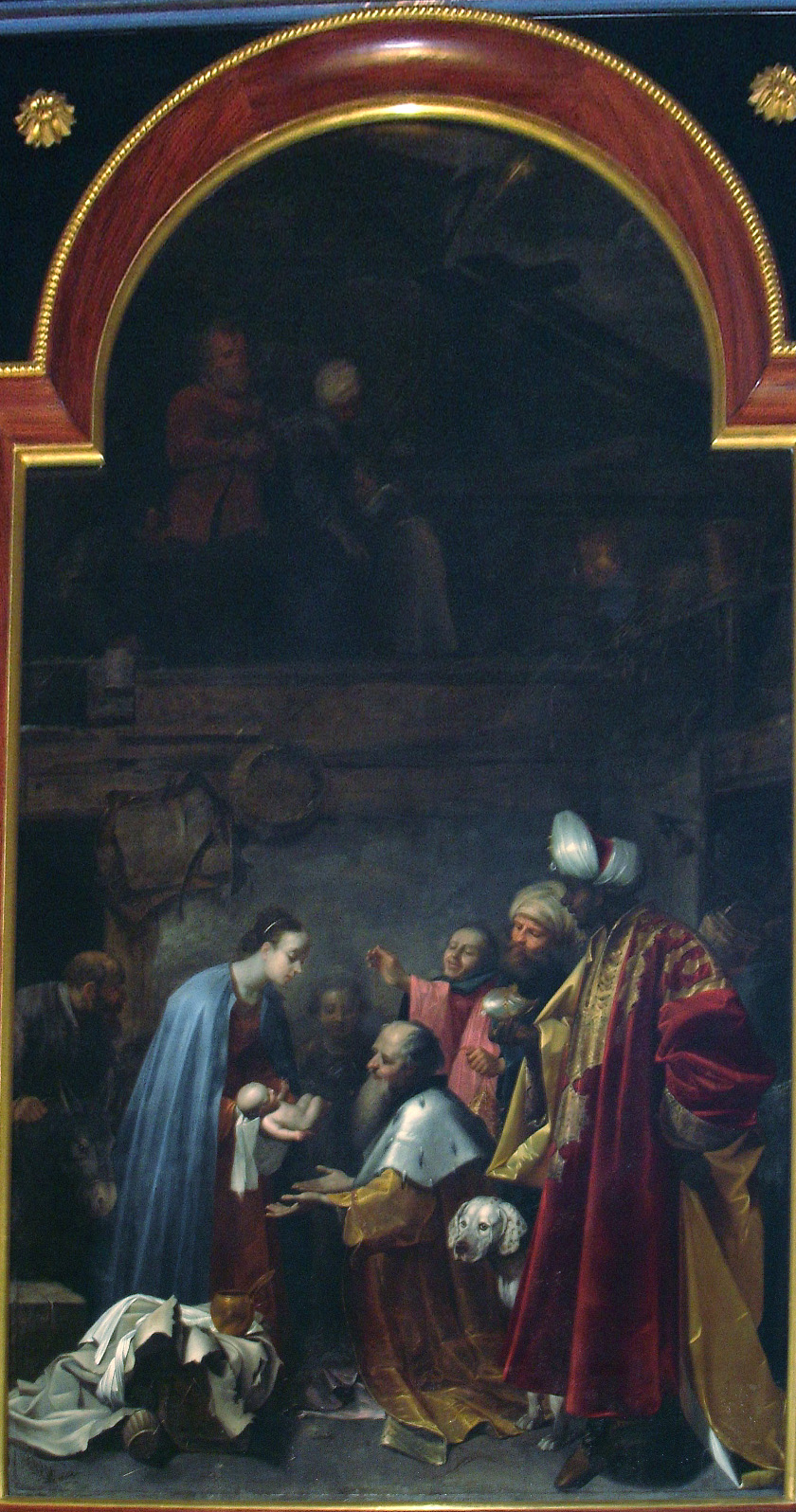
Anbetung der Heiligen Drei Könige

Der Altar der Kapelle wurde 1468 durch die Familien Giesser und Schluder gestiftet, gelangte aber 1518 unter das Patronat der Patrizierfamilie Barth, deren Grablege sich dort auch befindet. In der Tradition der Familie wurden die männlichen Angehörigen nach den Heiligen Drei Königen benannt (Caspar, Melchior, Balthasar). Das Glasgemälde der Kapelle zeigt Christus als Wohltäter und wurde durch den Künstler Robert Rabold geschaffen. Unter diesem Fenster sind die Epitaphien der Barths eingelassen (Ende 16. Jahrhundert bis 1763).
Das Altargemälde (Anbetung der Hl. drei Könige) ist ein bedeutendes frühbarockes Werk von Ulrich Loth (1628), in dem der Künstler virtuos Licht- und Schatten führt. Während die Könige das Jesuskind anbeten und in scheinwerferartiges Licht getaucht sind, kann man die Stifter nur ganz schwach auf dem Heuboden des Stalls erkennen. Im Oberbild sind die Evangelisten und in der Predella die Heiligen Leonhard, Onophrios der Große, Katharina und Agatha abgebildet, alles Nebenpatrone der Kapelle. Gegenüber dem Altar hängen die Totenschilde der Familien Barth und Giesser.

##### Thomas- und Korbiniankapelle

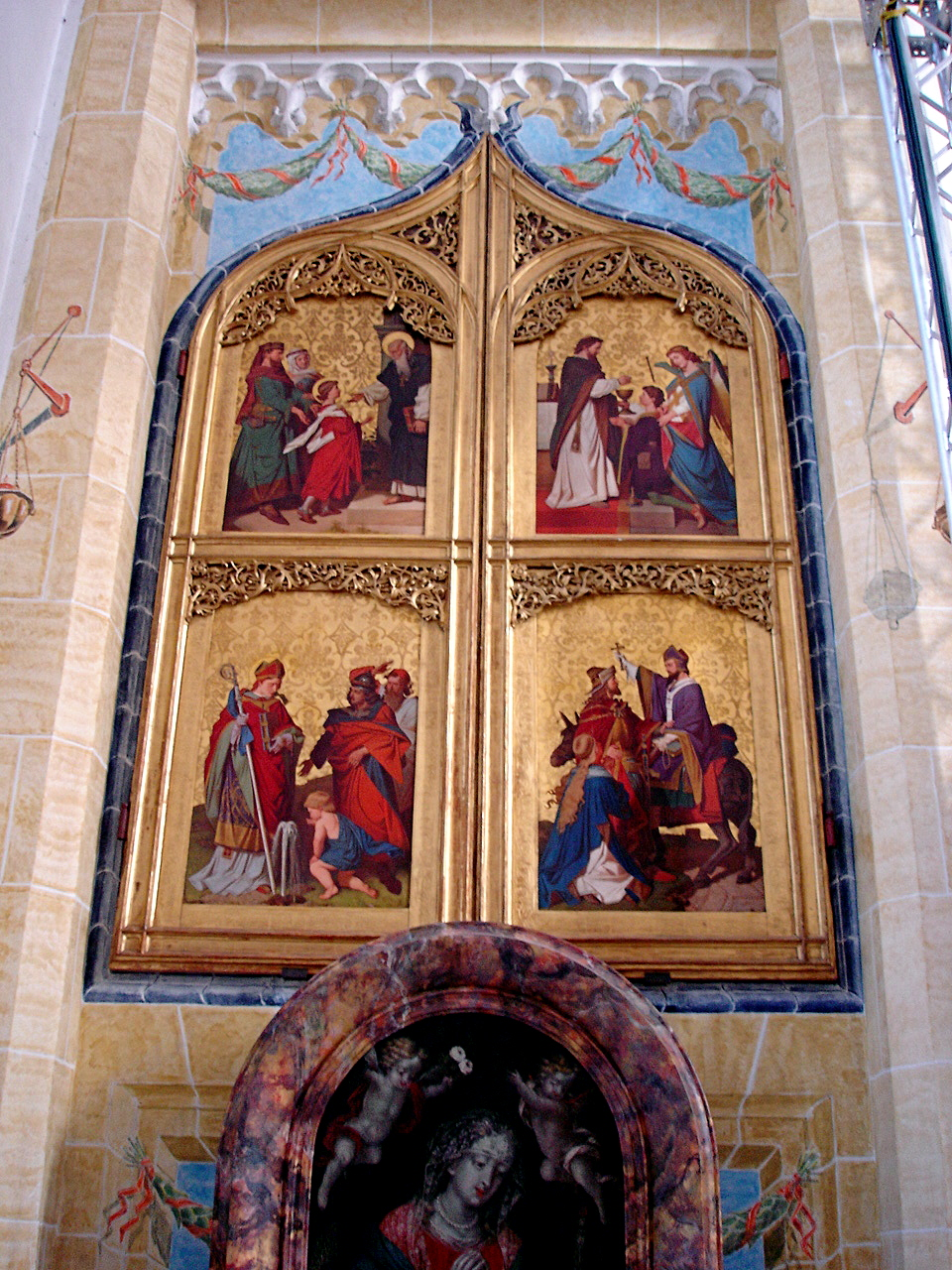
Flügelbilder mit Legenden aus dem Leben des hl. Korbinian (rechts) und Benno von Meißen (links), darunter das Marienbild

Bereits 1349 wurde dem Apostel Thomas ein Altar geweiht. Die Stiftung erfolgte durch Heinrich Stupf und Konrad Wilbrecht.
Seit 1651 wurde in der Kapelle ein wundertätiges Marienbild, „Mariä Rosen“ genannt, verehrt. Zur Verehrung kam es 1633, als ein Schneider schwor, ein Marienbild zu kleiden, falls sein Haus von einem Feuer verschont würde. Als sein Haus nicht verbrannt war, wählte er diese frühgotische Figur aus und kleidete sie ein. Das Gnadenbild wurde allerdings 1859 bei der Purifizierung zerstört.
An der Westwand hängt das erhaltene Predellenbild des frühbarocken Altares, das zeigt, wie Thomas in die Seitenwunde Jesu fassen darf. Über dem Bild hängt eine Holztafel mit einer Marienkrönung von Josef Knabl und das Epitaph von Albert Lerch, eines Benefiziaten der Kapelle.
Auf dem Boden liegen zwei gotische Schlusssteine, die nach dem Krieg aus den Trümmern geborgen wurden. Sie konnten allerdings nicht mehr integriert werden, da sie für die heutige Gewölbekonstruktion zu schwer wären.
Das Glasgemälde von Robert Rabold aus dem Jahr 1965 zeigt Heilige aus dem Erzbistum: Anianus, Irmingard von Tours, Edigna, Marinus, darüber Rupert von Salzburg, Korbinian, Benno, Otto von Freising und zum Abschluss die Gottesmutter. Unter dem Fenster ist der Grabstein eines unbekannten Ritters von 1600 und das Epitaph des Benefiziaten Ignaz Kremponer († 1690) eingelassen.
Der Hauptaltar der Kapelle besteht aus zwei Flügeln des neogotischen nördlichen Chorpfeileraltars. Die Flügel zeigen Legenden aus dem Leben des hl. Korbinian auf dem rechten und aus dem Leben des hl. Benno von Meißen auf dem linken Flügel. Gemalt wurde der Altar von Maximilian Menz im Jahr 1865. Umrahmt werden die Tafeln von Scheinarchitektur, die im Zuge der Restaurierung der Kirche 1993 von Elmar Hillebrand gemalt wurde. Auf dem Altar steht ein kleines Gemälde, gemalt um 1610, auf dem Maria mit dem Jesuskind abgebildet ist, von Engeln mit Rosen bestreut. Es wurde 1992 erworben und soll an das Patrozinium der „Mariä Rosen“ erinnern.

##### Kapelle des hl. Blasius und der Unschuldigen Kindlein

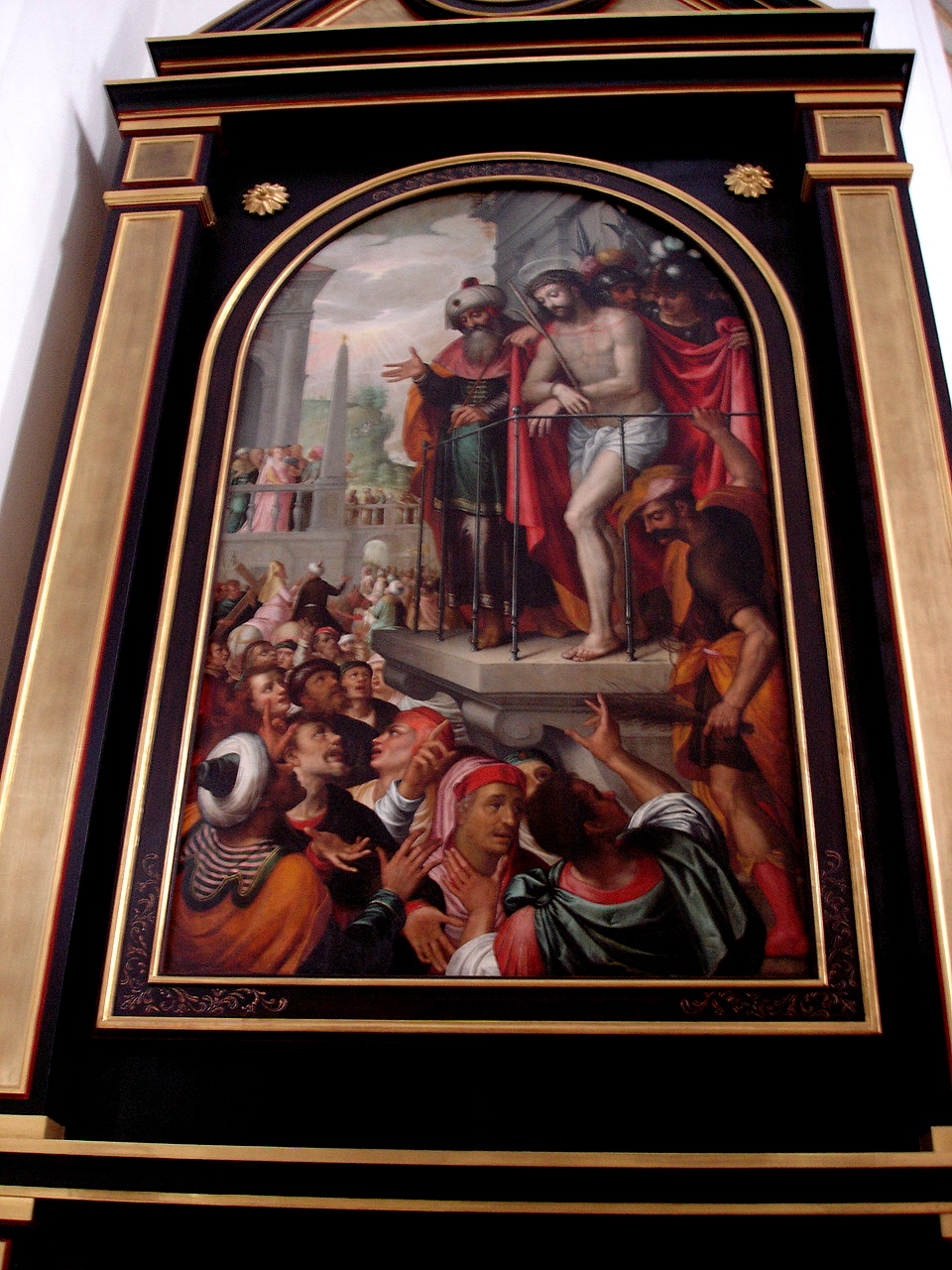
Ecce-Homo-Altar

Das Kapellenpatrozinium ist schon aus der Vorgängerkirche seit 1439 bekannt und wurde 1959 um die Sieben Schmerzen Mariä erweitert.
Das Altarbild der ursprünglichen barocken Ausstattung wurde im Zuge der Purifizierung 1860 entfernt und nach Frauenchiemsee transferiert, um dort als Hochaltar zu dienen. Vom barocken Ensemble ist nur das Predellenbild von Jacopo Amigoni mit der Darstellung des Bethlehemitischen Kindermordes erhalten (1717 bis 1720). Es hängt an der Westwand.
Das Hauptaltarbild ist eine Darstellung des Ecce-Homo-Themas von 1599. Es ist eine Stiftung des Münchner Patriziers Franz Füll von Windach und stammt vom Ecce-Homo-Altar des abgebrochenen Bennobogens.
Wie für den Manierismus typisch, drängt sich eine große Menge auf dem Bild, die Personen in bedeutungsvollen, unnatürlichen (manierierten) Posen. Ebenso typisch für diese Spätphase der Renaissance ist die Farbgebung. Die Signatur des Gemäldes ist nicht mehr entzifferbar, wird aber heute mit Johann Rottenhammer gleichgesetzt. Er schuf ebenfalls das Oberbild, das Ijob zeigt. Dieser ist hier als Vorverkörperung Christi zu interpretieren, der genauso wie Jesus auf dem Hauptbild leiden muss. Die Predella wird einem Schüler Rottenhammers zugeordnet und zeigt die Heiligen Bernhard, Dionysius, Egidius, Justina und Sophia.
Rottenhammer schuf auch zwei schmale, zum Ensemble gehörende Bilder, welche die Namenspatrone der Stifter, die hll. Franz von Assisi und Barbara zeigen und eine spätgotische Figur des hl. Blasius flankieren. Die Figur verweist auf das andere Patrozinium der Kapelle. Gegenüber der Kapelle sind an einen Pfeiler die erhaltenen Teile eines Bronzeepitaphs angebracht. Das Epitaph wurde 1614 durch den herzoglichen Leibarzt Jacob Burchard († 1618) für sich und seine Familie bei Hans Krumpper in Auftrag gegeben.

##### Kapelle der hll. Sebastian und Agnes
Die Kapelle war der Tradition nach der Begräbnisplatz der Priesterbruderschaft. Daran erinnert ein Epitaph mit mehreren Bronzereliefs an der Nordwand. Die Reliefs wurden 1620 von Hans Krumpper geschaffen und zeigen die Schutzmantelmadonna, den Dulder Ijob, den Propheten Enoch und den Evangelisten Johannes.
Das Altarblatt zeigt Christus am Kreuz im Typus des „einsamen Kreuzes“, um ihn herum eine wüste, einsame und dunkle Landschaft. In dieser sticht der strahlende Leib Jesu besonders hervor. Das Bild wird Anthonis van Dyck zugeschrieben und stammt aus der ersten Hälfte des 17. Jahrhunderts. Das Bild wurde 1821 nach der Errichtung des Erzbistums durch das Metropolitankapitel erworben. Auf dem Altar steht ein Gnadenbild der Mater dolorosa (Schmerzensmutter), das noch aus der barocken Ausstattung stammt und eine Kopie des Gnadenbildes der Herzogspitalkirche ist. Das Bild an der Westwand stammt vom ehemaligen Petrusaltar des abgebrochenen Bennobogens. Es zeigt die Kreuzigung des Petrus und stammt aus den Händen des Venezianers Cosmo Piazza. Das ovale Oberbild darüber zeigt einen segnenden Christus, gemalt von Hans Krumper. Beide Gemälde sind um 1604 entstanden und sind spätmanieristisch komponiert.
Das Glasgemälde der Kapelle ist aus zwei verschieden alten Beständen zusammengesetzt. Im unteren Bereich sind die hll. Michael und Nikolaus abgebildet, darüber die hll. Bartholomäus und Wolfgang. Diese Scheiben stammen aus der Zeit nach 1468. Der obere Teil der Glasgemälde stammt aus der Zeit um 1390, stammt also noch aus der alten Kirche, und stellt Passionsszenen dar.

##### Ehemalige Andreaskapelle, heute Sakristeieingang

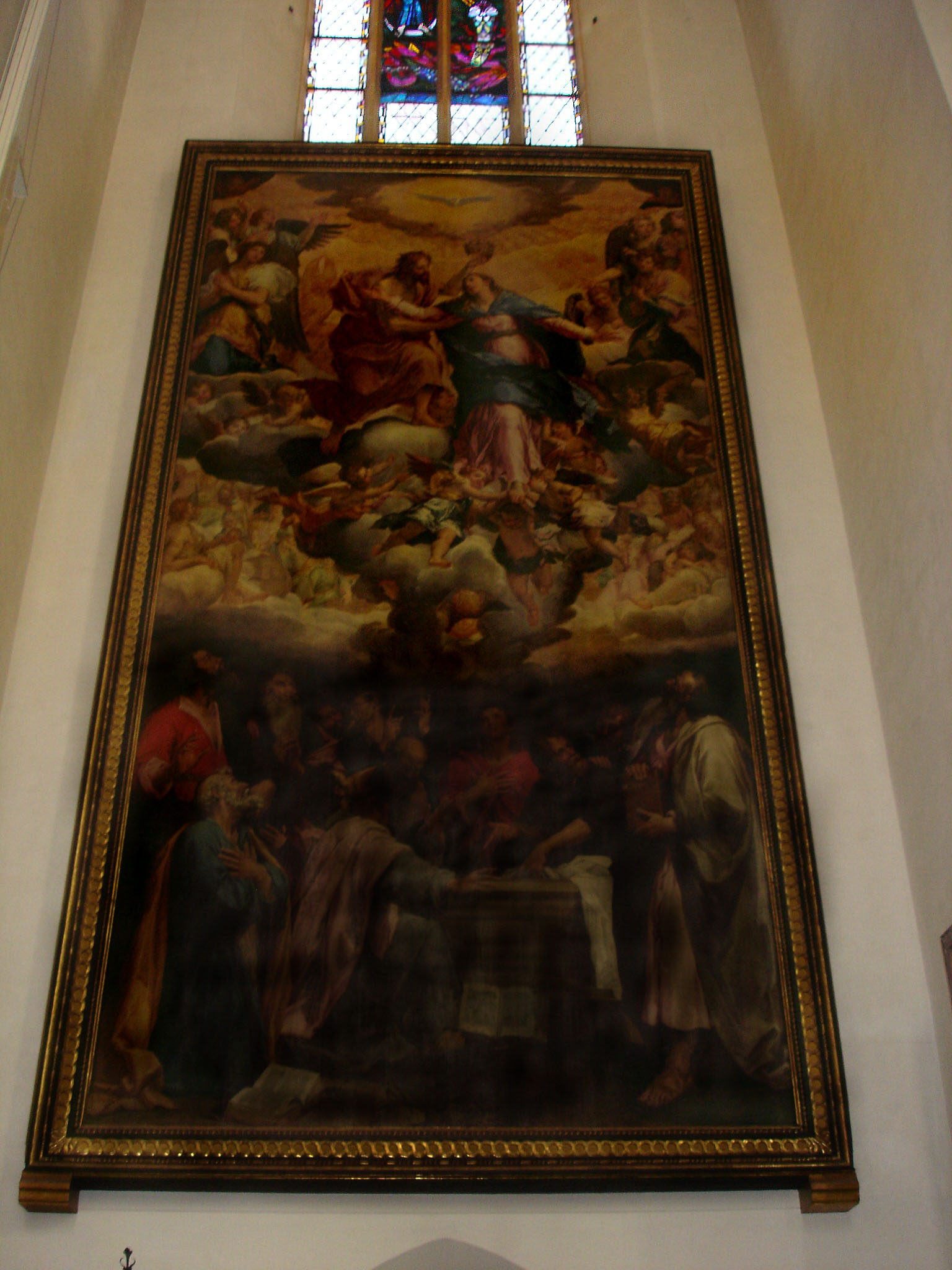
Ehemaliges Hochaltarbild

Die erste Kapelle im Chorumgang war ursprünglich dem Apostel Andreas geweiht. Sie ist aber seit dem Bau der Bennosakristei zu Beginn des 17. Jahrhunderts ohne Altar. Die Bildwerke des spätgotischen Flügelaltares des Meisters von Rabenden und Bilder von Jan Polack befinden sich in einem neuen Retabel von 1994 in der Michaels-, Florians- und Sebastianskapelle im Chorumgang. Anstelle eines Altares befindet sich dort heute ein großes neogotisches Steinepitaph für den Erzbischof Gregor von Scherr (1856 bis 1877) von Paul Sayer. Von Scherr hatte die Umgestaltung der Kirche im neogotischen Sinne veranlasst. Das gefasste Relief an der gegenüberliegenden Wand, das den Tod Mariens zeigt, ist um 1500 entstanden.
Das 1620 vollendete ehemalige Hochaltarbild von Peter Candid an der Nordwand stellt die Aufnahme Mariens in den Himmel dar. Es ist neben den Gemälden von Peter Paul Rubens für Neuburg, den Freisinger Dom und die Münchner Augustinerkirche eines der wichtigsten Altarbilder dieser Zeit im süddeutschen Raum. Außerdem soll es das größte Gemälde auf Holzuntergrund sein. Das Bild teilt sich in zwei Bereiche: Unten stehen die erstaunten Apostel um den leeren Sarg Mariens, während oben Christus seine Mutter im Kreis der Engel empfängt und krönt. Das Fenster über dem Altargemälde, mit Scheiben gestaltet 1965 von Max Lachner, zeigt das apokalyptische Weib.

##### Katharinenkapelle

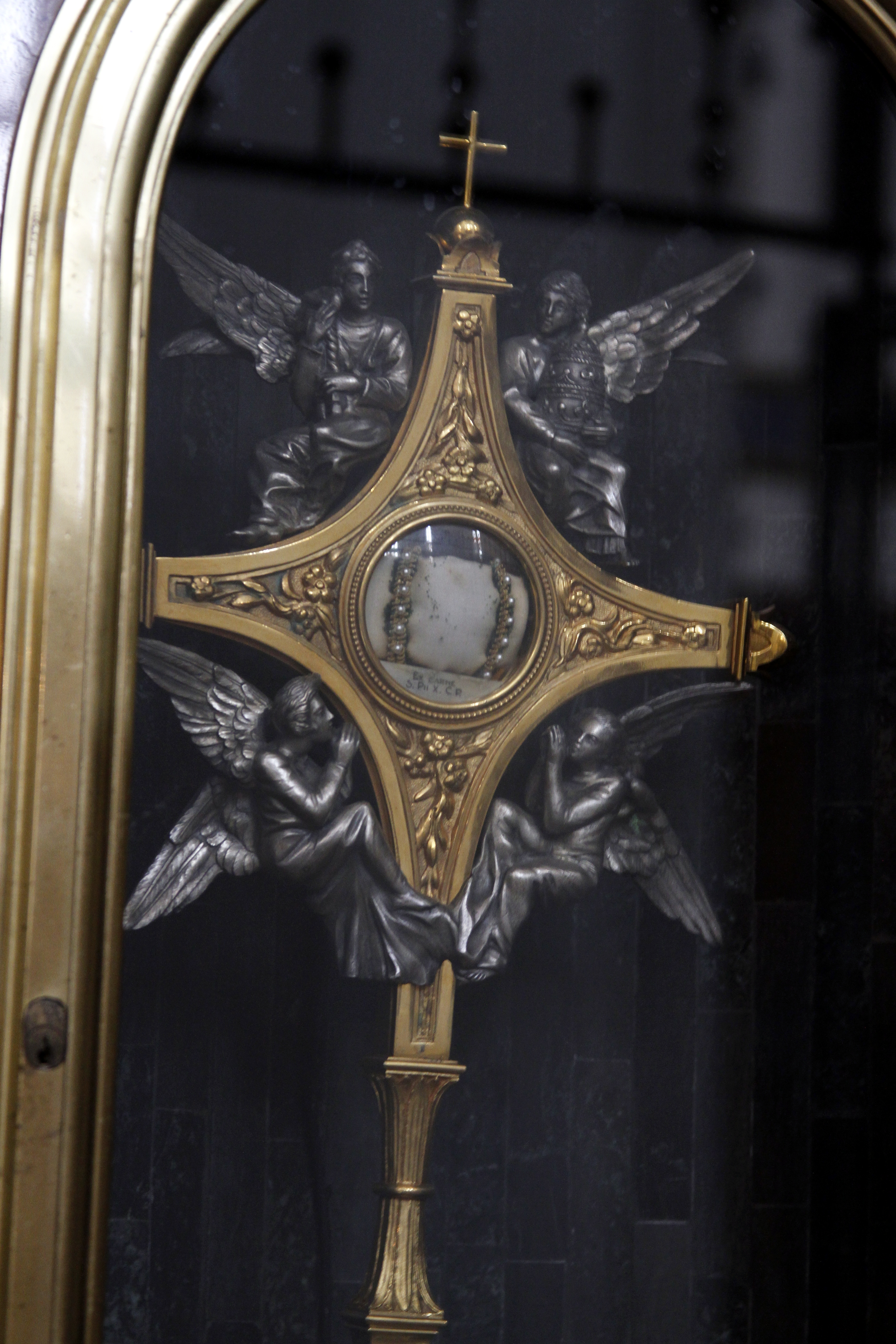
Ostensorium mit der Reliquie Pius’ X.

Schon das Kapellengitter verweist mit dem Zeichen des gebrochenen Rades auf das Patrozinium der hl. Katharina von Alexandrien, das sich ebenfalls in der Vorgängerkirche an derselben Stelle bestand. Der Arzt Peter Lamparter stiftete 1446 ein immerwährendes Messstipendium in dieser Kapelle. Im Neubau bekam die Goldschmiedezunft die Kapelle und verpflichtete sich, sie zukünftig auszustatten. Daher rührte traditionell eine reiche Ausstattung. Weil sie 1692 das Begräbnisrecht in der Kapelle erhielt, stiftete die Witwe Catharina Ducatin ein neues Altarretabel mit Bildern von Andreas Wolff. 1960 wurde der Kirche im Rahmen des Eucharistischen Weltkongresses ein Ostensorium mit einer Reliquie aus der Hand des hl. Pius X. übergeben, das heute in der Nordwand der Kapelle in einem Reliquienschrein eingelassen ist. Auf dem Hauptbild des Altares ist in bewegter und dramatischer Weise die legendäre Übertragung der Reliquien der hl. Katharina von Alexandrien zum Sinai durch Engel zu sehen. Das Haupt der Heiligen liegt auf einem Tuch und wird von Putten erhoben, der Körper von anderen Engeln. Das Oberbild zeigt die heiligen Nebenpatrone Petrus und Bartholomäus, die Predella die hll. Ursula und Katharina.
Das Glasgemälde enthält Scheiben der Zeit um 1430 von zwei verschiedenen Fenstern aus der Vorgängerkirche. Die vier oberen stammen vom Dreikönigsmeister, dessen Werke auch an anderen Stellen der Kirche zu sehen sind. Vor dem unteren, zugemauerten Teil des Fensters hängen das Oberbild vom ehemaligen Hochaltar Peter Candids, das Gottvater zeigt, sowie die Predella mit der Verkündigungsszene.

##### Kapelle der hll. Anna selbdritt und Georg der Hofbruderschaft

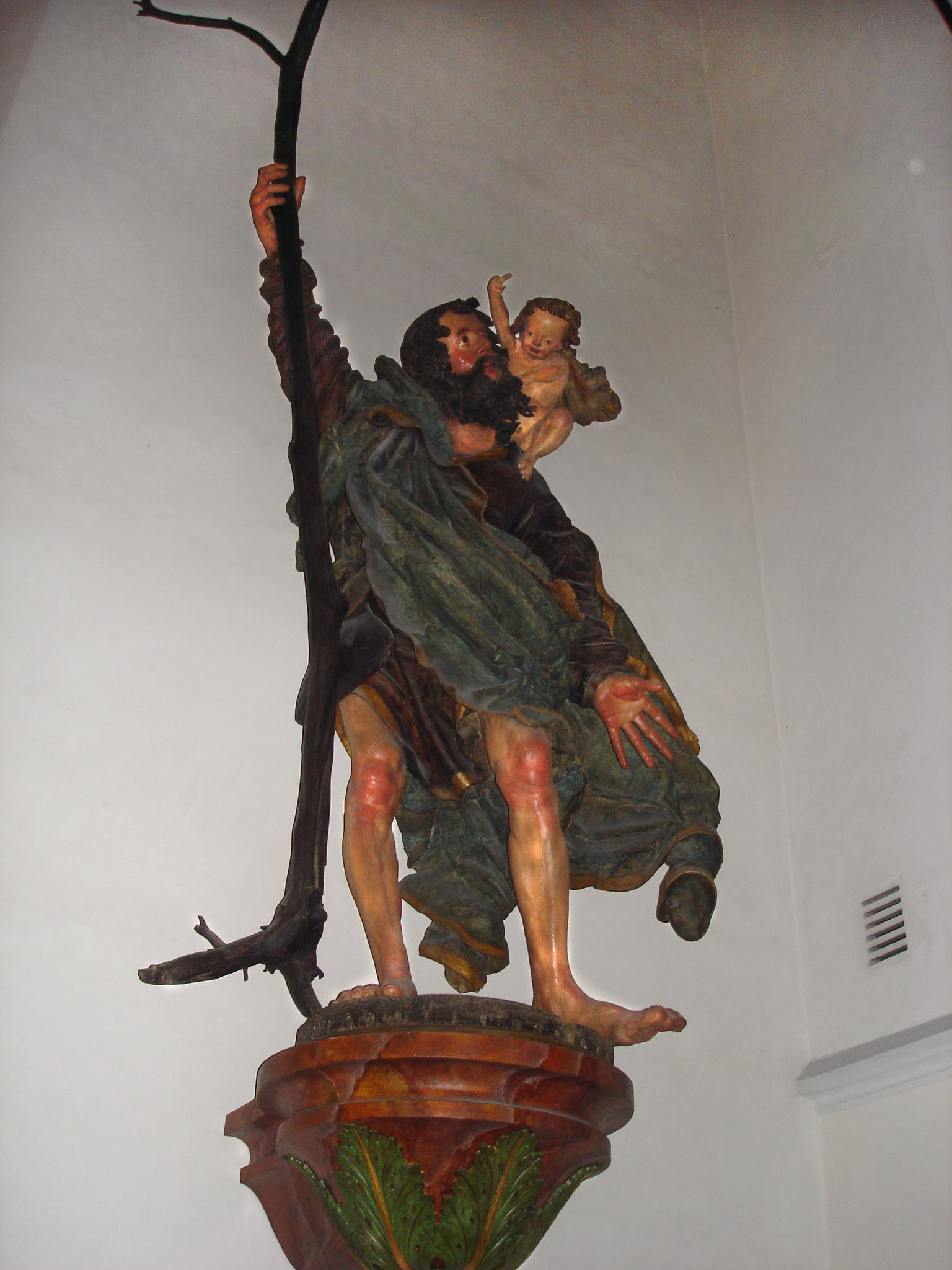
Hl. Christophorus von Hans Leinberger, um 1525

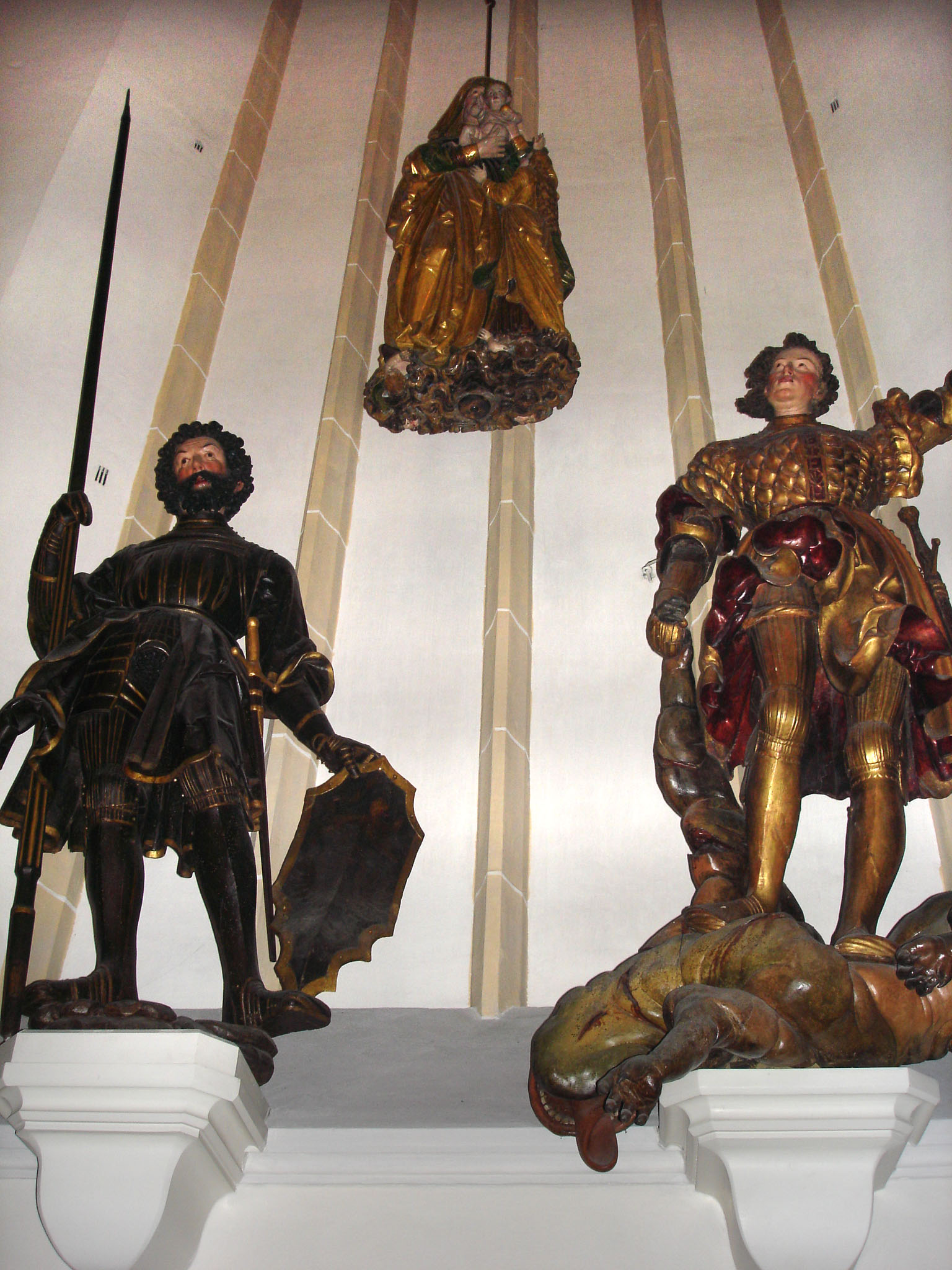
Figuren der Anna selbdritt und der Heiligen Rasso und Georg

Die Kapelle ist eine wittelsbachische Stiftung und hatte schon im Vorgängerbau ihre Entsprechung. 1437 stifteten Herzog Ernst und seine Ehefrau Elisabeth Visconti (uneheliche Tochter des Herzogs von Mailand) eine Ewigmesse. Auf diese beiden nehmen die Schlusssteine des Gewölbes Bezug. Sie zeigen die wittelsbachischen Rauten und das „Mandlfresser“, die Viscontischlange. In den Jahren 1473 und 1481 wurden die Stiftungen ergänzt. Die Hofbruderschaft wurde 1496 begründet. Wilhelm IV. bestellte um 1510 ein neues Altarretabel beim damaligen Hofmaler Hannsen. Aus diesem Auftrag stammen wahrscheinlich auch die nicht erhaltene Wandmalerei (ebenfalls durch Meister Hannsen ausgeführt) sowie die herausragenden, lebensgroßen Holzfiguren berühmter spätgotischer Meister. 1512 stiftete der erste Stiftspropst Johannes Neuhauser ein Benefizium. Neuhauser, ein Halbbruder Albrechts IV., war eine einflussreiche Person in der Hofbruderschaft. 1630 wurde der gotische Altar durch einen barocken mit Gemälden Ulrich Loths ersetzt, der nach der Restaurierung wieder aufgestellt wurde.
Das Fenster der Kapelle ist teilweise zugemauert. Das Glasgemälde im oberen Teil mit einer Verkündigungsszene entstand um 1500 und ist eine Münchner Arbeit. Vor dem zugesetzten Teil ist die hl. Anna selbdritt vom Gewölbe herabgehängt. Sie stammt von Stephan Rottaler, der sie zwischen 1515 und 1520 fertigte. Der Typus der Anna selbdritt ist hier typisch für den Raum nördlich der Alpen dargestellt, da die Mutter Anna gegenüber Maria und Jesus viel größer erscheint. Das Jesuskind in Marias Armen hält einen Apfel als Zeichen dafür, dass Christus der neue Adam ist. Maria steht zu Füßen Annas und hält sich an ihrem Kleid fest. Beide stehen auf einer Wolke, die von Putten erhoben wird. Die hölzerne Figur ist bis auf das Inkarnat golden gefasst. Unter ihr stehen auf Konsolen die Holzfiguren der hll. Rasso (links) und Georg (rechts). Beide tragen spätgotische Rüstungen und äußerst lange Lanzen. Rasso hält zusätzlich ein Schild, Georg steht auf dem hier sehr klein ausfallenden Drachen. Der hl. Rasso ist ein Werk des Meisters von Rabenden, der hl. Georg von Hans Leinberger. Beide sind um 1520 entstanden. Der neogotische Totenschild des Grafen Preysing unter den Statuen stammt aus dem 19. Jahrhundert. An der Westwand steht ein Meisterwerk Hans Leinbergers, die Figur des hl. Christophorus (um 1525). Ursprünglich stammt sie aus dem Püttrichkloster, das heute nicht mehr existiert. Dort stand sie an der Fassade, sodass jeder sie sehen konnte, da man sagte, der Anblick des hl. Christophorus schütze vor plötzlichem Tod. Die Figur des Christophorus trägt das Jesuskind auf ihrer Schulter. In ihrer Rechten hält sie einen langen Stock. Das Gewand von Christophorus ist extrem bewegt und verdreht, als ob Wind hindurchfahren würde, genauso der Mantel Jesu. Das Altarblatt von Ulrich Loth zeigt, wie der hl. Georg den Drachen tötet. Im Hintergrund steht die Prinzessin, die er der Sage nach rettete. Die Predella zeigt das heilige Kaiserpaar Heinrich und Kunigunde.

##### Sakramentskapelle

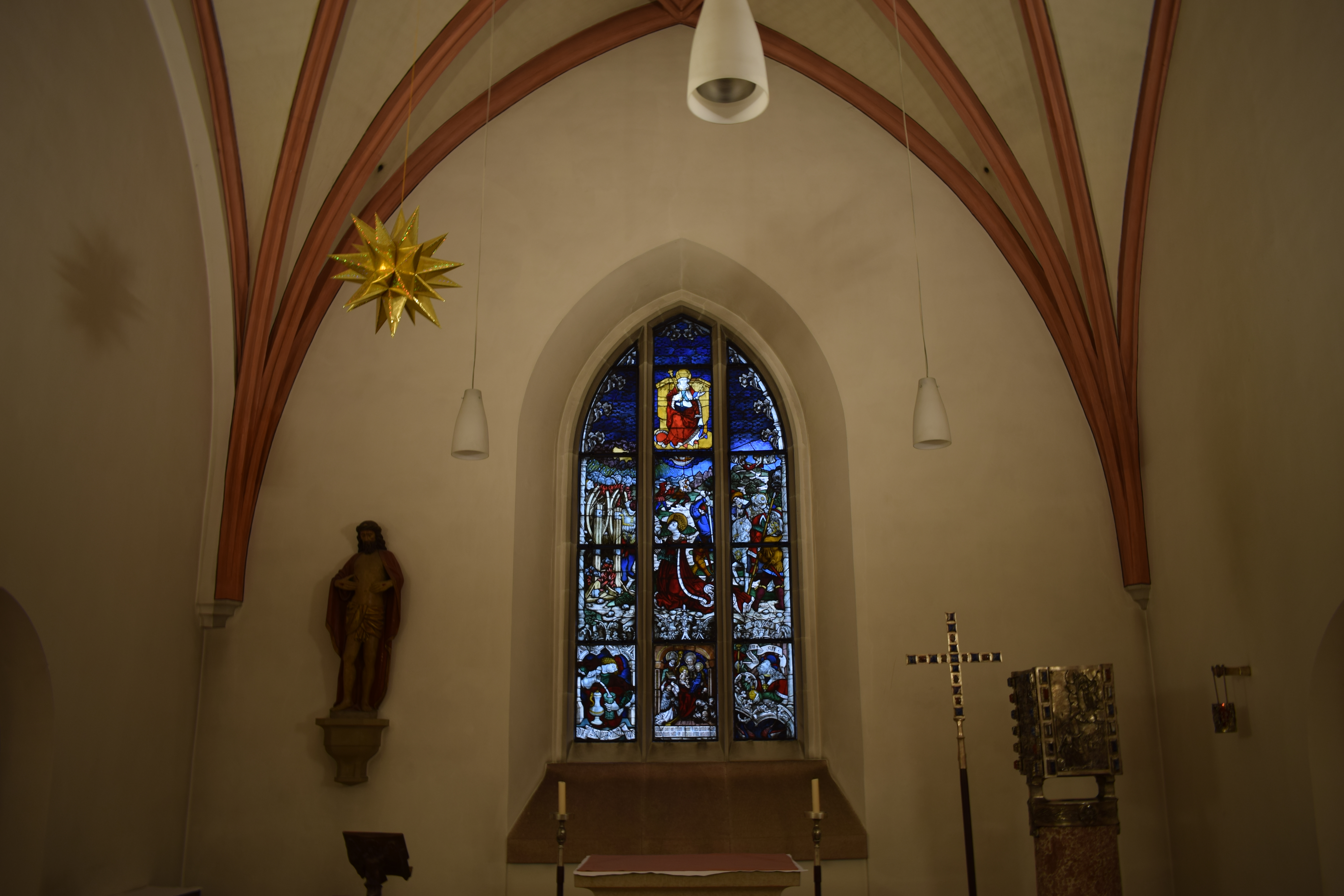
Altar der Sakramentskapelle

Die heutige Sakramentskapelle befindet sich in der ehemaligen gotischen Sakristei. Diese ist ein abgeschlossener Raum, der in die untere Hälfte der Kapelle eingefügt ist. Da der Raum außen wie auch die heutige Bennosakristei hervortritt, ist er anders als alle anderen Kapellen fast quadratisch. Gleichzeitig entstand durch das Einfügen dieses abgeschlossenen Raums in der oberen Hälfte der Kapelle eine Empore. Der Eingang zur Sakramentskapelle ist wie das Hauptportal als Hausteinportal gestaltet. Nur sind hier statt zweier Figuren zwei Fialen auf die Halbsäulen platziert. Das Portal wurde während des Krieges beschädigt und ist in diesem Zustand belassen. Links vom Portal befindet sich eine Tür zum Aufgang zur Empore. Über der Tür ist ein Asylzeichen eingelassen, wie an Haupt- und Nordwestportal, nur dass dieses hier noch eine farbige Fassung vorweisen kann. Zwischen Aufgang und Portal ist das Epitaph des ersten Stiftspropst Johannes Neuhauser († 1516) zusammen mit zugehörigem Weihwasserbecken angebracht. Durch die Position des Epitaphs sollten die Chorherren bei der Rückkehr vom Chorgebet Neuhausers gedenken. Das Epitaph aus rotem Marmor, der in der Kirche oft vertreten ist, zeigt eine Vanitasdarstellung, ein Skelett, das von Würmern und anderem Getier zerfressen wird.

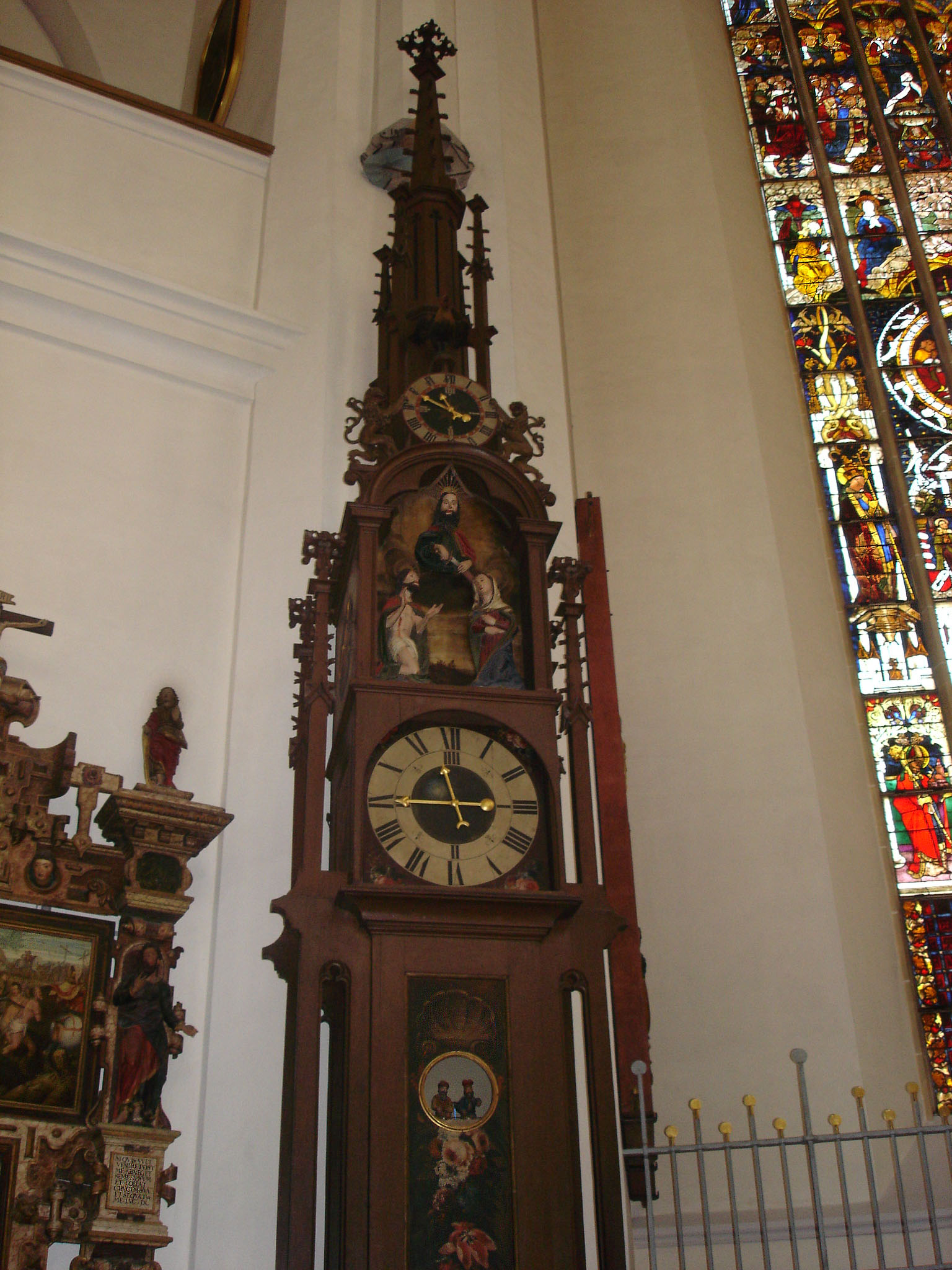
Automatenuhr; links zu sehen das Epitaph von Philipp Dobereiner, rechts der Auferstehungsaltar des Münchner Magistrats in der Sebastianskapelle

Das Epitaph des Stiftsdekans Philipp Dobereiner († 1576) auf der anderen Seite des Portals stellt eine äußerst feine und qualitätvolle Arbeit des Manierismus dar. In seinem mit Rollwerk gezierten Rahmen befinden sich zwei kleine Gemälde. An der linken und rechten Rahmenseite dienen zwei Figuren als Säulen. Auf dem oberen Teil des Rahmens ist ein Gekreuzigter angebracht, links von ihm steht Maria auf dem Kapitell der darunter liegenden Säule, rechts von ihm der hl. Apostel Johannes. Unter dem Kreuz ist in einer Nische ein Bildwerk des Christus in der Rast aufgestellt. Am unteren Teil des Rahmens ist zum Abschluss ein Totenschädel zu sehen, ebenfalls ein Symbol der Vergänglichkeit. Der gesamte Rahmen ist farbig gefasst.
Das Gehäuse der großen Automatenuhr an der Trennwand zwischen Sakraments- und Sebastianskapelle birgt vermutlich den ältesten noch funktionierenden Bildautomaten. Auf dem Uhrenkasten selbst stehen zwei Löwen, die ein kleines Zifferblatt in Händen halten. Über ihnen sitzt ein Hahn (in der ersten Hälfte des 18. Jahrhunderts hinzugefügt). Bekrönt wird der Automat von vier kleinen und einer großen Fiale. Über dem Frontzifferblatt befinden sich drei Figuren: Gottvater und unter ihm Jesus und Maria. Zu bestimmten Uhrzeiten bewegt Gott das von ihm gehaltene Schwert, während Christus und Maria zu seinen Füßen für die Menschen bitten. Die Figuren sind um 1500 entstanden und werden Erasmus Grasser zugeschrieben. Das Gehäuse wird ferner im unteren Teil der Vorderseite von zwei Prophetenbüsten und auf allen Seiten von gemalten Blumenmotiven geziert. Der Aufbau wurde im 17., 18. und 19. Jahrhundert ergänzt bzw. dem Geschmack der Zeit angepasst. Die Uhr diente ursprünglich zur Anzeige der Gebetszeiten für die Kanoniker. Heute läutet sie noch um 12 Uhr zum Chorgebet, wobei auch die Bildwerke bewegt werden.
Das barocke Altarbild „Heiligenhimmel“ an der Westwand der Empore stammt aus dem 17. Jahrhundert. Das Gemälde „Heiliger Wolfgang“ von Kaspar Gottfried Stuber aus dem Jahr 1715 an der Ostwand war ursprünglich ein Deckengemälde der nördlichen Stiegenkapelle. Das Glasfenster der Empore mit Motiven aus dem Marienleben wurde von Joseph Eberz 1931 entworfen und nach der Kriegszerstörung 1957 rekonstruiert. Die Sakramentskapelle ist ausschließlich zum stillen Gebet bestimmt. Außerdem werden hier die Werktagsmessen gefeiert.
Das Fenster an der Rückwand des quadratischen, kreuzgerippten Raums führt mehrere gotische Glasgemälde zusammen: Unten in der Mitte befindet sich eine Votivscheibe von Caspar Barth, gemalt im Jahr 1518 von Jacob Kistenfiger, auf der Barth zusammen mit einer Anna selbdritt und dem hl. Arsatius zu sehen ist. Links daneben ist eine Zunftscheibe der Weinschenken und rechts das Fragment einer Darstellung der Wurzel Jesse zu sehen. Beide Teile entstanden um 1500 und befanden sich ursprünglich in der St. Salvatorkirche. Darüber sind zwei Darstellungen aus dem Martyrium der Katharina von Alexandrien eingefügt, das Radwunder (das Rad, mit dem sie gemartert werden soll, wird durch einen Blitz, der auf ein Gebet von ihr hin einschlägt, zerstört und tötet 4000 Heiden auf einmal) und ihre anschließende Enthauptung. Auch dieses Glasgemälde entstand um 1500 in München und befand sich ursprünglich in der Salvatorkirche. Am Abschluss des Fensters thront Christus als Pantokrator, zugeschrieben wiederum Jacob Kistenfiger. Die Ausstattung der Kirche schuf im Jahr 1984 Max Faller. Die steinerne Erlöserfigur links neben dem Fenster entstand um 1450 in München. Sie ist noch in ihrer Originalfassung erhalten.

##### Michaels-, Florians- und Sebastianskapelle der Chorleviten

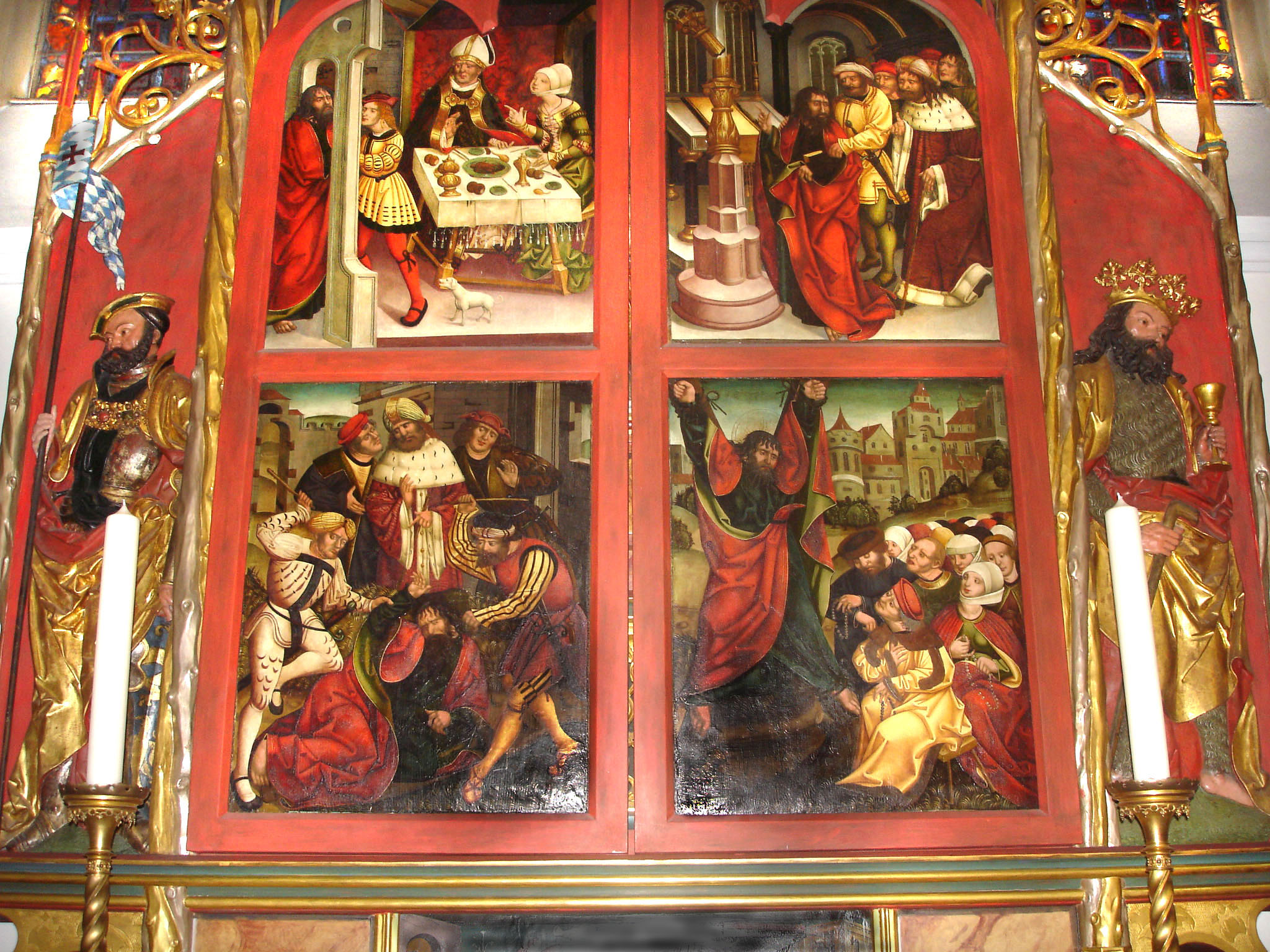
Andreasaltar in geschlossenem Zustand

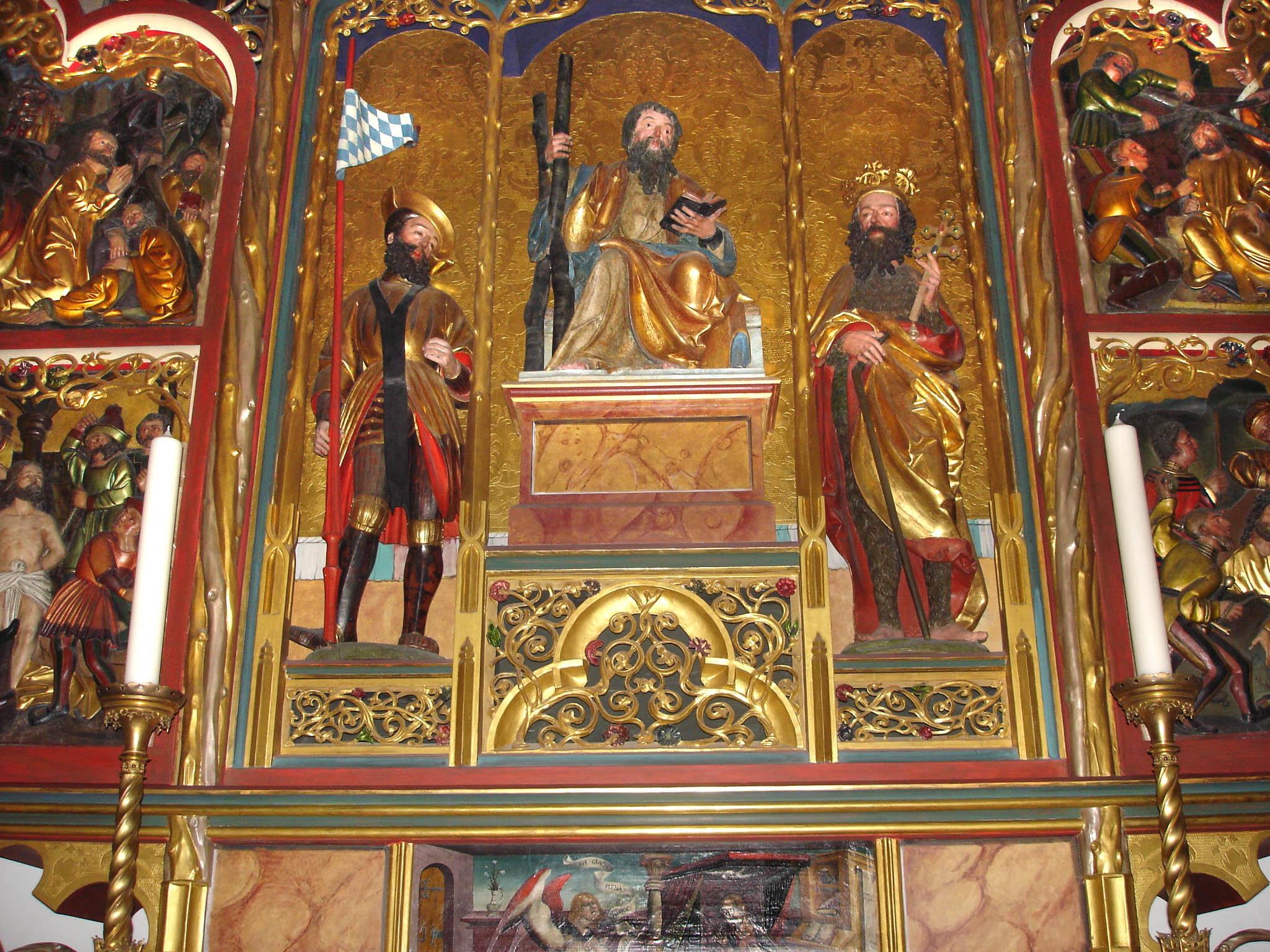
Figurenschrein des neugestalteten Andreasaltares

Die erste der Chorkapellen hat in ihrem Chorgitter als Verweis auf den hl. Sebastian eine Armbrust. Wie auch an allen übrigen Chorkapellen sind am Chorgitter weiterhin stilisierte Rosenranken angebracht.
Ursprünglich war im fünfbahnigen Fenster das sogenannte „Legendenfenster“ eingesetzt, das um 1490 entstand. Heute befindet es sich in der Rupertuskapelle.
Des Weiteren stand in der Kapelle ein spätgotischer Flügelaltar aus dem Jahr 1491 mit Schreinfiguren der Kapellenpatrone. Dieser Altar wurde 1696 nach Schmidham bei Warngau verkauft. Man ersetzte ihn durch ein Barockretabel, das dieselben Heiligen darstellte. Dieser Altar wurde von Sebastian Höger gestiftet und durch den Bildhauer Andreas Faistenberger ausgeführt. Auch von Faistenbergers Werk ist nur die monumentale Figur des von Pfeilen durchbohrten hl. Sebastian erhalten. Die Sebastiansfigur hängt heute an der rechten Kapellenwand neben vier spätgotischen Tafeln mit Passionsbildern von Jan Polack (um 1510). Ihr gegenüber hängen an der Nordwand die erhaltenen Flügel eines 1945 zerstörten neogotischen, vom Münchner Magistrat gestifteten Auferstehungsaltares von Max von Widnmann aus dem Jahr 1863. Die Reliefs zeigen die Erscheinung des Engels an die Frauen, die Jesu Leib salben wollen (Noli-me-tangere-Szene) und Jesu Erscheinung auf dem Weg nach Emmaus.
Das neue Hauptretabel entstand 1994 nach dem Vorbild des Schreins des Michaels-, Florians- und Sebastiansaltares und enthält die Figuren und Gemälde des ehemaligen Andreasaltares aus der gleichnamigen Kapelle, die sich an der Stelle des heutigen Sakristeieingangs befand.
Die Gemälde des 1513 entstandenen Altares stammen von Jan Polack, die Figuren vom Meister von Rabenden. Ursprünglich für die Kirche St. Nikolaus auf dem Haberfeld, eine Nebenkirche der Pfarrei, bestimmt, kam der Altar bei deren Abriss im späten 16. Jahrhundert in die Frauenkirche, wo er sich bis ins 19. Jahrhundert befand. Dann wurde er zerlegt, wobei der ursprüngliche Schrein verloren ging. Zur Restaurierung und Neuausstattung der Kirche wurden die Teile wieder zusammengefügt. Stilistisch markiert der Altar den Übergang von der Spätgotik zur Renaissance – die gotischen Elemente sind vollkommen in florale Elemente übergegangen (z. B. das Astwerk des Schreins) Bei geöffneten Altarflügeln sind die Figuren des Apostels Andreas, des hl. Rasso, eines Ritters und des heiligen Einsiedlers Onuphrius des Großen zu sehen. Der hl. Andreas thront erhöht in der Mitte und hält sein Attribut, das Andreaskreuz, außerdem ein Buch. Links von ihm steht Rasso, in Händen eine Flagge mit den bayerischen Rauten. Onuphrius ist als Zeichen seines Einsiedlertums mit einer Art Fell bedeckt. Er hält in einer Hand ein Kreuz, an dem ein Glöckchen hängt, und in der anderen Hand einen Stab. Außerdem trägt er eine Krone, die auf seine adlige Herkunft verweist.
Die geöffneten Flügel zeigen Reliefs mit Szenen aus der Passion Christi. Links oben betet Jesus im Garten Getsemani, darunter wird er gegeißelt. Rechts oben ist dargestellt, wie Soldaten ihn mit Stöcken schlagen, darunter bricht er unter dem Kreuz zusammen. In geschlossenem Zustand zeigen die Flügel Bilder aus dem Leben des hl. Andreas: links oben Maximilla, die Frau des Statthalters Ägeas, die er in Patras der Legende nach bekehrte, rechts daneben den Disput zwischen ihm und Ägeas, den er nicht bekehren konnte, links unten die Geißelung auf Geheiß des Statthalters und rechts unten die Kreuzigung an einem x-förmigen Kreuz sowie seine legendäre zweitägige Predigt zur Gemeinde. An den Standflügeln sind wiederum Reliefs von Rasso und Onuphrius angebracht. Die Predella des Retabels zeigt die Verkündigung des Herrn.
Das heutige Fenster der Kapelle wurde 1955 eingesetzt und besteht aus verschiedenen alten Scheiben, so z. B. Teilen des ursprünglichen Chorhauptfensters – des sog. Herzogenfensters – und des Astaller-Fensters, gestiftet 1395 durch den damaligen Bürgermeister Astaller.

##### Kapelle der Erzbruderschaft Unserer Lieben Frau zu Altötting
In der Chorhauptkapelle steht das Gnadenbild der ehemaligen Erzbruderschaft Unserer Lieben Frau zu Altötting, einer herzoglichen Gründung. Die Figur, die eine Maria mit Kind zeigt, ist aus Elfenbein und mit einem kostbaren Kleid angetan. Maria und Jesus tragen außerdem beide Kronen, die konisch zulaufen. Das Gnadenbild steht in einem Gläsernen Schrein an der Rückwand der Kapelle, davor stehen zwei erhaltene Bänke aus der Einrichtung durch Ignaz Günther.
An der linken Kapellenwand hängt das Tafelbild einer Schutzmantelmadonna. Das Bild wurde von der reichen Patrizierfamilie Sänftl zu Anfang des 16. Jahrhunderts gestiftet. Maria trägt auf dem Bild ein Kleid mit Ährenmuster (dieser Typus der Ikonographie nennt sich deshalb auch Ährenkleidmadonna). Engel breiten Marias weiten Mantel über die darunter kniende Menschheit. Auf der rechten Seit kniet der geistliche Stand (repräsentiert durch Priester, Ordensmänner, Bischöfe, Kardinäle) und auf der linken Seite die weltlichen Stände (Bürger, Patrizier etc.). In der rechten Ecke ist außerdem das Stifterehepaar mit seinen Kindern und den Familienwappen zu sehen. Links steht ein Bittspruch an Maria. Vor der rechten Kapellenwand steht das Epitaph eines Kanonikers aus dem 18. Jahrhundert, das Roman Anton Boos zugeschrieben wird. Ein weinender Putto sitzt auf einem Grabstein und stützt sich auf einen Schädel.

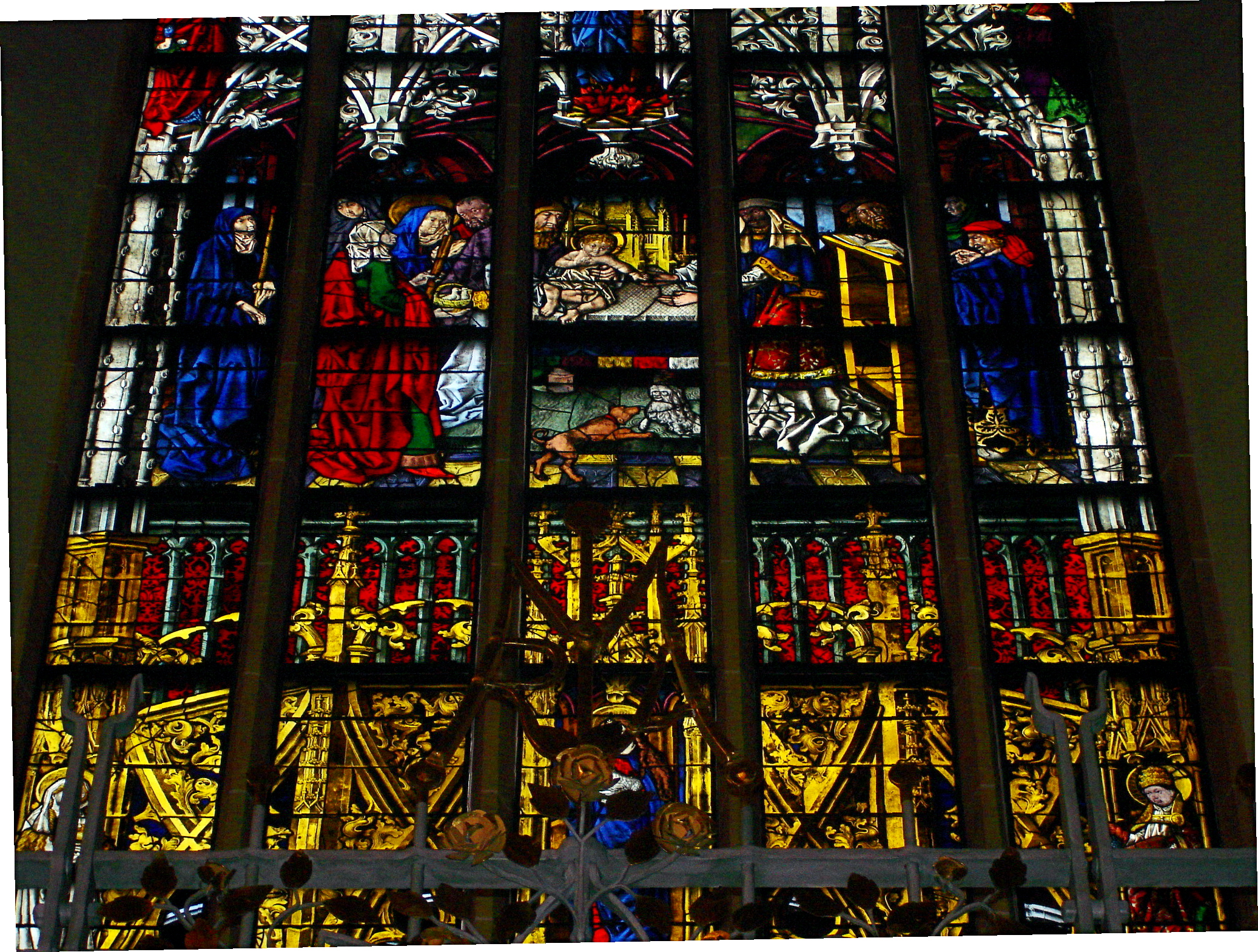
Darstellung des Herrn in den Zeilen acht und neun des Chorhauptfensters

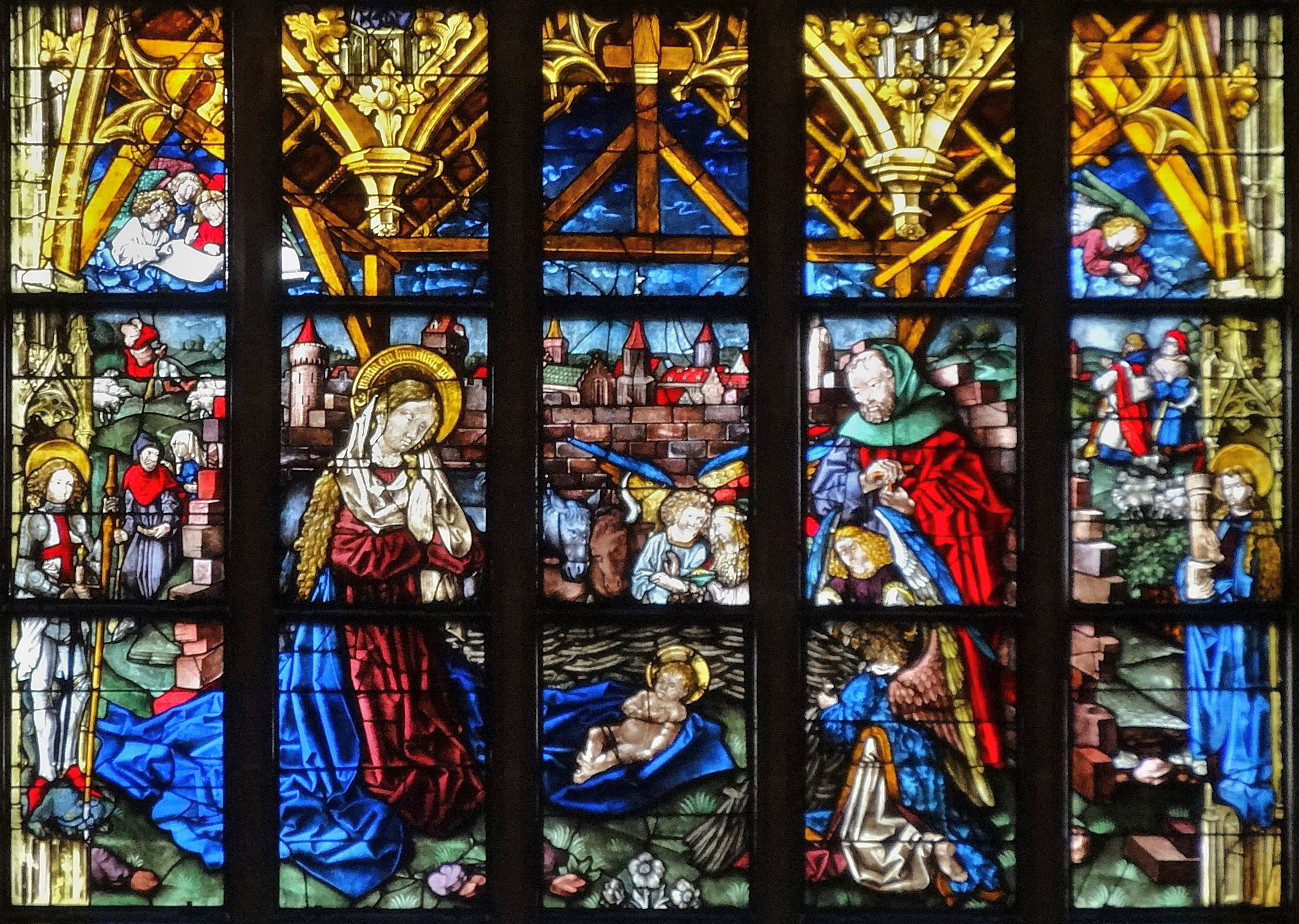
Christi Geburt, Teilansicht des Chorhauptfensters

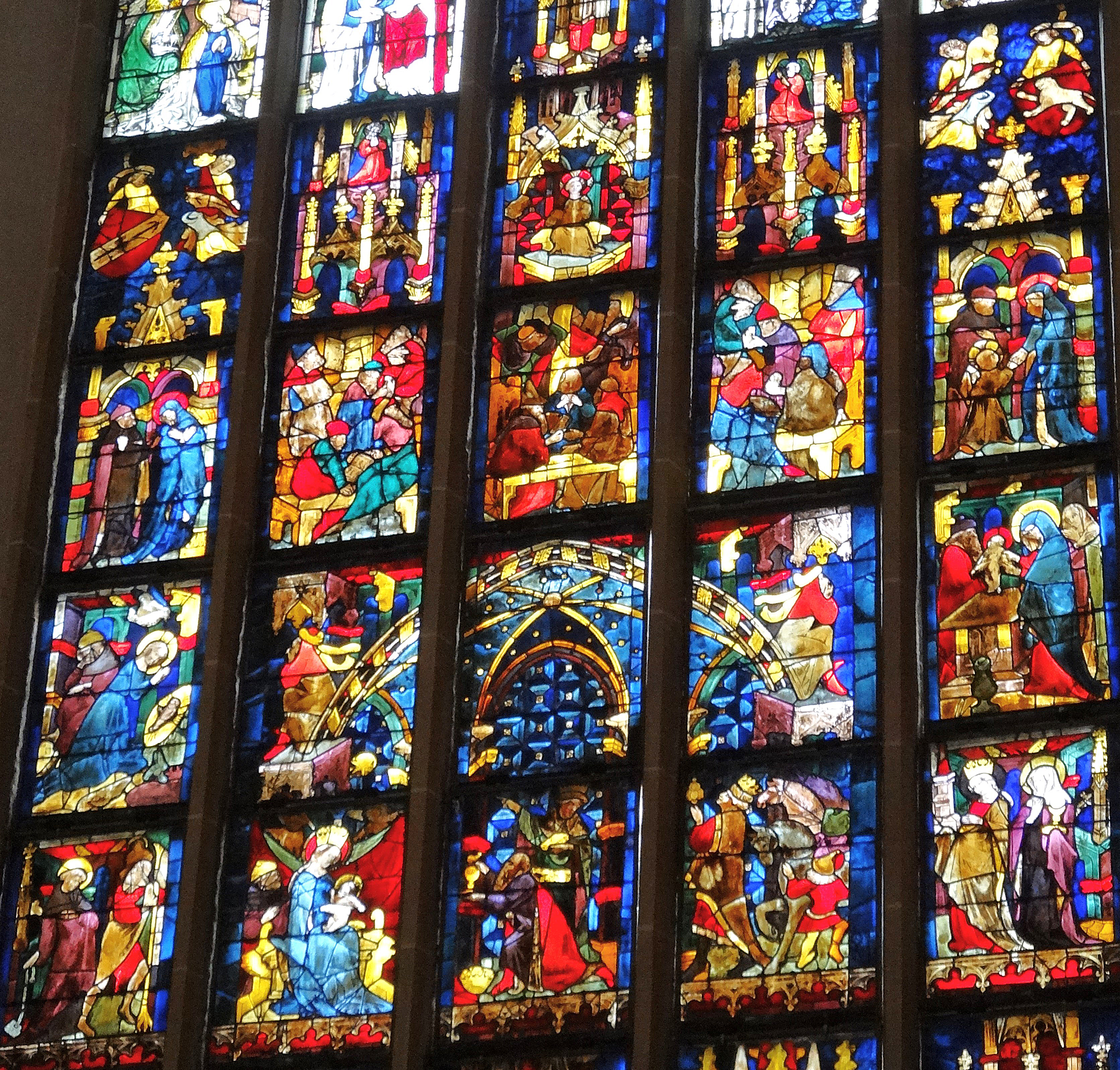
Teilansicht eines gotischen Fensters

Das Glasfenster stellt eine Einheit dar und zeigt drei Szenen aus dem Leben Mariä. Es ist ein Hauptwerk des Peter Hemmel von Andlau und gehört zum kostbarsten in der Frauenkirche. Gestiftet wurde es 1493 durch den Ratsherrn Wilhelm Scharfzandt für die Rupertuskapelle. Seit 1955 ist es in der Chorhauptkapelle eingelassen. In den beiden ersten Zeilen des Fensters steht in der Mitte Christus als Schmerzensmann, rechts präsentiert ihm der hl. Matthias den Stifter, am Rand ist sein Wappen zu sehen, links präsentiert der hl. Thomas die Ehefrau des Stifters, links am Rand ist ihr Wappen abgebildet. In den nächsten zwei Zeilen thront in der Mitte der Gründer des (Erz-)Bistums Salzburg, der hl. Rupert von Salzburg in vollem Bischofsornat. Ihn umringt eine große Anzahl von Personen, die Szene findet in einer gotischen Sakralarchitektur statt. Die Szene wird von goldfarbener Maßwerkarchitektur umrahmt. In dieser sind die hll. Maria Magdalena, Agnes und Urban I. zu sehen. In den Zeilen acht und neun folgt die Darstellung des Herrn. Hier wird Jesus dem Priester über dem Altar zur Beschneidung gezeigt. Diese Szene wird von silbernem Maßwerk umgeben. Darin drei heilige Jungfrauen: Dorothea, Apollonia und Ursula. Der 14. und der 15. Abschnitt zeigen die Geburt Christi. Das Kind liegt auf dem Mantel seiner Mutter, die beiden Eltern beten es an. Die Familie befindet sich in einem Raum, der den Blick auf eine Landschaft im Hintergrund freigibt. Hier ist das Maßwerk wieder goldfarben, die Heiligen in ihm sind Georg, Barbara, Joachim und Katharina von Alexandrien. Als abschließende figürliche Darstellung ist eine Verkündigungsszene zu sehen, über dieser Rankenwerk bis in das Maßwerk des Fensters.

##### Kapelle Mariä Opferung

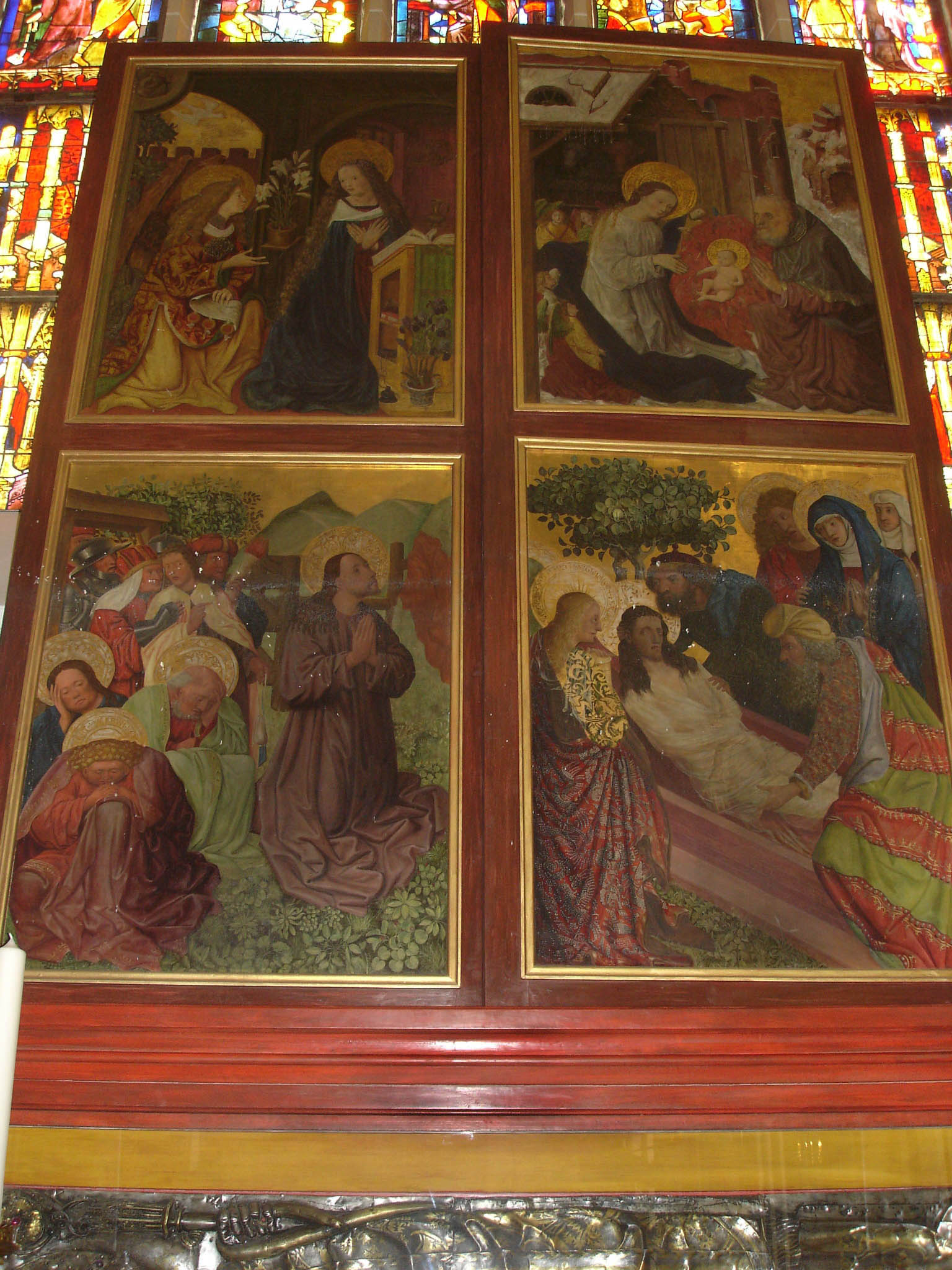
Domkreuzigung in geschlossenem Zustand

Das Patrozinium der Kapelle erinnert an den, nur durch die Apokryphen überlieferten Mariä Opferung, d. h. ihre Darbringung im Jerusalemer Tempel. In der Kapelle wurde nach Einführung des römischen Ritus in der Kirche zu Anfang des 17. Jahrhunderts ein Sakramentshaus aufgestellt. Dort verblieb es bis zur Einrichtung der heutigen Sakramentskapelle 1984.
Im Mittelpunkt der Kapelle steht ein Flügelretabel mit dem Mittelbild der sogenannten „Münchner Domkreuzigung“. Die Kreuzigung von ca. 1440 stammt noch aus der Vorgängerkirche. Sie wurde früher häufig dem Münchner Stadtmaler Gabriel Angler (ca. 1405 bis ca. 1470) zugeschrieben, ist wahrscheinlich aber von einem unbekannten Künstler gefertigt worden. Der Mittelteil und die vier Tafeln der äußeren Flügel sind in diesem neu gefertigten Retabel zusammengeführt, die vier inneren Tafeln auf den Flügeln sind heute in einem Museum. Die Haupttafel zeigt eine Kreuzigung, die dem Retabel auch ihren Namen gab. In den Heiligenscheinen der im Vordergrund trauernden Gruppe, die aus der heiligen Veronika, der Gottesmutter, den hll. Johannes, dem Apostel, Maria Magdalena und einem unbekannten Heiligen besteht, sind die Worte: „Maria hilf uns aus der Not durch deines Sohnes bittren Tod“ zu lesen. Die vier Flügelbilder die das Hauptbild rahmen sind schwarz-weiße Kopien der Originale, die 1993 von dem Künstler Dietrich Stalmann modern gestaltet wurden. In geschlossenem Zustand der Fastenzeit präsentiert der Altar vier Bilder, die links oben die Verkündigung, rechts daneben die Geburt in einer Winterlandschaft, links unten das Gebet am Ölberg vor dem Verrat durch Judas und rechts unten die Grablegung zeigen.
In der Predella des Altares ist das Silberrelief des Reliquienschreins (die Reliquien befinden sich wieder in Ilmmünster) des hl. Arsatius eingelassen. Der Schrein stand früher auf dem Kreuzaltar, der sich in der Zeit der gotischen Ausstattung vor dem Chorraum befand. Gefertigt wurde diese bedeutende Münchner Arbeit 1496 durch den Goldschmied Hans Löffler. Der Heilige wird liegend im bischöflichen Ornat dargestellt. Der Legende nach war Arsatius Bischof von Mailand, wohin er die Reliquien der Heiligen Drei Könige und der ehernen Schlange des Mose gebracht haben soll – das Kapellengitter ist als Anspielung darauf mit einer Schlange auf einer Säule geschmückt.
An der Nordwand der Kapelle hängt die Krönung Mariens im Himmel von Johann Rottenhammer (um 1605/6) und an der gegenüberliegenden Wand ist die Auffindung des wahren Kreuzes durch die hl. Helena angebracht. Beide Gemälde waren ehemals Altarbilder in der benachbarten, abgebrochenen sogenannten Stiegenkapelle. An der Südwand steht außerdem in einem Glasschrein eine Silberfigur des hl. Josef, ein barockes Bildwerk (etwa 1680/90) von Franz Keßler, das die Blüte der damaligen Josefsverehrung ausdrückt.
Ein besonderer Schatz sind auch in dieser Kapelle die Glasgemälde – das fünfbahnige Heilsspiegelfenster, gestiftet 1480 durch den Herzog Sigmund, das die beiden älteren Zyklen des Dreikönigsfensters und der „rot-grünen Passion“ (beide etwa 1430 und noch aus der alten Kirche) einschließt. Der Heilsspiegel war ein im 15. Jahrhundert beliebtes geistliches Werk, das Szenen aus dem Alten mit Szenen aus dem Neuen Testament verband.

##### Rupertuskapelle
Der Münchner Patrizier Wilhelm Scharfzandt stiftete 1473 einen Altar sowie ein immerwährendes Messstipendium für diese Kapelle. Sie ist Rupert von Salzburg geweiht. Dieser ist der Patron der Erzdiözese Salzburg, dessen Suffraganbistum das Freisinger Bistum bis zur Säkularisation war. 1493 wurden die Glasgemälde von Peter Hemmel von Andlau eingesetzt, die seit 1955 ihren Platz in der Chorhauptkapelle haben.

### Fensterschmuck

#### Bennoportal
Im Fenster über dem Portal sind wertvolle Fragmente von Glasgemälden von 1430, 1512 und vom Ende des 16. Jahrhunderts eingesetzt. Unter dem Fenster stehen die zum Schutz vor Verwitterung ins Innere der Frauenkirche versetzten spätgotischen Bildwerke der Maria mit Kind und des Erlösers (Repetition des Bildthemas) aus der Zeit um 1440, deren farbige Fassung im Zuge der Restaurierung freigelegt wurde. Beide Figuren sind sehr grazil und fragil gearbeitet und dem Weichen Stil verpflichtet. Rechts des Portals ist ein Gedenkstein von 1942 an Pius XII., der, so der Stein, mehrmals die Messe als Nuntius in München feierte, eingelassen. Er wurde zum silbernen Bischofsjubiläum Pius’ gefertigt.

#### Sixtusportal
Über dem Sixtusportal befindet sich das Glasgemälde Engel behüten die Erde, ein Werk Karl Knappes von 1961. Rechts der Tür ist ein Epitaph für Joseph Kardinal Wendel (von Hans Wimmer) in die Wand eingelassen, links ein Sandsteinrelief des frühen 16. Jahrhunderts, das Maria und die hl. Margareta und Apollonia zeigt.

#### Arsatiusportal
Über dem Arsatiusportal befindet sich ein Glasgemälde, das die Wappen von Michael von Faulhaber und Joseph Kardinal Wendel zeigt, den Erzbischöfen, die die Frauenkirche nach dem Krieg wiederaufbauen und herstellen ließen.

### Grabmal Ludwigs des Bayern

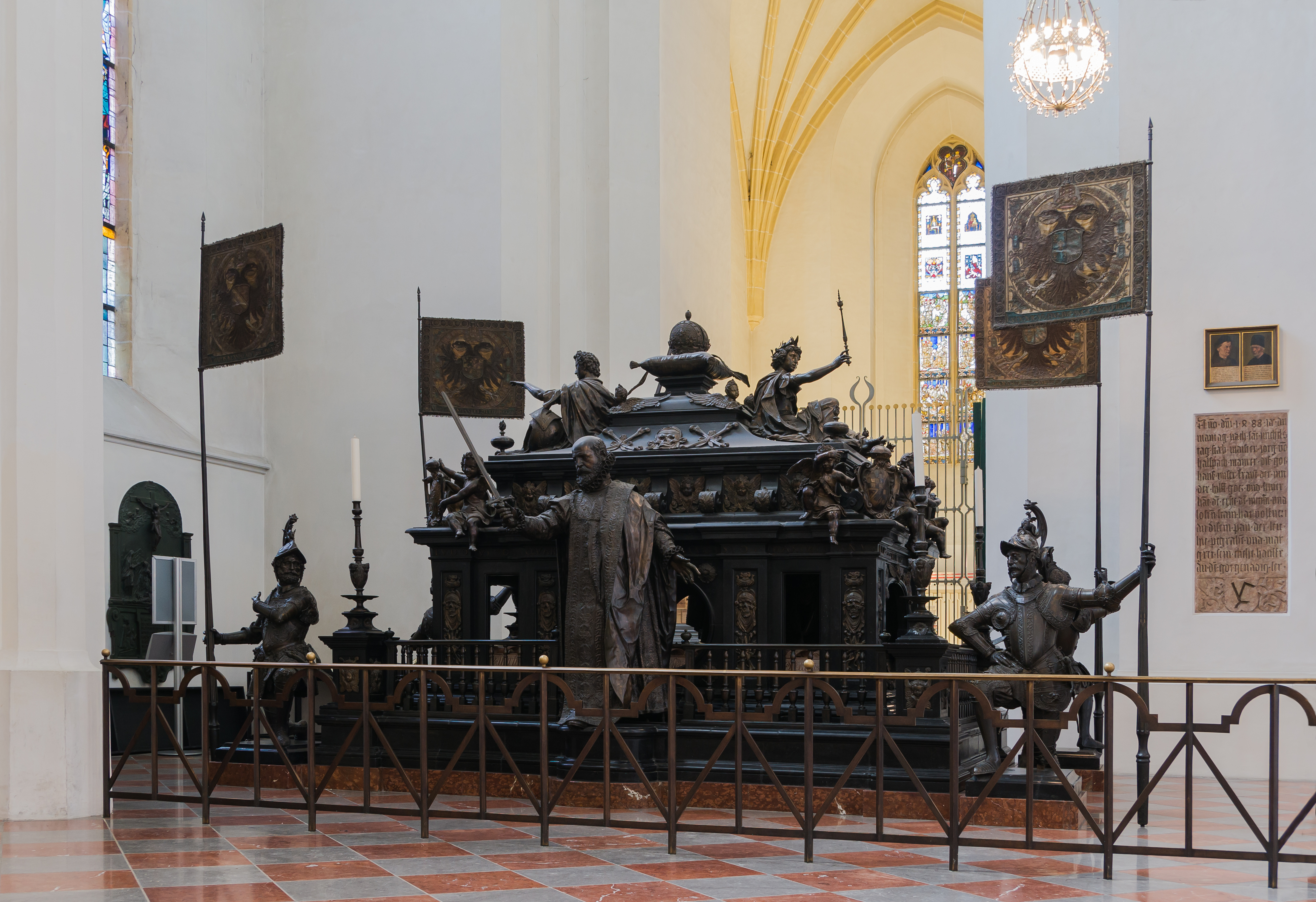
Grabmal Ludwigs des Bayern

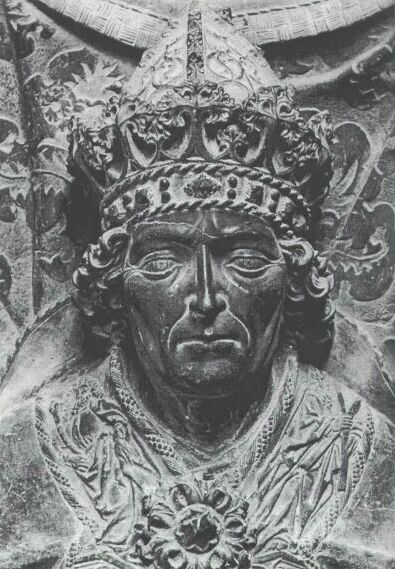
Detail der spätgotischen Gedächtnisplatten

Am westlichen Ende des südlichen Seitenschiffes befindet sich das frühbarocke Grabmal für den 1347 gestorbenen Kaiser Ludwig den Bayern von Hans Krumpper aus dem Jahr 1622. Es handelt sich dabei um ein Kenotaph, auch Scheingrab genannt. Die Gebeine Ludwigs liegen daher nicht in diesem Scheingrab, sondern in der Krypta. Schon im Chor des Vorgängerbaus hatte Ludwig der Bayer für sich und seine erste Frau Beatrix von Schlesien-Schweidnitz am Kaiseraltar ein Hochgrab (Reste liegen hinter dem Chor am Eingang zur Krypta) errichten lassen. Herzog Albrecht IV ersetzte dieses im Zuge des Neubaus. Um 1468 wurde das Herrscherpaar umgebettet. Über dem Grab entstand eine Tumba. Die ganze Anlage wurde 1622 im Auftrag Maximilians I., ab 1623 Kurfürst, von Hans Krumpper überformt und befand sich bis 1860 ursprünglich in der Mitte des Hochchores. Danach wurde sie mehrmals verlegt und 1962 schließlich an der heutigen Stelle platziert. In den 1980er Jahren wurde das Grabmal mit Hilfe der Messerschmitt Stiftung restauriert.
Im Inneren des durchfensterten Gehäuses aus poliertem schwarzem Kalkstein liegt die spätgotische Gedächtnisplatte aus rotem Marmor für Kaiser Ludwig, eine bedeutende Münchner Steinmetzarbeit der Spätgotik von Hans Haldner. Sie ist aufgeteilt in eine himmlische und eine irdische Szene: Im Himmel thront Ludwig mit den Insignien der Herrschaft, und unter ihm versöhnen sich die Herzöge Ernst und dessen Sohn Albrecht III. nach dem Streit über Agnes Bernauer (Ernst hatte Albrechts Geliebte, eine Augsburger Baderstochter, ertränken lassen). Ludwig schlichtet hier gewissermaßen. Somit soll diese Szene ein Vorbild für die Wittelsbacher sein und sie an ihren großen Vorfahren gemahnen.
Die Bronzefiguren des Prunkgehäuses zeigen Herzog Wilhelm IV. (1508–1550) an der Westseite und Albrecht V. (1550–1579) an der Ostseite. Wilhelm trägt Pelzhaube, Kniebundhose und Kuhmaulschuhe, Albrecht das Ordensgewand und die Ordenskette der Ritter des Ordens vom Goldenen Vlies und hält ein gezogenes Schwert in der Rechten. Zu den Figuren gehören Putten an den Ecken des Grabmals, die ihre Wappen und die ihrer Frauen präsentieren. Auf dem Gehäuse sitzt in Richtung Norden blickend der Genius der guten Herrschaft im Frieden, angetan mit Lorbeerkranz, Szepter und Reichsapfel. Nach Süden lagert der Genius der guten Herrschaft im Kriege, mit gezogenem Schwert. Sie symbolisieren das Herrscherideal Maximilians. Die Kaiserkrone auf dem Kissen zwischen beiden überragt das Grabmal. Sie sollte nicht nur an die Kaiserwürde Ludwigs erinnern, sondern auch Maximilians Machtanspruch unterstreichen. Die vier knienden Fahnenträger, die um das Grabmal gestellt sind und es bewachen, waren für ein geplantes Grabmal Herzog Wilhelms V. und seiner Frau in der Michaelskirche bestimmt, das aber nicht errichtet wurde. An die Vergänglichkeit des Menschen erinnern Totenschädel und Knochen aus Bronze, die am Gehäuse angebracht sind.
Das Glasgemälde unter demselben Joch erinnert an den Eucharistischen Weltkongress, der 1960 in München stattfand. Am Wandfeld zwischen Grabmal und Vorhalle befinden sich der Grabstein des Jörg von Halsbach († 1488), sein Porträt und das des Erbauers des Dachstuhls, Heinrich von Straubings, von Jan Polack sowie der Grabstein des blinden Hofmusikers und Organisten Conrad Paumann († 1473).

### Krypta

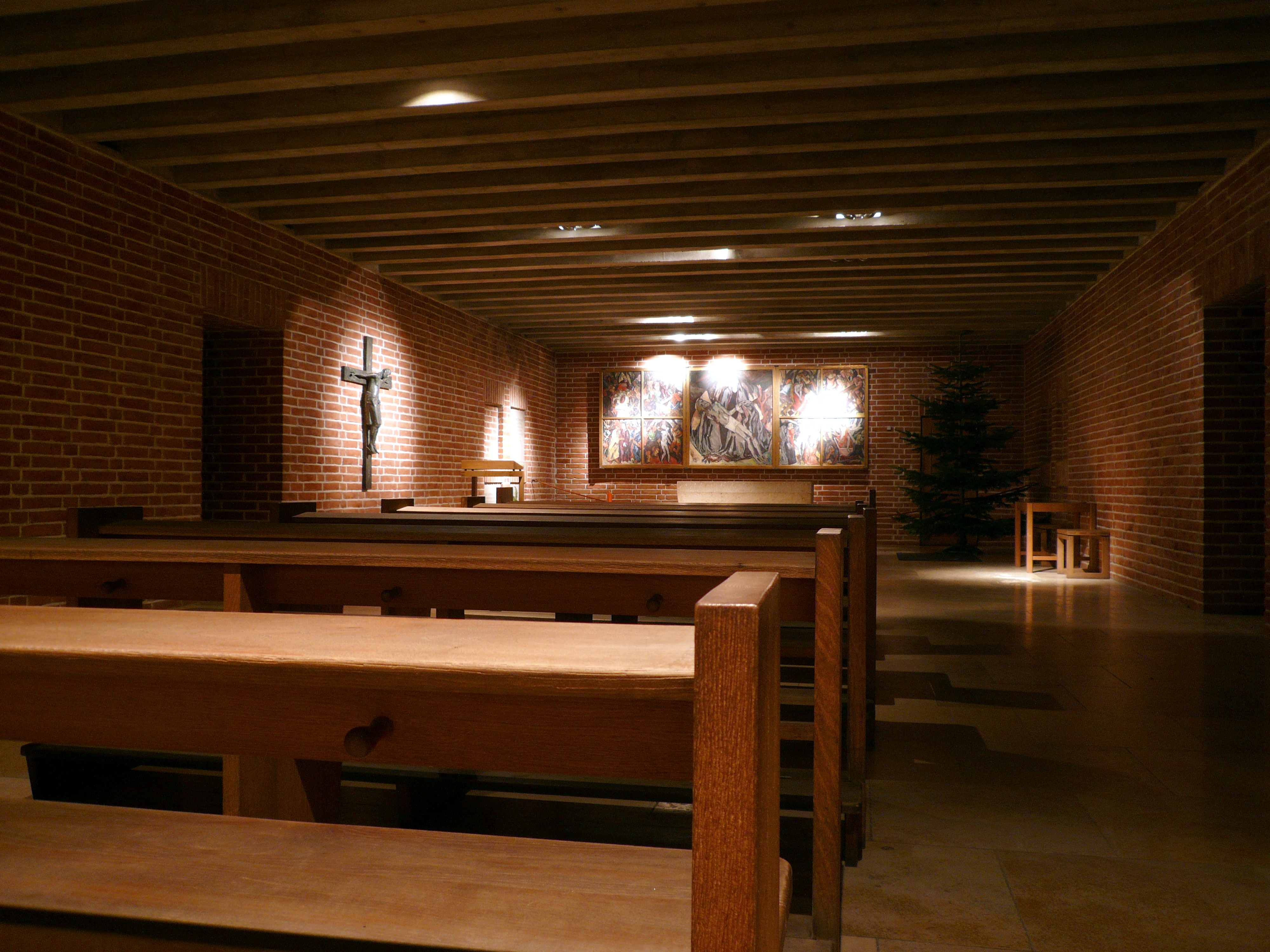
Krypta der Frauenkirche

Die heutige Krypta entstand 1971 durch das Absenken des Chorniveaus, schon nach dem kriegsbedingten Wiederaufbau war eine größere Krypta entstanden. Der Raum ist nüchtern mit Ziegelsichtwänden und Betonbalkendecke gehalten.

#### Gräber der Wittelsbacher

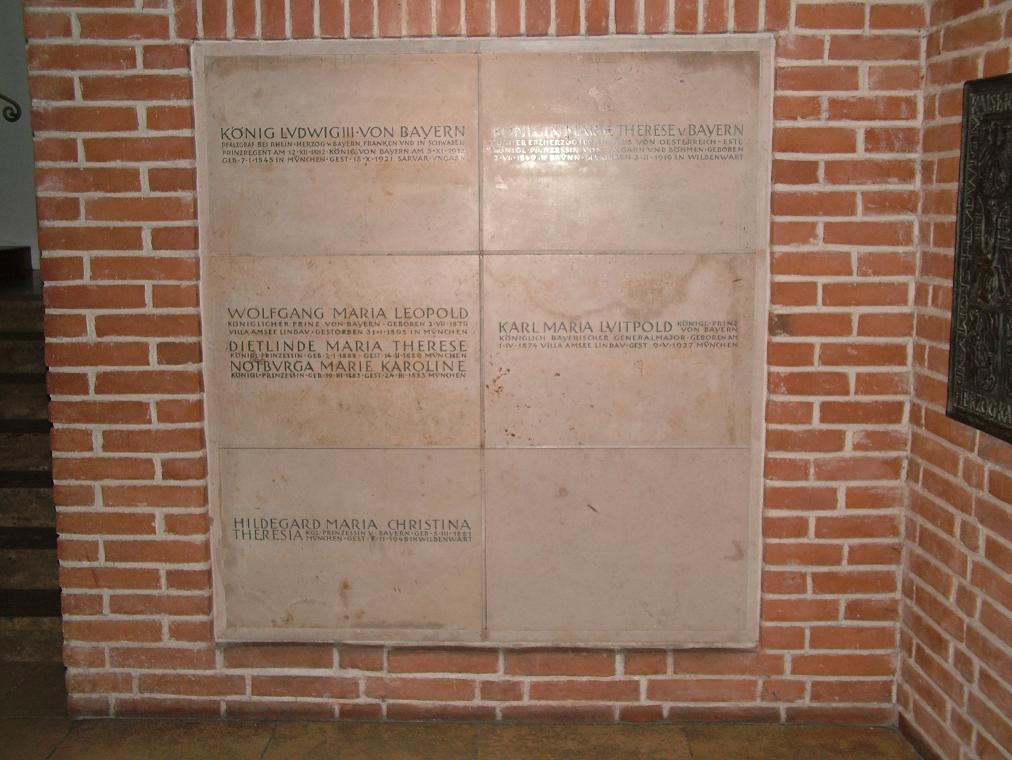
Wandnischen mit Wittelsbacher-Grabplatten

Bei der Umgestaltung der Unterkirche wurden die Särge der in der Frauenkirche beigesetzten Wittelsbacher in neue Wandnischen übertragen und hinter Grabplatten eingemauert. Die hier bestatteten Personen waren vorher zum Teil an anderen Orten beigesetzt, so etwa die Angehörigen des Hauses Wartenberg, einer Nebenlinie der Wittelsbacher.
Der Ahnherr des Hauses Wartenberg, Herzog Ferdinand von Bayern, hatte in München die Kirche St. Nikolaus von Tolentino und St. Sebastian samt Familienbegräbnis gestiftet, wo seine Frau und die meisten seiner Nachkommen ihre letzte Ruhestätte fanden. Herzog Ferdinand selbst wurde bereits nach seinem Tod 1608 in der Frauenkirche bestattet. Nachdem die Kirche St. Nikolaus von Tolentino und St. Sebastian 1807 profaniert und versteigert wurde, verfügte König Maximilian I. Joseph 1808 die Überführung der 24 dort bestatteten Angehörigen des Hauses Wartenberg in die Frauenkirche; 1823 bettete man sie dort in neue Särge um.
An der Eingangswand der Unterkirche erinnern heute Inschriften an die folgenden Wittelsbacher, die hier begraben liegen (Herrscher hervorgehoben):
1. Beatrix von Schlesien-Schweidnitz, Herzogin von Bayern, römische Königin (* um 1290; † 24. August 1322) – (erste Gemahlin von König Ludwig IV.)
2. Kaiser Ludwig IV. der Bayer (* 1282; † 11. Oktober 1347)
3. Herzog Ludwig (* 1347; † 1348)
4. Elisabeth, Herzogin von Bayern (* um 1309; † 21. März 1349) – (erste Gemahlin von Herzog Stephan II.)
5. Prinzessin Agnes von Bayern († 11. November 1352), stigmatisierte Klarissin
6. Herzogin Margarethe, Herzogin von Kroatien (* 1325; † 1360)
7. Ludwig V., Markgraf von Brandenburg, Herzog von Oberbayern (* 1315; † 18. September 1361)
8. Stephan II., Herzog von Bayern (* 22. Dezember 1316; † 13. Mai 1375)
9. Margarethe, Herzogin von Bayern (* 1333; † 19. September 1377) – (zweite Gemahlin von Herzog Stephan II.)
10. Johann II., Herzog von Bayern-München (* 1341; † 8. August 1397)
11. Herzogin Elisabeth von Bayern-München (* 1374; † 2. Februar 1432)
12. Wilhelm III., Herzog von Bayern-München (* 1375; † 12. September 1435)
13. Ernst, Herzog von Bayern-München (* 1373; † 2. Juli 1438)
14. Adolf, Herzog von Bayern-München (* 7. Januar 1434; † 1441)
15. Prinzessin Barbara (* 9. Juni 1454; † 24. Juni 1472), Klarissin
16. Herzogin Susanna (* 15. Juli 1499; † 1500)
17. Siegmund, Herzog von Bayern-München (* 26. Juli 1439; † 1. Februar 1501)
18. Herzogin Sidonia (* 1. Mai 1488; † 27. März 1505)
19. Albrecht IV., Herzog von Bayern-München (* 15. Dezember 1447; † 18. März 1508)
20. Kunigunde von Österreich (* 16. März 1465; † 6. August 1520) – (erste Gemahlin von Herzog Albrecht IV.)
21. Herzog Wilhelm (* 17. Februar 1529; † 22. Oktober 1530)
22. Herzogin Susanna (* 2. April 1502; † 23. April 1543)
23. Wilhelm IV., Herzog von Bayern (* 13. November 1493; † 7. März 1550)
24. Ernst, Administrator von Salzburg und Passau, Pfandherr der Grafschaft Glatz (* 13. Juni 1500; † 7. Dezember 1560)
25. Albrecht V., Herzog von Bayern (* 29. Februar 1528; † 24. Oktober 1579)
26. Herzogin Jakobäa Maria (* 25. Juni 1507; † 16. November 1580)
27. Herzogin Anna von Österreich (* 7. Juli 1528; † 16. Oktober 1590) – (Gemahlin von Herzog Albrecht V.)
28. Herzog Philipp Wilhelm, Kardinal, Erzbischof von Regensburg (* 22. September 1576; † 18. Mai 1598)
29. Herzog Ferdinand (* 20. Januar 1550; † 30. Januar 1608)
30. Herzogin Maximiliana Maria (* 4. Juli 1552; † 11. Juli 1614)
31. Maria Pettenbeck (* 5. Februar 1573; † 5. Dezember 1619) – (Gemahlin von Herzog Ferdinand)
32. Graf Albert von Wartenberg (* 3. Mai 1601; † 6. Dezember 1620)
33. Herzogin Maria Renata (* 3. August 1616; † 1. März 1630)
34. Herzog Karl Johann Franz (* 10. November 1618; † 19. Mai 1640)
35. Gräfin Anna Juliana von Wartenberg (* 1611; † 8. Juli 1650)
36. Gräfin Maria Claudia von Wartenberg (* 26. Mai 1632; † 27. Juli 1663)
37. Graf Ferdinand Ernst von Wartenberg (* 20. Mai 1630; † 1. September 1675)
38. Graf Ferdinand Marquard von Wartenberg (* 25. Mai 1673; † 4. April 1730)
39. Prinzessin Maria Anna Karoline (* 4. August 1696; † 9. Oktober 1750), Klarissin
40. Prinzessin Notburga Karolina Maria (* 19. März 1883; † 24. März 1883) – (Tochter von König Ludwig III.)
41. Prinzessin Dietlinde Maria Theresia (* 2. Januar 1888; † 14. Februar 1889) – (Tochter von König Ludwig III.)
42. Prinz Wolfgang (* 2. Juli 1879; † 31. Januar 1895) – (Sohn von König Ludwig III.)
43. Marie Therese von Österreich-Este, Königin von Bayern (* 2. Juli 1849; † 3. Februar 1919) – (Gemahlin von König Ludwig III.)
44. Ludwig III., König von Bayern (* 7. Januar 1845; † 18. Oktober 1921)
45. Prinz Karl (* 1. April 1874; † 9. Mai 1927) – (Sohn von König Ludwig III.)
46. Prinzessin Hildegard (* 5. März 1881; † 2. Februar 1948) – Tochter von König Ludwig III.

Siehe auch: Grabstätten europäischer Monarchen

#### Altar und Bischofsgräber

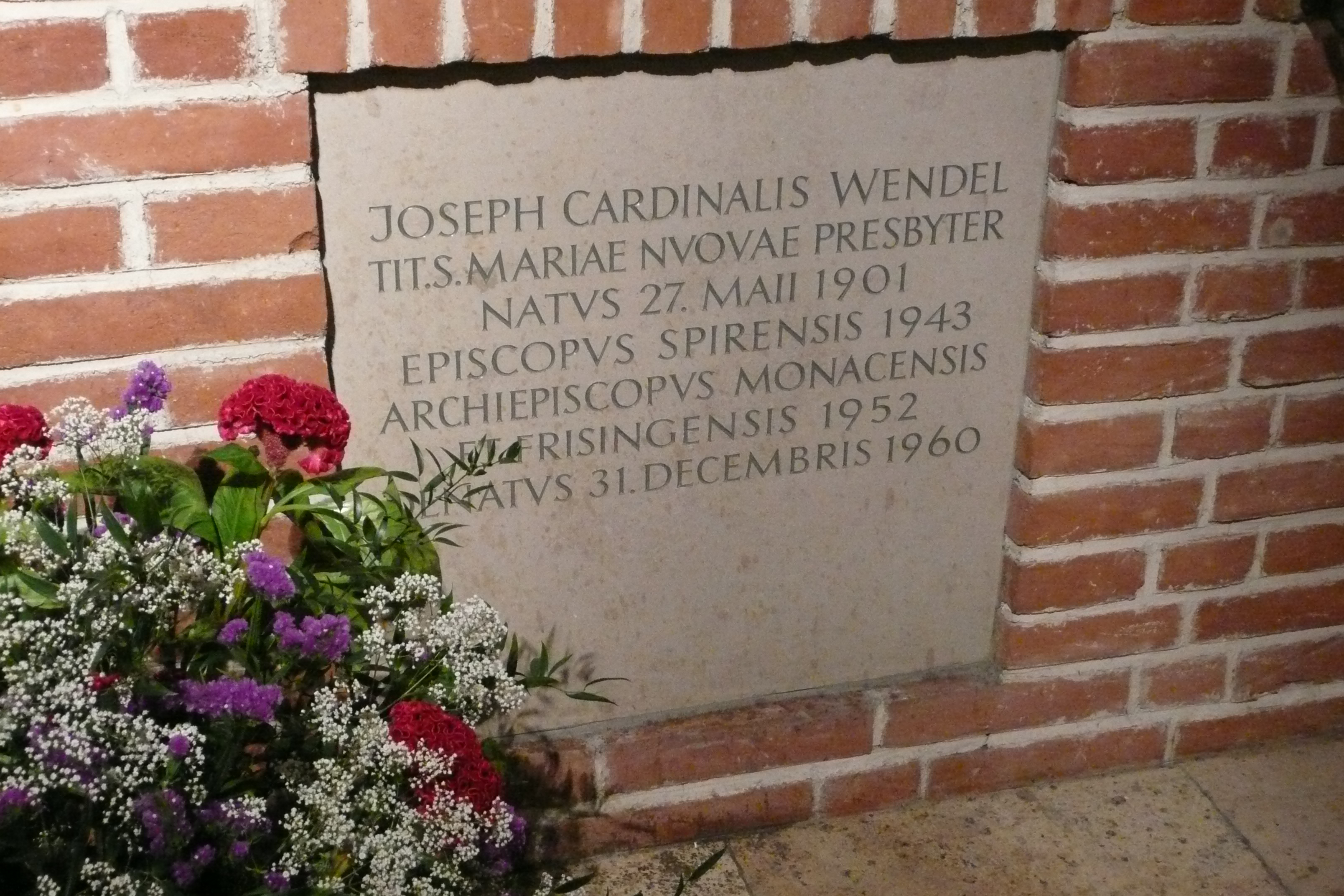
Wandnische mit Grabstätte von Joseph Kardinal Wendel

Vor der Westwand der Krypta steht ein schlichter Altar. Das Altarbild zeigt eine Passionsfolge des Expressionismus von Karl Caspar. Sie entstand in den Jahren 1916/17. Das zentrale Bild ist eine Pietà; sie nimmt Bezug auf die Klage der Mütter, die um ihre im Krieg gefallenen Söhne trauern. Links des Altarensembles sind, in Wandnischen hinter Grabplatten eingemauert, die seit 1952 verstorbenen Erzbischöfe von München und Freising bestattet:
1. Michael Kardinal von Faulhaber (* 5. März 1869; † 12. Juni 1952; Erzbischof 1917–1952)
2. Joseph Kardinal Wendel (* 27. Mai 1901; † 31. Dezember 1960; Erzbischof 1952–1960)
3. Julius Kardinal Döpfner (* 26. August 1913; † 24. Juli 1976; Erzbischof 1961–1976)

#### Kapitelgruft
In der Mitte der Südwand der Krypta befindet sich der Zugang zu der Kapitelgruft, in der in den Seitenwänden etwa 100 Gräber von Stiftskanonikern und Münchner Patriziern sowie Adeligen aus der Zeit seit dem endenden 17. Jahrhundert eingelassen sind. Auch die Erzbischöfe wurden bis zum Jahr 1917 hier bestattet. Die Kapitelgruft ist der Öffentlichkeit normalerweise nicht zugänglich.

### Orgeln

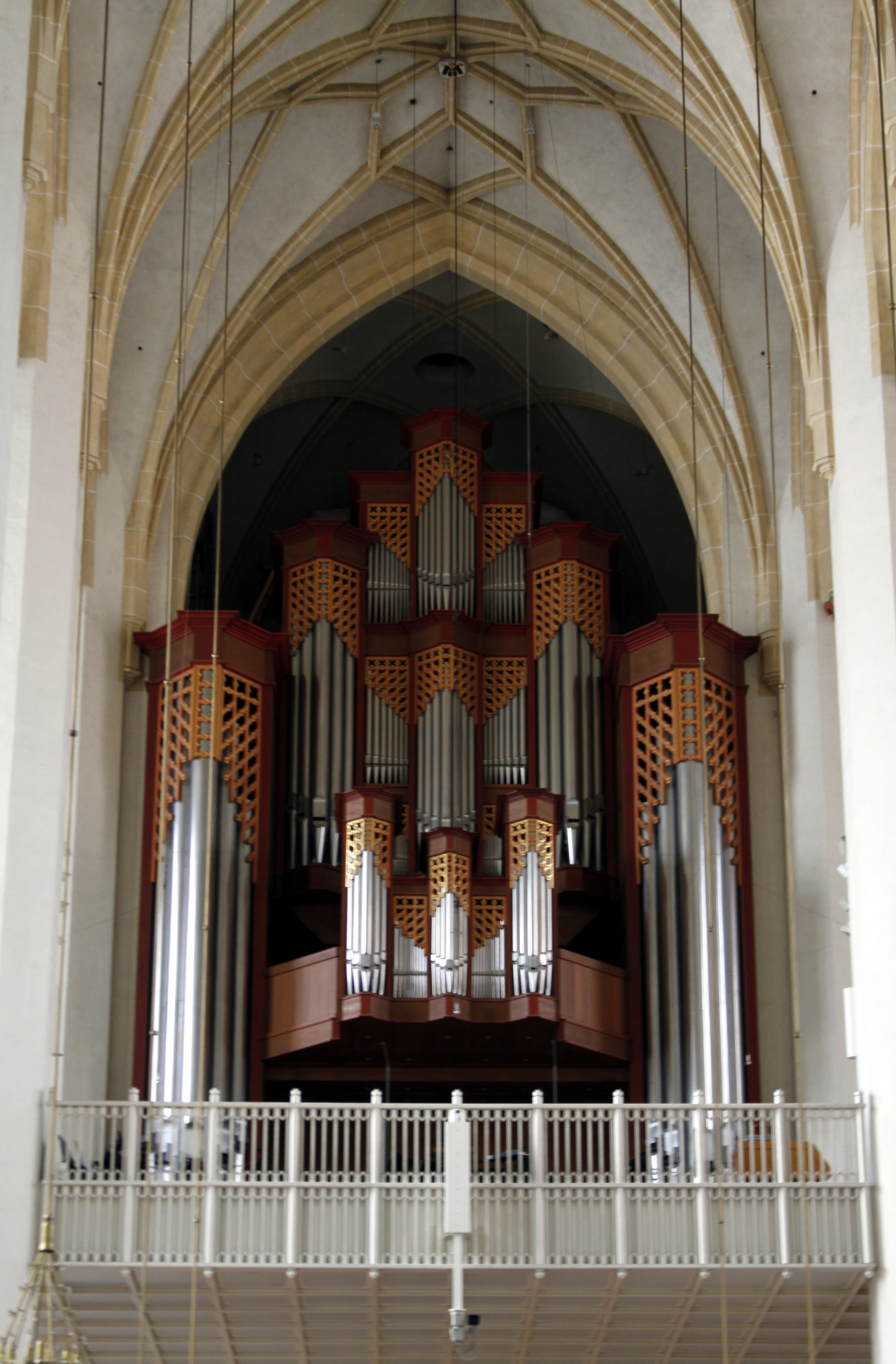
Westemporen-Orgel

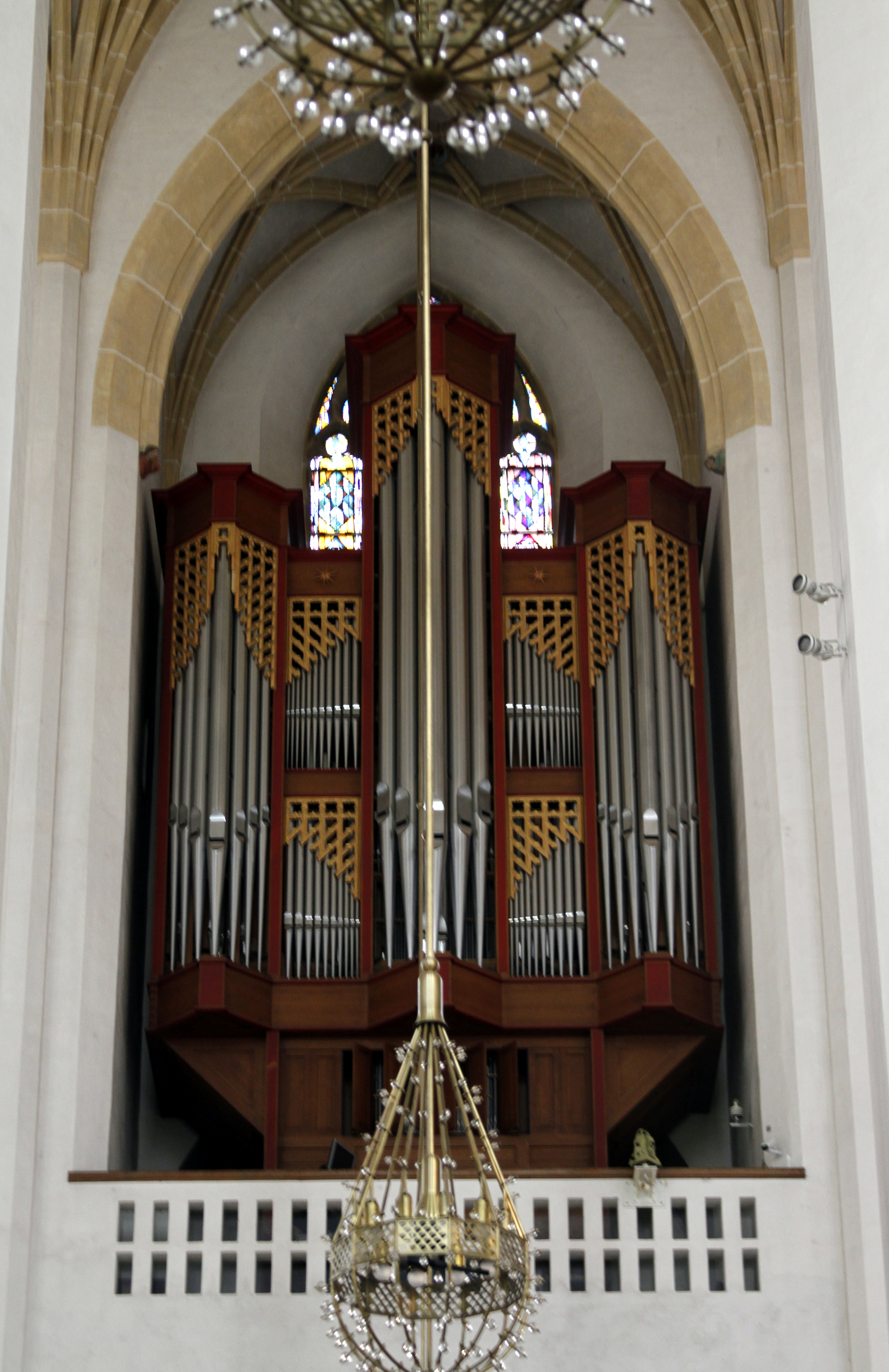
Chororgel

Der Dom verfügt über insgesamt vier Orgeln, die von Georg Jann aus Allkofen (Laberweinting/Niederbayern) erbaut wurden.
Auf der Westempore befindet sich die Hauptorgel mit 95 Registern aus dem Jahr 1994 (mit zwei viermanualigen Spieltischen: einem mechanischen Spieltisch hinter dem Rückpositiv, und einem beweglichen elektrischen Spieltisch auf der unteren Chorempore). Im südlichen Seitenschiff auf Höhe des Chores steht die Chororgel (Andreasorgel) mit 36 Registern aus dem Jahr 1993. Sie ist sowohl vom dreimanualigen mechanischen Spielschrank als auch von den beiden viermanualigen Spieltischen der Hauptorgel aus spielbar.
Beide Orgeln mit insgesamt 131 Registern und 9833 Pfeifen bilden die größte Orgelanlage in München und zählen zu den größten Orgeln in Deutschland.
In der Sakramentskapelle steht eine 2-manualige Orgel, die 1985 erbaut wurde und elf Register (ausschließlich mit Holzpfeifen) umfasst. Außerdem verfügt der Dom über ein Truhenpositiv mit fünf Registern aus dem Jahr 1981.

### Organisten
- Abraham Wißreiter, von 1576–1618[25]
- Hans Lebenhauser, von 1618–1634
- Anton Reidax, von 1634–1676
- Johann Kherner, von 1676–1699
- Johann Prunner, von 1699–1713
- Max Weißenböck, von 1713–1728
- Joseph Mamertus Falter, von 1728–1784
- Franz Anton Stadler, von 1792–1846
- Cajetan Stadler, von 1846–1899
- Karl Ludwig Ziegler, von 1899–1901
- Joseph Schmid, von 1901–1944
- Heinrich Wismeyer, von 1945–1969
- Franz Lehrndorfer, von 1969–2002
- Willibald Guggenmos, von 2001–2004 (Nebenamtlicher Organist am Dom)
- Michael Hartmann, von 2002–2003 (Interims-Organist)
- Hans Leitner, von 2003–2021
- Martin Welzel, von 2013–2022 (Nebenamtlicher Organist am Dom von 2013–2021; Stellvertretender Domorganist von 2021–2022)
- Ruben Sturm, seit 1. September 2022[26]

### Glocken
Das Münchener Domgeläut stellt aufgrund der noch erhaltenen fünf mittelalterlichen und zwei barocken Kirchenglocken eines der wertvollsten historischen Glockenensembles Deutschlands dar. Die große, rund acht Tonnen schwere Salveglocke zählt zu den größten Kirchenglocken Bayerns und gilt europaweit als eine der klangschönsten Glocken des Mittelalters.

### Reliquien
In der Frauenkirche werden in einer Seitenkapelle die Reliquien des hl. Bischofs Benno von Meißen aufbewahrt, der als Schutzpatron der Stadt München verehrt wird. Der Schrein wird alljährlich bei der Vesper am Fest des hl. Benno im Juni in einer Prozession durch den Dom getragen.

## Sonstiges
Die Kirche ist in der Bayerischen Denkmalliste als Baudenkmal eingetragen unter der Nummer D-1-62-000-1808. 1994 gab die Deutsche Bundespost anlässlich des 500-jährigen Jubiläums eine Sonderbriefmarke im Wert von 100 Pfennig heraus.

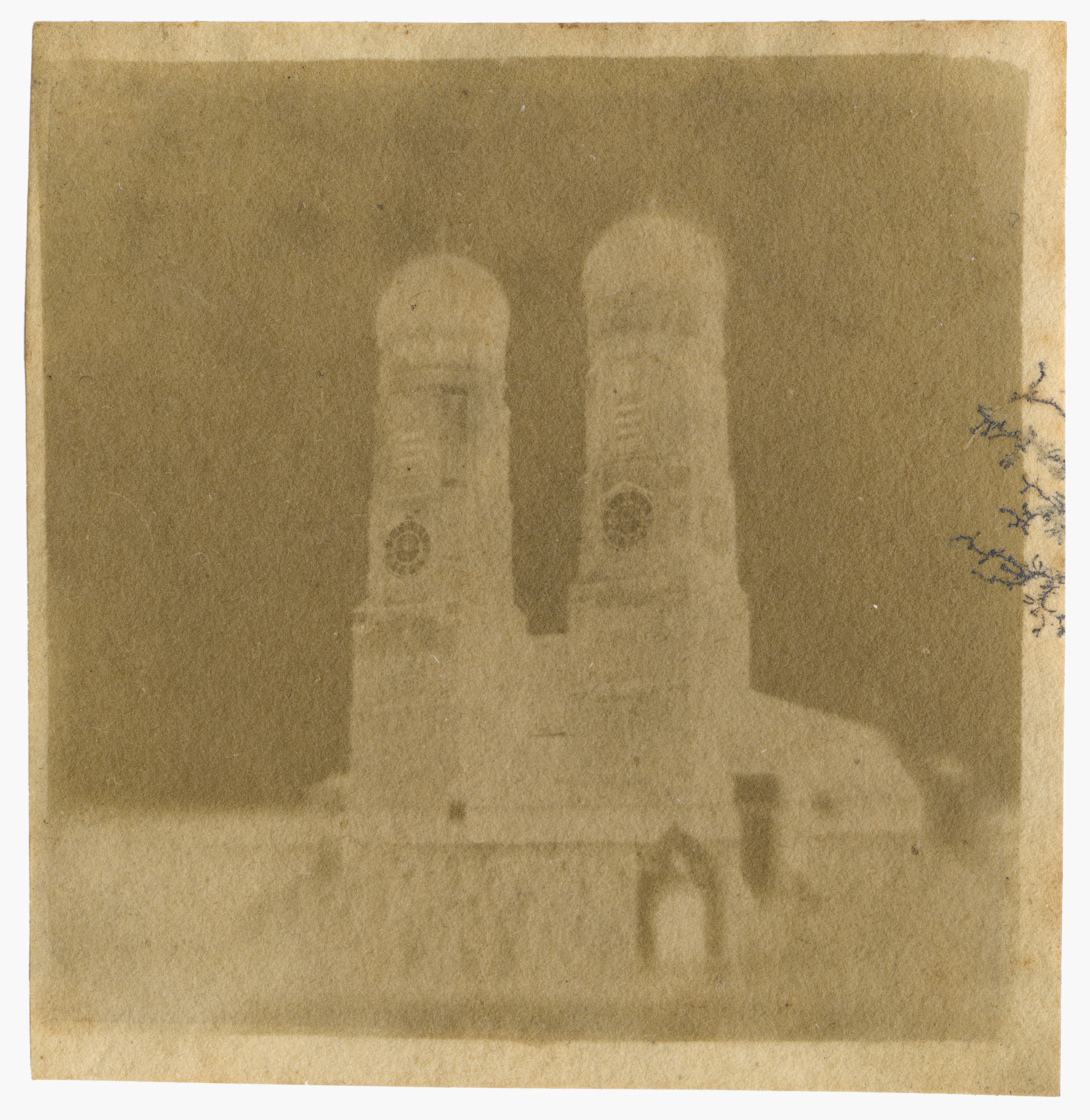
Salzpapier-Negativ-Aufnahme der Frauenkirche von Franz von Kobell (1837)

2024 wurde im Archiv des Deutschen Museums eine 4 × 4 cm große Fotografie der Frauenkirche entdeckt. Die Aufnahme (Salzpapier-Negativ) wurde von Franz von Kobell angefertigt und ist auf das Jahr 1837 datiert. Es handelt sich somit um das älteste Foto Deutschlands.
Im Nordturm der Frauenkirche befinden sich zahlreiche fernmeldetechnische Anlagen. Eine früher vom BND genutzte Relaisfunkstelle wurde zwischenzeitlich entfernt.
Aus dem Münchner Dom werden regelmäßig Gottesdienste live übertragen: Montag bis Freitag jeweils um 18:00 Uhr, und am Sonntag um 10:00 Uhr als Video-Livestream über die Website des Erzbistums München und Freising. Das Münchner Kirchenradio überträgt auf DAB+ im Ballungsraum München.

### Überblickswerke
- Hartmut Ellrich: Die Wittelsbacher in Bayern und am Rhein. Imhof, Petersberg 2014, ISBN 978-3-86568-937-5.
- Tobias Appl: Die Kirchenpolitik Herzog Wilhelms V. von Bayern der Ausbau der bayerischen Hauptstädte zu geistlichen Zentren. C. H. Beck, München 2011, ISBN 978-3-406-10777-1.
- Monachium sacrum. Kunstgeschichte. Festschrift zur 500-Jahr-Feier der Metropolitankirche Zu Unserer Lieben Frau in München. Dt. Kunstverl., München 1994, ISBN 3-422-06116-9.
- Monachium sacrum. Kirchengeschichte. Festschrift zur 500-Jahr-Feier der Metropolitankirche Zu Unserer Lieben Frau in München. Dt. Kunstverl., München 1994, ISBN 3-422-06116-9.
- Anton Mayer: Die Domkirche zu Unserer Lieben Frau in München. München 1868.
- Hyacinth Holland: Geschichte der Münchner Frauenkirche, des alten und neuen Baues, nebst Nachrichten über deren Restauration; ferner von Kaiser Ludwig dem Bayer und dessen Grabstein; von St. Benno und vielen andern Merkwürdigkeiten. Gebr. Scheitlin, Stuttgart 1859 (Katalogeintrag mit online-Zugriff in der Deutschen Digitalen Bibliothek).
- Joachim Sighart: Die Frauenkirche zu München. Ihre Geschichte und Schilderung, zunächst vom kunsthistorischen Standpunkt aus entworfen. Landshut 1853 (Digitalisat).

### Architektur und Baugeschichte
- Astrid Scherp-Langen: Heünt ist bey einem lobl: Capitl Herr Andreas Wolf mahler erschinen, so einen Schizzo und Visieur vorgelegt. Altagemälde von Johann Andreas Wolff für die Kollegiatsstiftskirhe Unserer Lieben Frau in München. In: Sibylle Appuhn-Radtke u. a. (Hrsg.): Johann Andreas Wolff, 1652–1716. Universalkünstler für Hof und Kirche (Veröffentlichungen des Zentralinstituts für Kunstgeschichte in München). Apelles Verlag, Starnberg 2016, ISBN 978-3-946375-01-2, S. 147–158.
- Alois Heß, Hildegard Ramisch, Hans Ramisch: Das Mesnerbuch der Pfarr- und Stiftskirche Zu Unserer Lieben Frau in München aus dem Jahre 1532 im Bayerischen Hauptstaatsarchiv, Klosterliteralien, München U. L. Fr. 69  (= Fontes 28). Universitätsbibliothek Heidelberg, Heidelberg 2009 (Digitalisat).
- Lothar Altmann: Die spätgotische Baugeschichte der Münchner Frauenkirche. Eine Zusammenfassung. In: Ars Bavarica. 82, 1999, S. 29–38.
- Volker Liedke: Der Kirchenmeister Jörg von Halspach. Der Erbauer der Münchner Frauenkirche. In: Ars Bavarica. 82, 1999, S. 39–77.
- Lothar Altmann: Die spätgotische Bauphase der Frauenkirche, 1468–1525. Eine Bestandsaufnahme und Interpretation bekannter Daten und Fakten. In: Monachium sacrum. Festschrift zur 500-Jahr-Feier der Metropolitankirche Zu Unserer Lieben Frau in München. Band 2 Kunstgeschichte. Deutscher Kunstverlag, München 1994, ISBN 3-422-06116-9, S. 1–20.
- Sigmund Benker: Chronikalische Notizen über den Bau der Frauenkirche. In: Monachium sacrum. Festschrift zur 500-Jahr-Feier der Metropolitankirche Zu Unserer Lieben Frau in München. Band 2 Kunstgeschichte. Deutscher Kunstverlag, München 1994, ISBN 3-422-06116-9, S.
- Susanne Fischer: Zu den Schlußsteinen der Münchner Frauenkirche. In: Monachium sacrum. Festschrift zur 500-Jahr-Feier der Metropolitankirche Zu Unserer Lieben Frau in München. Band 2 Kunstgeschichte. Deutscher Kunstverlag, München 1994, ISBN 3-422-06116-9, S. 47–68.
- Rosa Micus: Zur Regotisierung der Münchner Frauenkirche im Spiegel ihrer Darstellungen In: Monachium sacrum. Festschrift zur 500-Jahr-Feier der Metropolitankirche Zu Unserer Lieben Frau in München Band 2 Kunstgeschichte. Deutscher Kunstverlag, München 1994, ISBN 3-422-06116-9, S. 69–102.
- Christl Karnehm: Die Münchner Frauenkirche: Erstausstattung und barocke Umgestaltung. Verlag Herbert Utz, München, ISBN 3-8316-6113-8 (Digitalisat).

### Restaurierung
- Gerhard Gruber: Die Leitung der Dominnenrenovierung 1990–1994 durch den Erzbischof und das Metropolitankapitel von München. In: Monachium sacrum. Festschrift zur 500-Jahr-Feier der Metropolitankirche Zu Unserer Lieben Frau in München. Band 2 Kunstgeschichte. Deutscher Kunstverlag, München 1994, ISBN 3-422-06116-9, S. 183–202.
- Carl Theodor Horn: Die Baumaßnahmen der Dominstandsetzung von 1989 bis 1993. In: Monachium sacrum. Festschrift zur 500-Jahr-Feier der Metropolitankirche Zu Unserer Lieben Frau in München. Band 2 Kunstgeschichte. Deutscher Kunstverlag, München 1994, ISBN 3-422-06116-9, S. 143–182.
- York Langenstein: Die Neufassung des Innenraums der Frauenkirche im Rahmen der Restaurierungs- und Neugestaltungsmaßnahmen in den Jahren 1991 bis 1993. In: Monachium sacrum. Festschrift zur 500-Jahr-Feier der Metropolitankirche Zu Unserer Lieben Frau in München. Band 2 Kunstgeschichte. Deutscher Kunstverlag, München 1994, ISBN 3-422-06116-9, S. 103–142.
- Hans Ramisch: Die Münchner Frauenkirche. Restaurierung und Rückkehr ihrer Bildwerke zum 500. Jahrestag der Weihe am 14. April 1994. Pfeiffer, München 1994, ISBN 3-7904-0626-0.
- Hans Ramisch: Die Restaurierung der Kunstwerke aus der Münchner Frauenkirche und das Projekt der künstlerischen Ausstattung zum Jubiläumsjahr 1994. In: Monachium sacrum. Festschrift zur 500-Jahr-Feier der Metropolitankirche Zu Unserer Lieben Frau in München. Band 2 Kunstgeschichte. Deutscher Kunstverlag, München 1994, ISBN 3-422-06116-9, S. 603–658.

### Ausstattung
- Susanne Fischer: Repräsentation des Hauses Wittelsbach. Das Herzogenfenster der Münchner Frauenkirche. In: Österreichische Zeitschrift für Kunst und Denkmalpflege. Band 66, Nr. 3/4, 2012, S. 358–365.
- Günter Hess: Triumph und Vanitas. Jacob Baldes Ode zu Peter Candids Hochaltarbild in der Münchner Frauenkirche. In: Günter Hess (Hrsg.): Der Tod des Seneca (Bibliotheca Instituti Historici Societatis Jesu). Schnell + Steiner, Rom 2009, ISBN 978-3-7954-1249-4, S. 181–207.
- Karl-Ludwig Nies: Die Glocken des Münchner Frauendoms. Verlag Sankt Michaelsbund, 2004, ISBN 3-920821-48-3.
- Bernhard Mayrhofer: Domuhr in München. In: Martin Gastberger, Norbert Jocher (Hrsg.): Renovavit (Jahrbuch des Vereins für Christliche Kunst in München e. V. / Sonderband). Kunstverlag Fink, Lindenberg 2001, ISBN 3-89870-033-X, S. 215–224.
- Éva Nyerges: Ein unbekanntes Bild von Antonio del Castillo y Saavedra in der Frauenkirche München. In: Jahrbuch des Vereins für Christliche Kunst in München. Band 21, 1999, S. 17–27.
- Susanne Fischer, Cornelia Andrea Harrer: Die Glasfenster der Münchner Frauenkirche. Schnell & Steiner, Regensburg 1998, ISBN 3-7954-1188-2.
- Hans Ramisch, Markus Hundemer: Die spätgotische Tumba für Kaiser Ludwig den Bayern aus dem Jahre 1468, ein Werk des Münchner Bildhauers Hans Haldner. Monumental. Hrsg. von Susanne Böning-Weis, Karlheinz Hemmeter. München 1998, ISBN 3-87490-654-X, S. 548–563.
- Hans Ramisch (Hrsg.): Das Grabmal Kaiser Ludwigs des Bayern in der Münchner Frauenkirche (= Berichte zur Denkmalpflege). Verlag Schnell & Steiner, Regensburg 1997, ISBN 3-7954-1138-6.
- Georg Brenninger: Die Orgeln der Münchner Frauenkirche. In: Monachium sacrum. Festschrift zur 500-Jahr-Feier der Metropolitankirche Zu Unserer Lieben Frau in München. Band 2: Kunstgeschichte. Deutscher Kunstverlag, München 1994, ISBN 3-422-06116-9 (2), S. 581–592.
- Susanne Fischer: Die Fenster der Münchner Frauenkirche. In: Monachium sacrum. Festschrift zur 500-Jahr-Feier der Metropolitankirche Zu Unserer Lieben Frau in München. Band 2: Kunstgeschichte. Deutscher Kunstverlag, München 1994, ISBN 3-422-06116-9 (2), S. 395–436.
- Peter Frieß: Biblische Automaten in der Münchner Frauenkirche. In: Monachium sacrum. Festschrift zur 500-Jahr-Feier der Metropolitankirche Zu Unserer Lieben Frau in München. Band 2: Kunstgeschichte. Deutscher Kunstverlag, München 1994, ISBN 3-422-06116-9 (2), S. 533–556.
- Peter Germann-Bauer: Münchner Goldschmiedearbeiten im Schatz der Frauenkirche. In: Monachium sacrum. Festschrift zur 500-Jahr-Feier der Metropolitankirche Zu Unserer Lieben Frau in München. Band 2: Kunstgeschichte. Deutscher Kunstverlag, München 1994, ISBN 3-422-06116-9, S. 455–504.
- Jutta Kriewitz: Das Gehäuse der Automatenuhr in der Frauenkirche als Spiegel wechselnder Ausstattung. In: Monachium sacrum. Festschrift zur 500-Jahr-Feier der Metropolitankirche Zu Unserer Lieben Frau in München. Band 2: Kunstgeschichte. Deutscher Kunstverlag, München 1994, ISBN 3-422-06116-9, S. 557–574.
- Eva Langenstein: Die Gitter der Münchner Frauenkirche. In: Monachium sacrum. Festschrift zur 500-Jahr-Feier der Metropolitankirche Zu Unserer Lieben Frau in München. Band 2: Kunstgeschichte. Deutscher Kunstverlag, München 1994, ISBN 3-422-06116-9, S. 437–454.
- Franz Lehrndorfer (Hrsg.): Das Orgelwerk im Münchner Dom Zu Unserer Lieben Frau. Dompfarramt Zu Unserer Lieben Frau, München 1994.
- Bernhard Mayrhofer: Von Spielfiguren, Farbwechseln und anderen Uhr-Sachen. In: Monachium sacrum. Festschrift zur 500-Jahr-Feier der Metropolitankirche Zu Unserer Lieben Frau in München. Band 2: Kunstgeschichte. Deutscher Kunstverlag, München 1994, ISBN 3-422-06116-9 (2), S. 575–580.
- Brigitte Volk-Knüttel: Der Hochaltar der Münchner Frauenkirche von 1620 und seine Gemälde von Peter Candid. In: Monachium sacrum. Festschrift zur 500-Jahr-Feier der Metropolitankirche Zu Unserer Lieben Frau in München. Band 2: Kunstgeschichte. Deutscher Kunstverlag, München 1994, ISBN 3-422-06116-9, S. 203–232.
- Messerschmitt Stiftung (Hrsg.): Die Epitaphien an der Frauenkirche in München. München 1986.
- Arthur Schlegel: Das Grabmal Ludwigs des Bayern in der Münchner Frauenkirche und Porträts der bayerischen Herzöge der Renaissance. In: Oberbayerisches Archiv. Band 93, 1971, S. 207–222.
- Thomas Johannes Kupferschmied: Kein Kreuzweg für den Münchener Dom. Zu Geschichte und Vorgeschichte des wiederentdeckten Stationsreliefs am nördlichen Choreingangspfeiler der Frauenkirche. In: Erinnerung und Schau. Nr. 30,  S. 83–89.

### Handbücher, Kirchen- und Reiseführer
- Peter Pfister (Hrsg.): Der Dom Zu Unserer Lieben Frau in München. Schnell, Großer Kunstführer. Bd. 235. Schnell & Steiner, Regensburg 2008, ISBN 978-3-7954-2031-4.
- Peter Pfister: Metropolitankirche Zu Unserer Lieben Frau in München. Schnell, Kunstführer. Nr. 500. 10., neu bearb. Aufl. Schnell & Steiner, Regensburg 2008, ISBN 978-3-7954-4298-9.
- Dehio-Handbuch der Deutschen Kunstdenkmäler. Band Bayern IV: München und Oberbayern. Darmstadt 1990, S. ?.
- Klaus Gallas: München. Von der welfischen Gründung Heinrichs des Löwen bis zur Gegenwart: Kunst, Kultur, Geschichte. DuMont, Köln 1979, ISBN 3-7701-1094-3 (DuMont-Dokumente: DuMont-Kunst-Reiseführer).
- Christian Behrer: Das Unterirdische München. Stadtkernarchäologie in der bayerischen Landeshauptstadt. Buchendorfer Verlag, München 2001, ISBN 3-934036-40-6, Kap. 4.2.2: Die Frauenkirche, S. 84–106.
- Hans Ramisch, Peter B. Steiner: Die Münchner Frauenkirche. Wewel Verlag, München 1994, ISBN 3-7904-0626-0.
- Franz Berberich: Führer durch den Dom zu Unserer Lieben Frau in München. München 1931.